# Vogeldorp

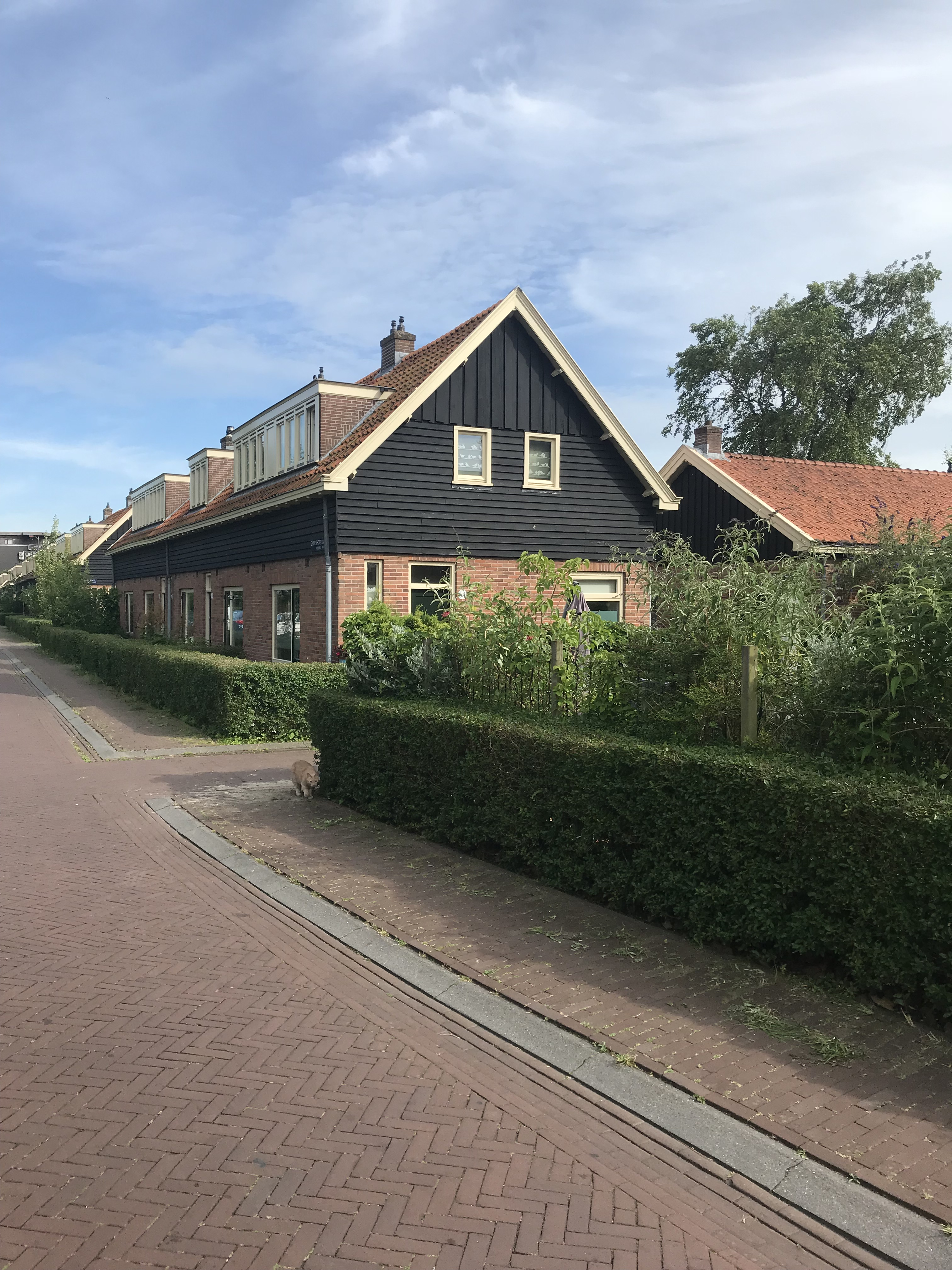
Vogeldorp, Zamenhofstraat in zuidoostelijke richting bezien, juni 2018.

Vogeldorp is het oudste tuindorp in Amsterdam-Noord, gelegen in de Vogelbuurt, ten zuiden van het Vliegenbos en het Volkstuinpark Buitenzorg. Het dorp is in 1918 gebouwd door de Gemeentelijke woningdienst met Berend Boeyinga van de Amsterdamse School als projectarchitect en bestond oorspronkelijk uit 313 woningen. Aan het ontwerp ligt de tuinstadgedachte van Ebenezer Howard ten grondslag. Vanwege de architectonische waarde en de plaats die het inneemt in de geschiedenis van de sociale woningbouw en de emancipatie van de arbeidersklasse, is Vogeldorp – evenals zusterdorp Disteldorp – bestempeld als onderdeel van een "monument van nationaal belang" dat op het hoogste niveau bescherming verdient. Sinds 2000 is Vogeldorp een gemeentelijk monument en vanaf 2014 maakt het onderdeel uit van het rijksbeschermde stadsgezicht Amsterdam-Noord.

## Historie en achtergronden

### Van baggerstortplaats tot bouwgrond

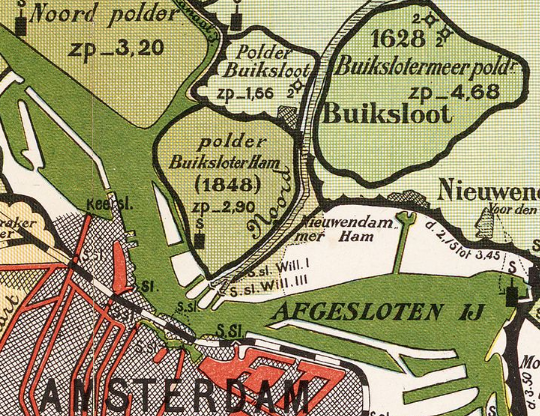
Kaart uit 1901 met daarop de Nieuwendammerham, waar Vogeldorp in 1918 gebouwd zal worden.

Amsterdam-Noord is ontstaan op veengronden die vanaf de zevende eeuw werden ontgonnen. Om de ontginning mogelijk te maken, werden dijken opgeworpen. Daaruit ontwikkelde zich rond 1300 uiteindelijk de Waterlandse Zeedijk, waarlangs verschillende dijkdorpen ontstonden. Ten zuiden van deze dijk lag in het IJ de natuurlijk gevormde landtong Volewijk, die tot 1795 werd gebruikt als galgenveld van 't Geregt van Amsterdam; er werden lijken van terechtgestelden opgehangen. De watervlakte ten westen van deze landtong werd door de gemeente gebruikt als baggerstortplaats voor modder uit de grachten en de vaarweg van het IJ. In de negentiende eeuw wordt die stortplaats echter omgevormd tot de polder Buiksloterham, waarna de gemeente op zoek moet naar een nieuwe baggerstortplaats. Het oog valt dan op de waterplas ten oosten van de landtong Volewijk, namelijk op de Nieuwendammerham. Uiteindelijk wordt ook deze omstreeks 1870 ingepolderd bij de aanleg van het Noordzeekanaal en zo ontstaat de grond waarop later Vogeldorp gebouwd zal worden. 
De grond blijft echter eerst jarenlang onaangeroerd liggen. In 1903 verschijnt een rapport van de IJ-commissie die adviseert om de industrie vanuit de stad naar de overkant van het IJ te verplaatsen. In plaats daarvan worden er, vanwege de problemen met het dagelijks overvaren van arbeiders voor de scheepswerven in Noord, uiteindelijk vele duizenden arbeiderswoningen gebouwd.

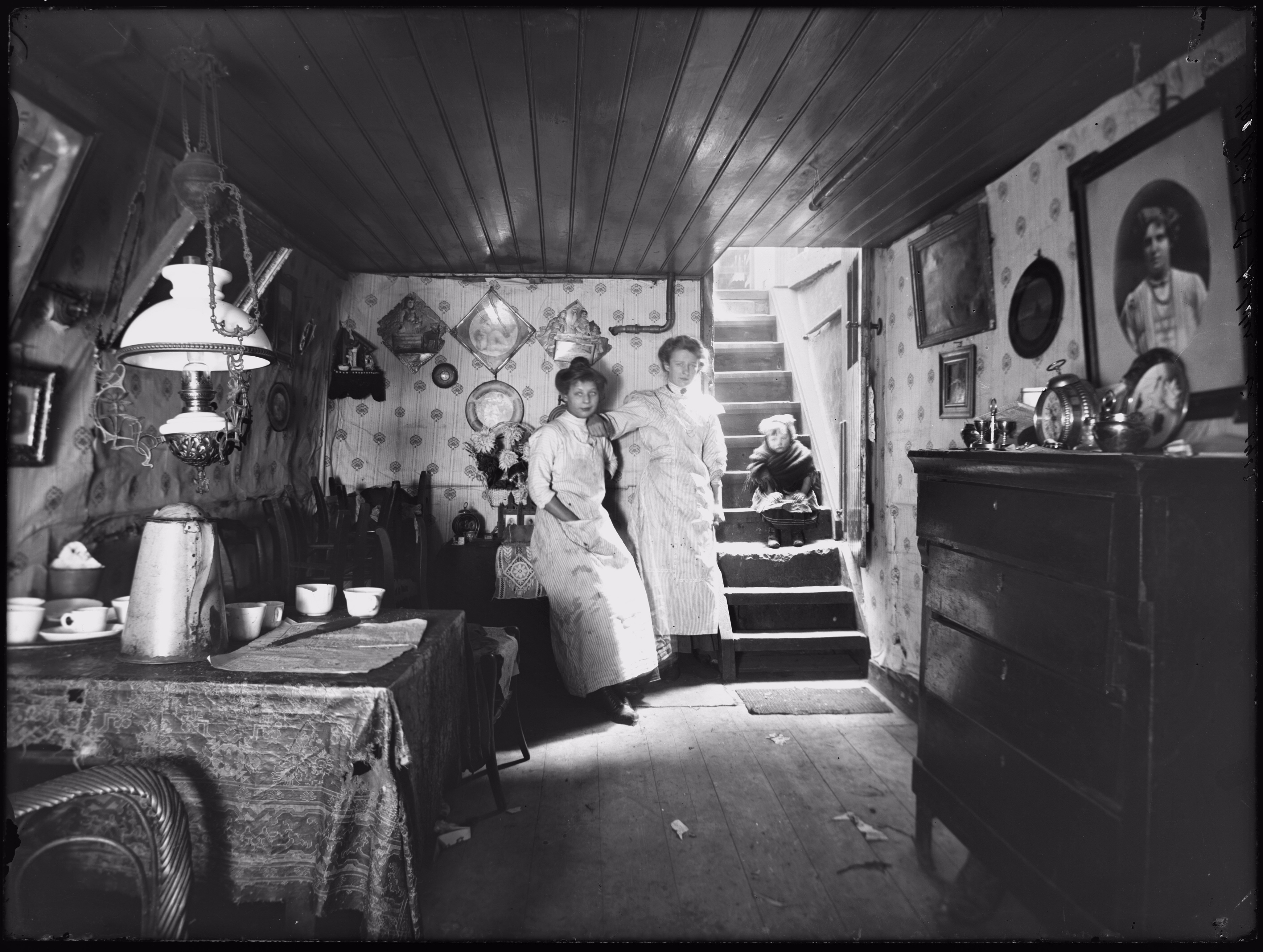
Amsterdamse kelderwoning aan de Zeedijk nr. 58.

### Woningnood leidt tot Woningwet

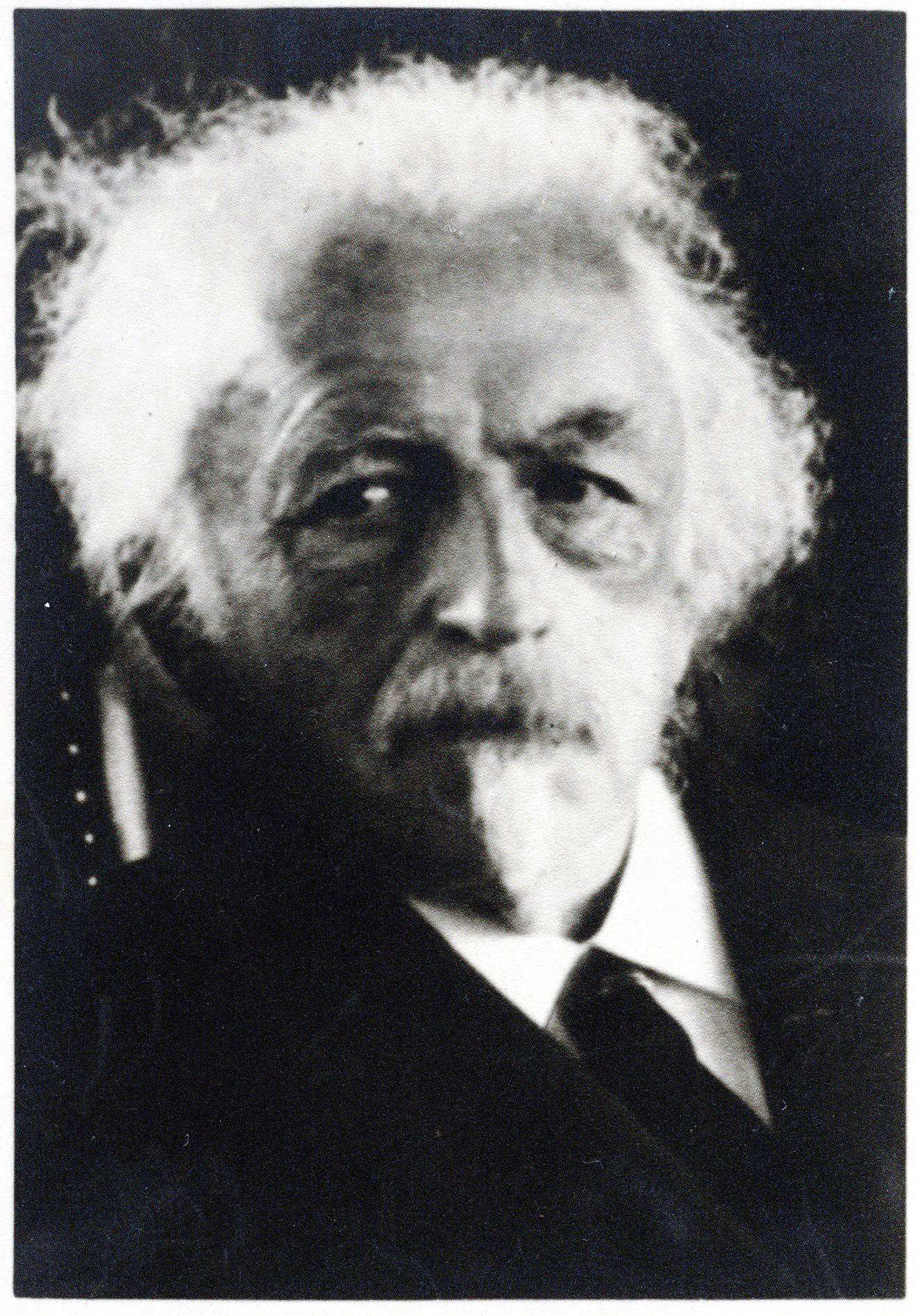
Wethouder Wibaut, onderkoning van Amsterdam.

Een belangrijke oorzaak van de woningnood in Amsterdam in de negentiende eeuw, die uiteindelijk dwong tot de bouw van onder andere Vogeldorp, is gelegen in de Industriële Revolutie. Veel zelfstandigen op het platteland gingen failliet door concurrentie met de fabrieken en werden gedwongen massaal naar de stad te trekken om in diezelfde fabrieken te werken. Mede daardoor groeide het aantal inwoners van Amsterdam tussen 1870 en 1900 van 264.694 naar 510.853. Voor hun huisvesting waren deze nieuw gearriveerde arbeiders aangewezen op particuliere verhuurders; woningbouw voor arbeiders en minvermogenden liet de overheid toen nog volledig over aan particulieren. Die verhuurden voor veel geld kleine, donkere en onhygiënische ruimtes (krotwoningen) aan de laagbetaalde arbeiders, vaak gelegen in dicht op elkaar gebouwde straten met weinig daglicht en frisse lucht. Deze ongezonde woonomstandigheden leidden tot ziektes en epidemieën. Uiteindelijk werd de politiek het erover eens dat aan de erbarmelijke woonomstandigheden iets gedaan moest worden en zo werd in 1901 door het kabinet-Pierson de Woningwet aangenomen. Het doel van de Woningwet was om bouw en bewoning van krotwoningen onmogelijk te maken, en met voorschotten van het rijk de bouw van goede woningen te stimuleren. Het duurt echter tot 1910 voordat de bouw van woningwetwoningen op gang komt, maar voor de allerarmsten laten de woningbouwverenigingen het afweten. Om die reden beginnen de gemeenten na verloop van tijd zelf woningwetwoningen te bouwen, waaronder Vogeldorp. In Amsterdam is het met name Floor Wibaut die daarvoor ijvert, ook wel de 'onderkoning van Amsterdam' genoemd.

### Wibaut, Keppler en Tellegen: voorvechters van betaalbare gemeentelijke woningbouw, waaronder Vogeldorp

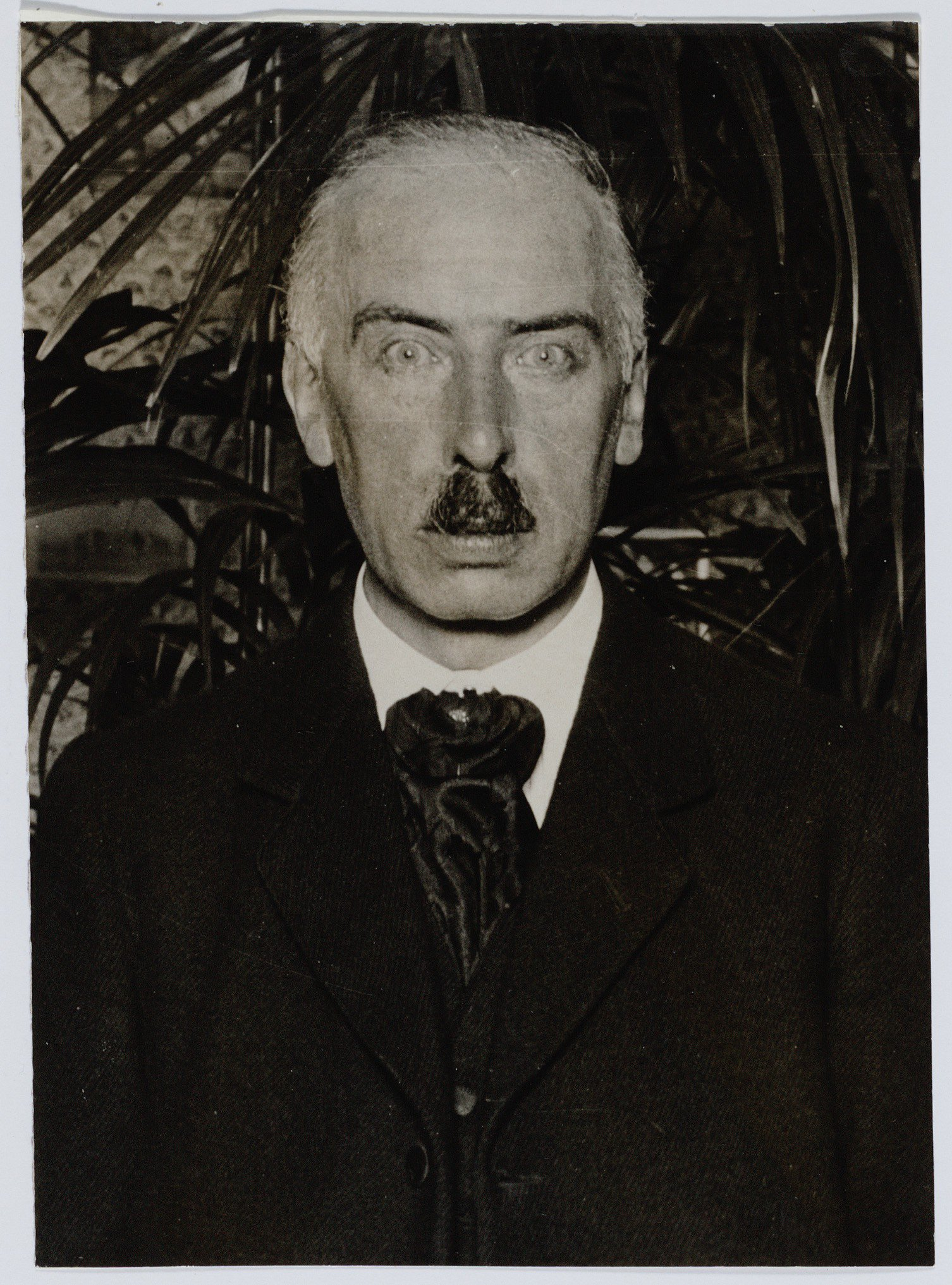
Arie Keppler, directeur Woningdienst.

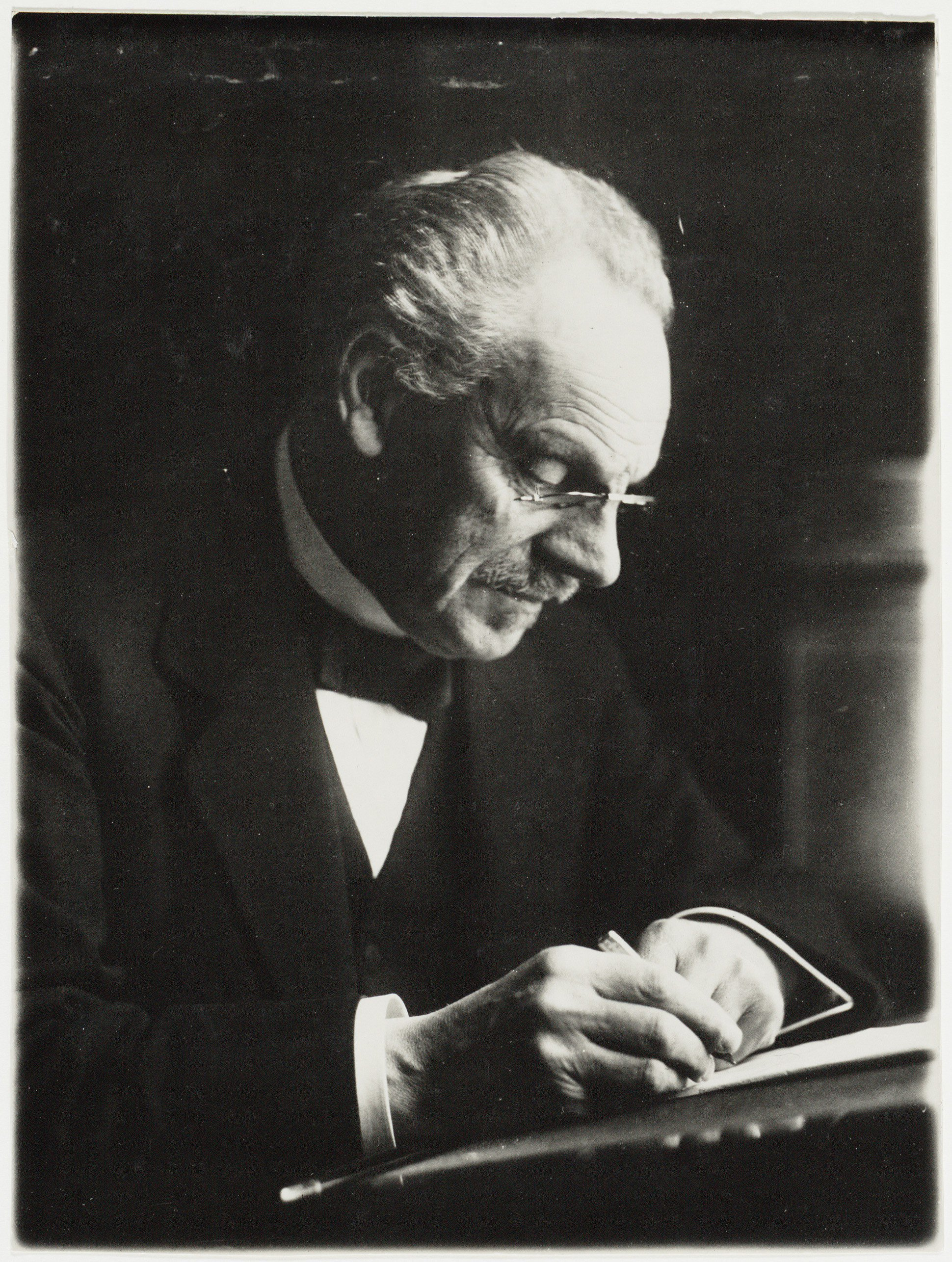
Burgemeester Tellegen.

Wibaut was lid van de Sociaal-Democratische Arbeiderspartij (SDAP), de voorloper van de PvdA. In 1907 treedt Wibaut toe tot de Amsterdamse gemeenteraad en de Gezondheidscommissie. Die commissie en verklaarde veel krotwoningen onbewoonbaar. Wibaut zag de miserabele woonomstandigheden van de arbeiders zodoende van dichtbij, waarbij het besef groeide dat die omstandigheden drastisch verbeterd moesten worden. Datzelfde gold voor Wibauts vriend, partijgenoot en later ook zwager Arie Keppler. Keppler kreeg in 1908 een vaste aanstelling bij de dienst Bouw- en Woningtoezicht – op voorspraak van toenmalige directeur Jan Willem Tellegen – en was eveneens betrokken bij de onbewoonbaarverklaringen. Bij gebrek aan voldoende goede woningen bleven veel bewoners van onbewoonbaar verklaarde woningen zitten waar ze zaten. De SDAP-fractie stelde daarom voor dat de gemeente zelf betaalbare woningen zou gaan bouwen voor arme Amsterdamse arbeiders. Dat gebeurt nadat Wibaut in 1914 wethouder wordt van onder andere volkshuisvesting en een jaar later de Gemeentelijke Woningdienst wordt opgericht met Keppler als eerste directeur én Tellegen promoveert tot burgemeester. Dit driemanschap wist in Amsterdam voldoende (politieke) steun te organiseren voor betaalbare gemeentelijke woningbouw, waaronder Vogeldorp. De gemeentelijke woningbouw startte in Noord in 1915 met de Van der Pekbuurt. Door het uitbreken van de Eerste Wereldoorlog (1914-1918) nam de woningnood ondertussen verder toe, omdat veel mensen hun toevlucht zochten in het neutrale Nederland. Ondanks dat Wibaut en Keppler er geen voorstander van waren, ontkwam Amsterdam er daarom niet aan noodwoningen te bouwen, dat wil zeggen woningen die niet voldeden aan de minimumeisen uit de Bouwverordening. Eerst werd in 1917 door de Gemeentelijke Woningdienst het grotendeels houten nooddorp Erica gebouwd, ook wel Obelt genoemd. 

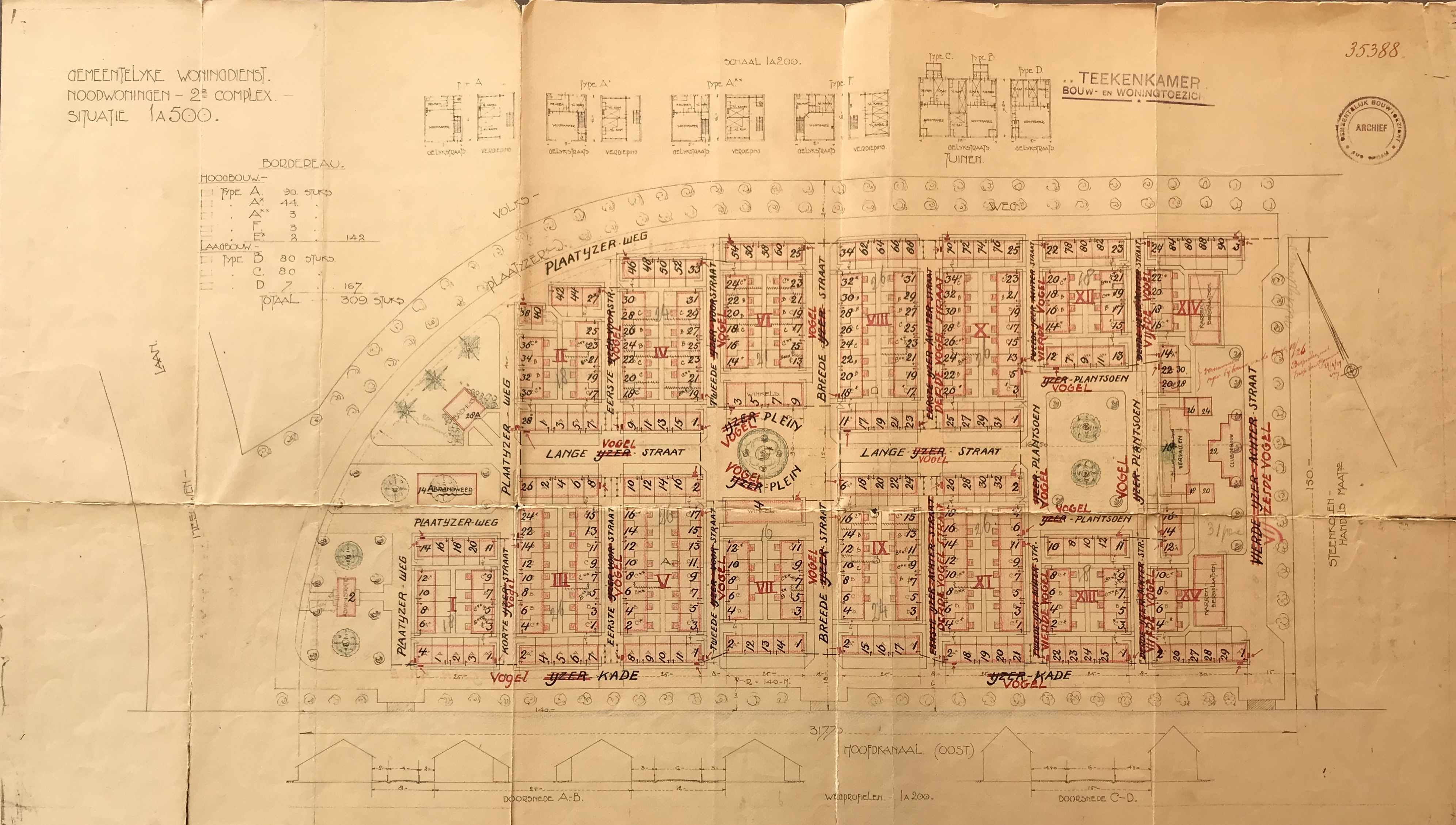
Oorspronkelijke plattegrond Vogeldorp. Aangetroffen in gemeentelijke bouwarchiefstukken.

### De bouw van Vogeldorp: de eerste stenen eengezinsarbeidershuizen in Amsterdam

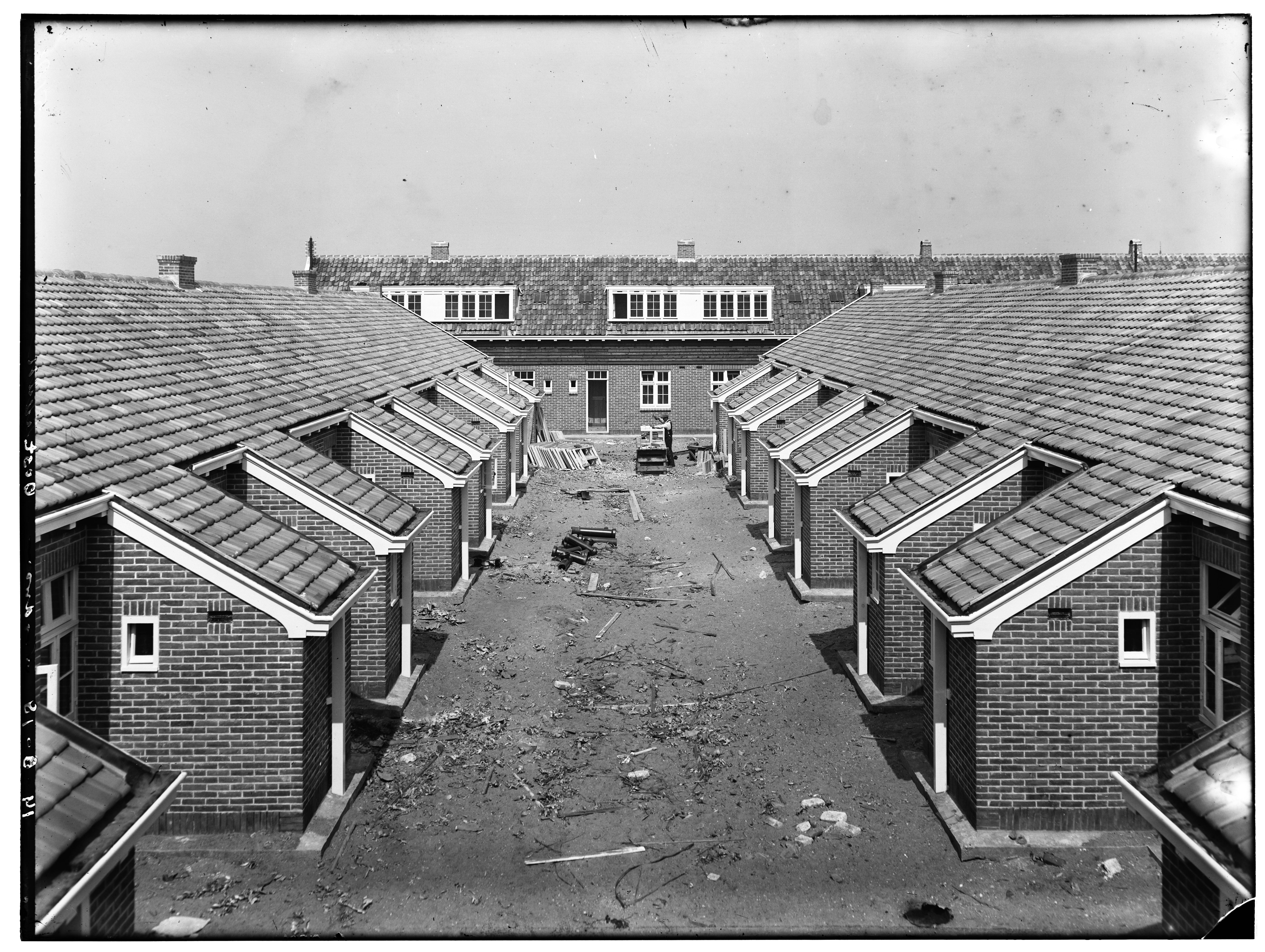
Vogeldorp in aanbouw, 14 augustus 1918.

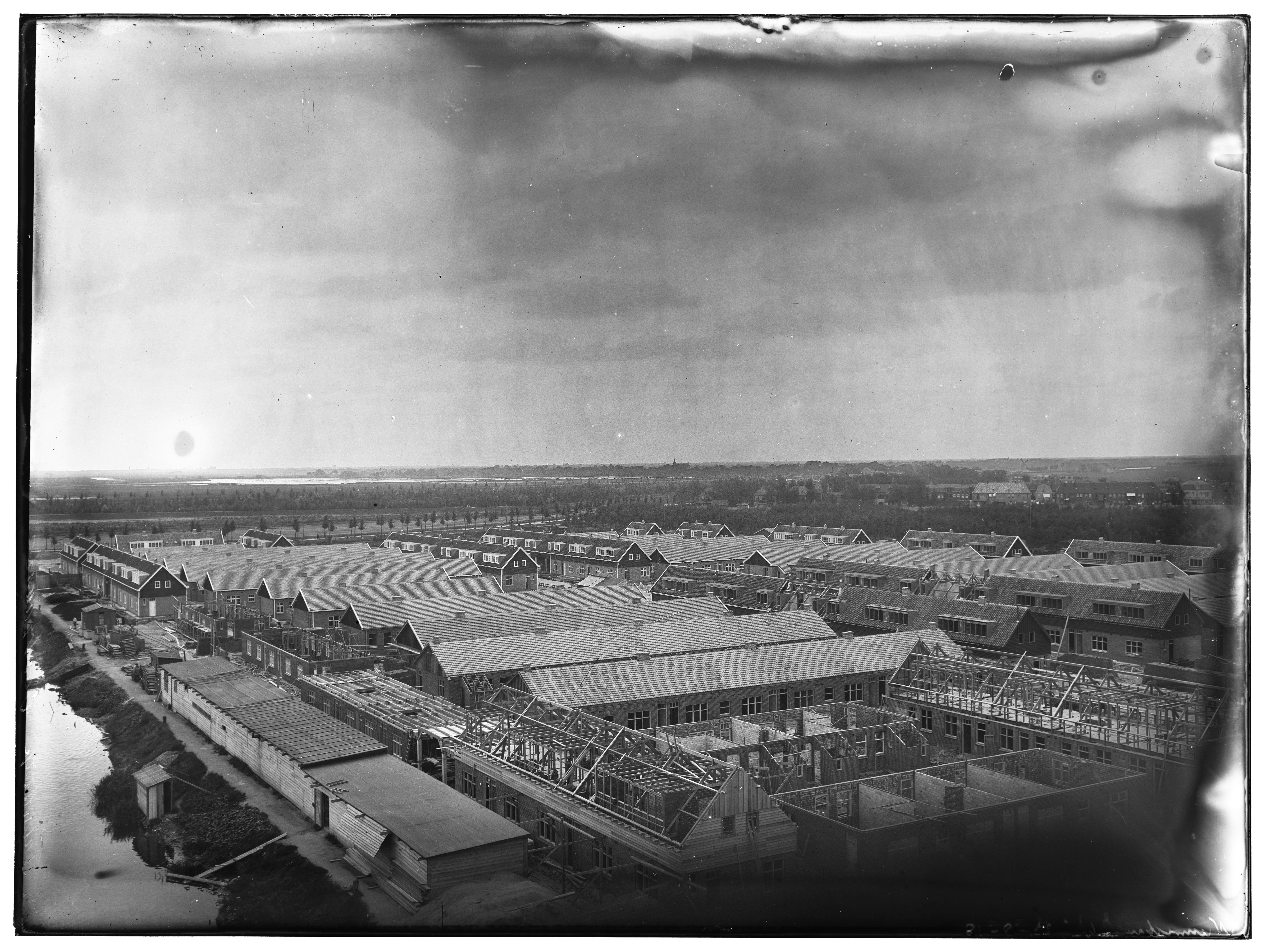
Vogeldorp in aanbouw, 23 augustus 1918.

In januari 1918 startte de bouw van Vogeldorp en aan het eind van dat jaar waren de meeste woningen bewoond. Aanvankelijk was beoogd Vogeldorp in Amsterdam-Zuid te bouwen, maar gevreesd werd dat dat de bouw van permanente woningen op die plaats zou belemmeren. Het rijk betaalde mee aan de bouw op grond van de in datzelfde jaar in werking getreden Woningnoodwet. In de dienstverslagen van de Woningdienst zijn de woningen echter vanaf het begin semi-permanent genoemd, in plaats van noodwoningen.
Per woning kostte de bouw gemiddeld 3.780 gulden. De woningen werden niet onderheid, maar gebouwd op betonplaat. Er werd ook een badhuis gebouwd waar vrouwen en mannen afwisselend konden douchen.
Tegenwoordig is Museum Amsterdam Noord gevestigd in het voormalige badhuis. Aanvankelijk waren er ook een politie- en brandweerpost die in 1921 respectievelijk in de jaren 1960 zijn gesloten. De woningen hadden een toilet, elektriciteit en gas en voldeden - anders dan de noodwoningen in Obelt - wél aan de toenmalige minimumeisen van de Bouwverordening. De Gezondheidscommissie die het dorp in 1918 bezocht constateerde dat "door de benaming 'noodwoning' eigenlijk tekort wordt gedaan aan de qualiteiten van deze woningen, die in gehalte overeen komen met woningen, welke elders ' semi-permanente' worden genoemd, en een alleszins voldoende huisvesting aanbieden". Tegenstanders vonden de woningen in Vogel- en Disteldorp te luxe.
De eerste bewoners bestonden uitsluitend uit Amsterdamse arbeidersgezinnen afkomstig uit de oude arbeiderswijken zoals de Jordaan en de Nieuwmarktbuurt. In 1919 kregen de straten hun naam en in 1948 is de Plaatijzerweg omgedoopt in de Zamenhofstraat (naar Lejzer Zamenhof, de grondlegger van het Esperanto). Rondom het centrale Vogelplein zaten winkels. Na voltooiing van de bouw schreef Keppler: 
"Wat niemand ooit heeft kunnen verwachten is verwezenlijkt. Het eengezinsarbeidershuis uit steen gebouwd heeft zijn intrede in de hoofdstad gedaan."

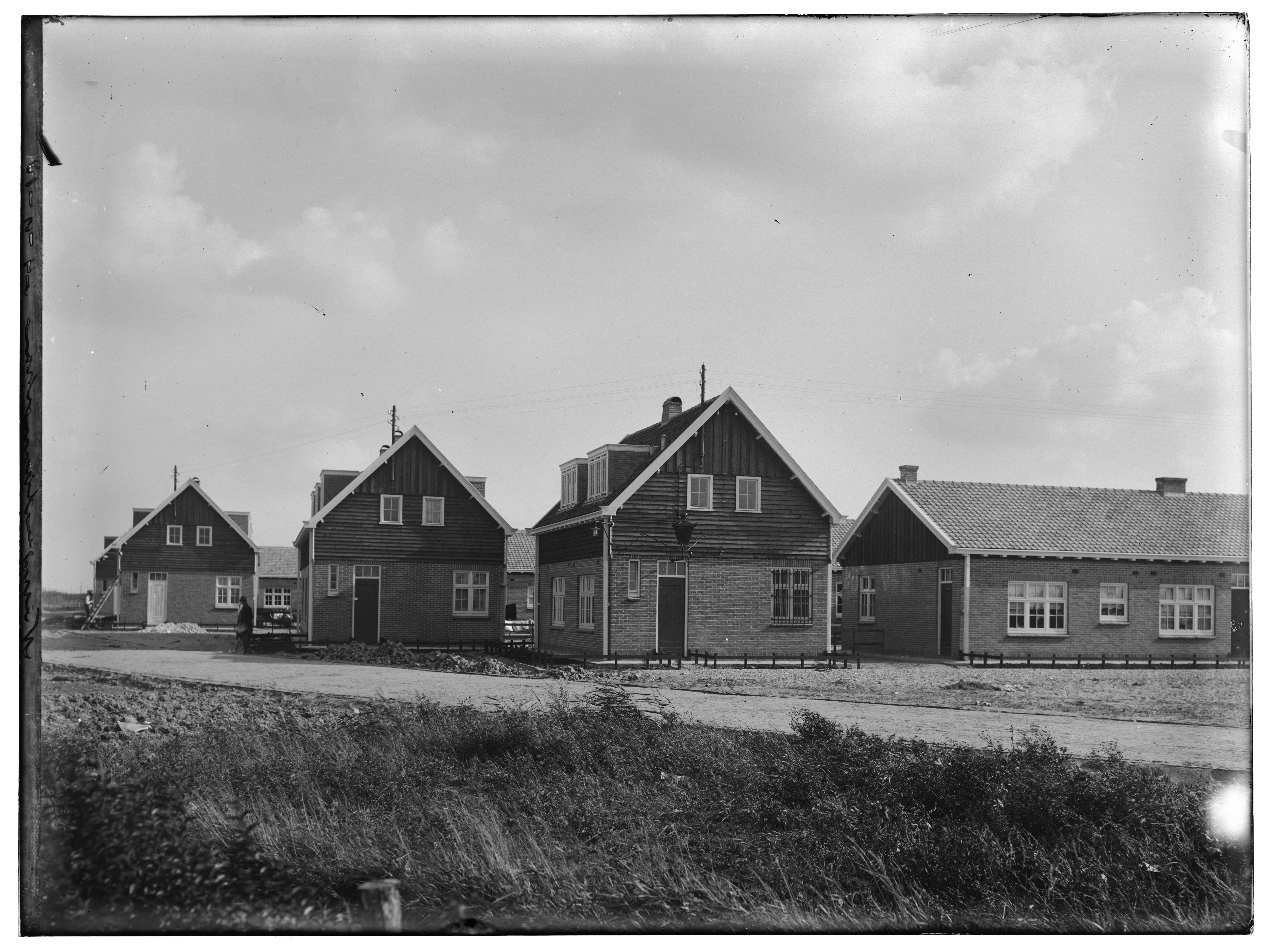
Vogeldorp in aanbouw, 24 september 1918.
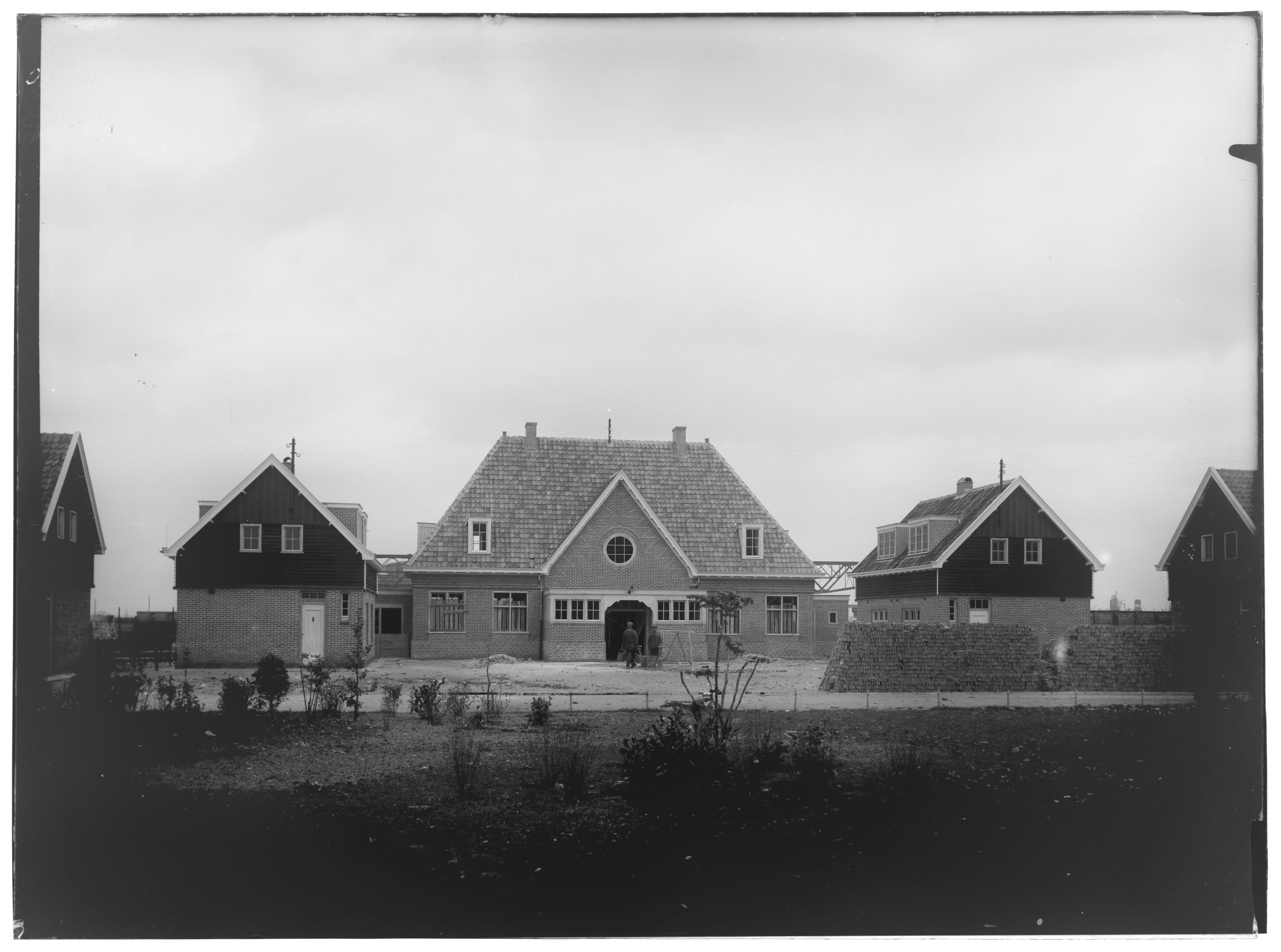
Ons Huis op Vogelplantsoen in aanbouw.
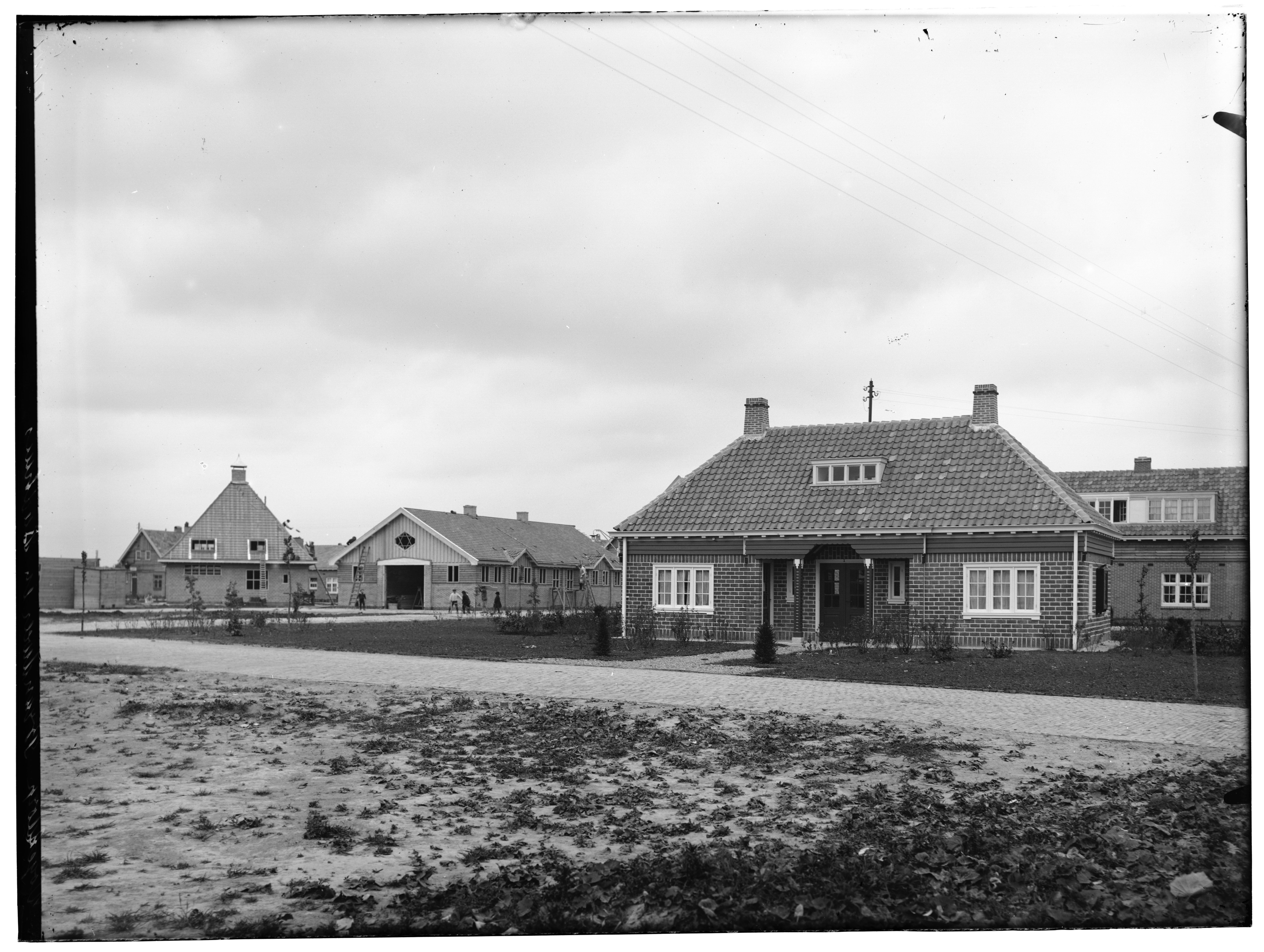
Administratiegebouw, brandweer, badhuis.
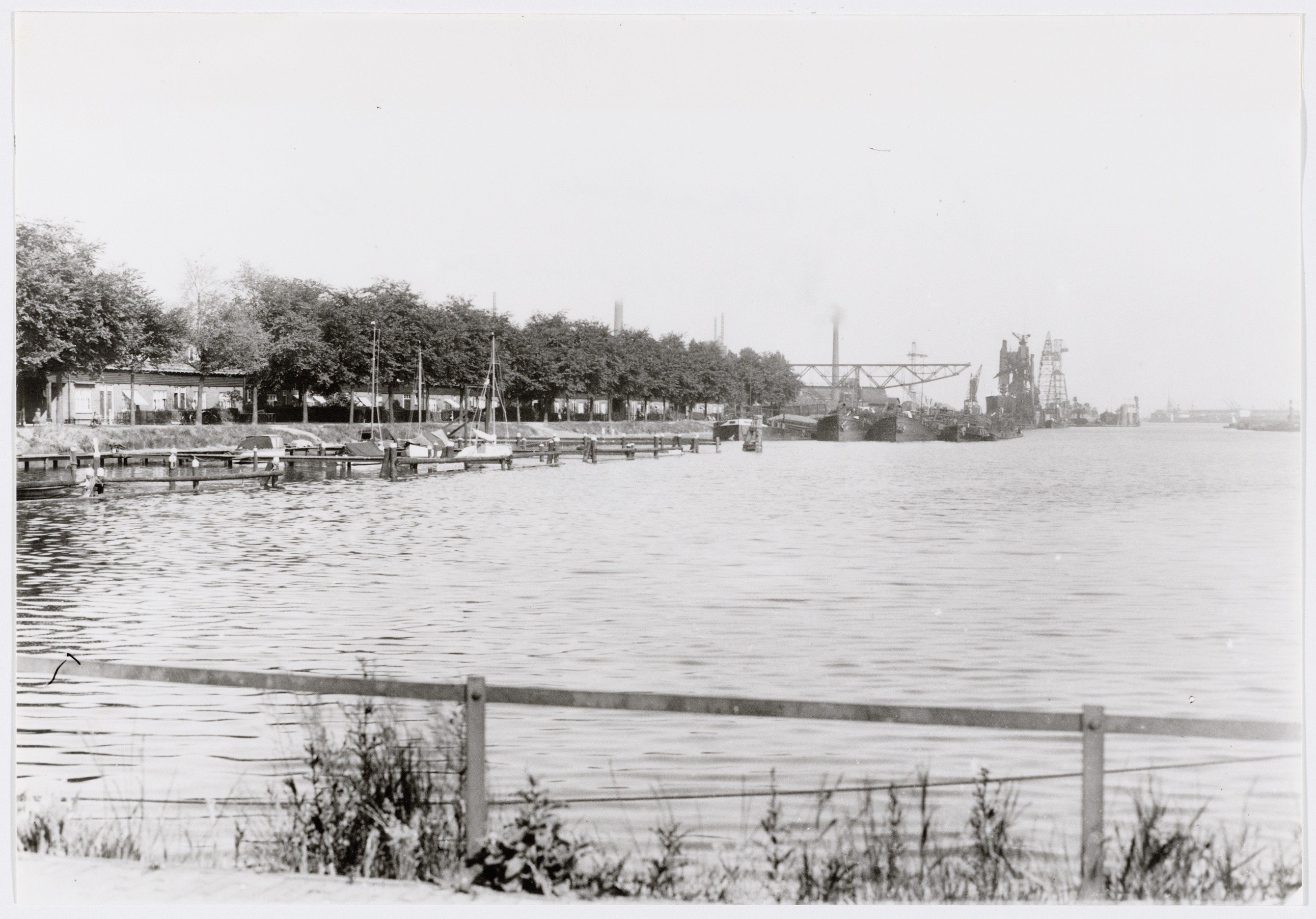
Johan van Hasseltkanaal met links Vogelkade.

### Het vroegere Vogeldorp en zijn bewoners

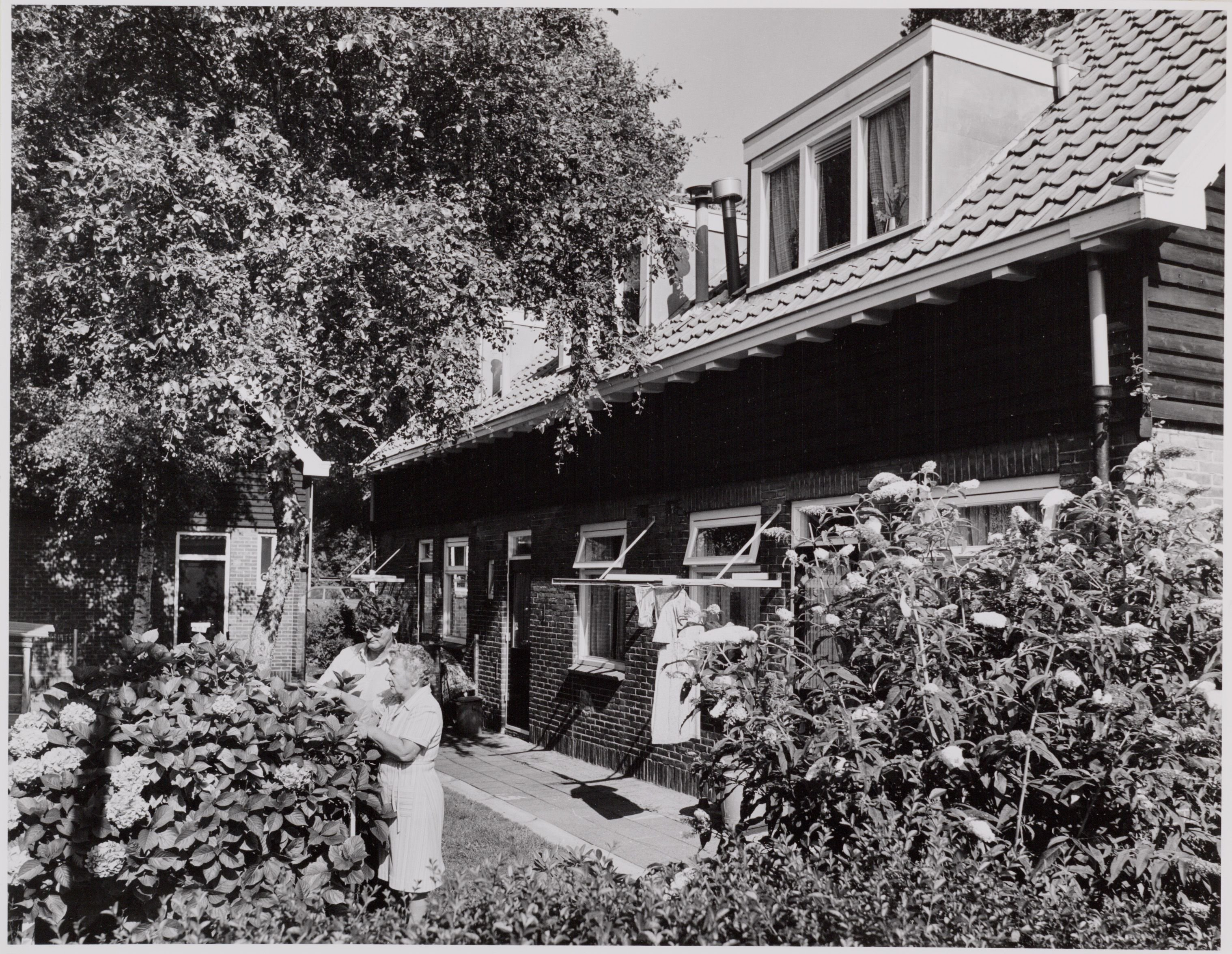
Eerste Vogelstraat 27, achterzijde.

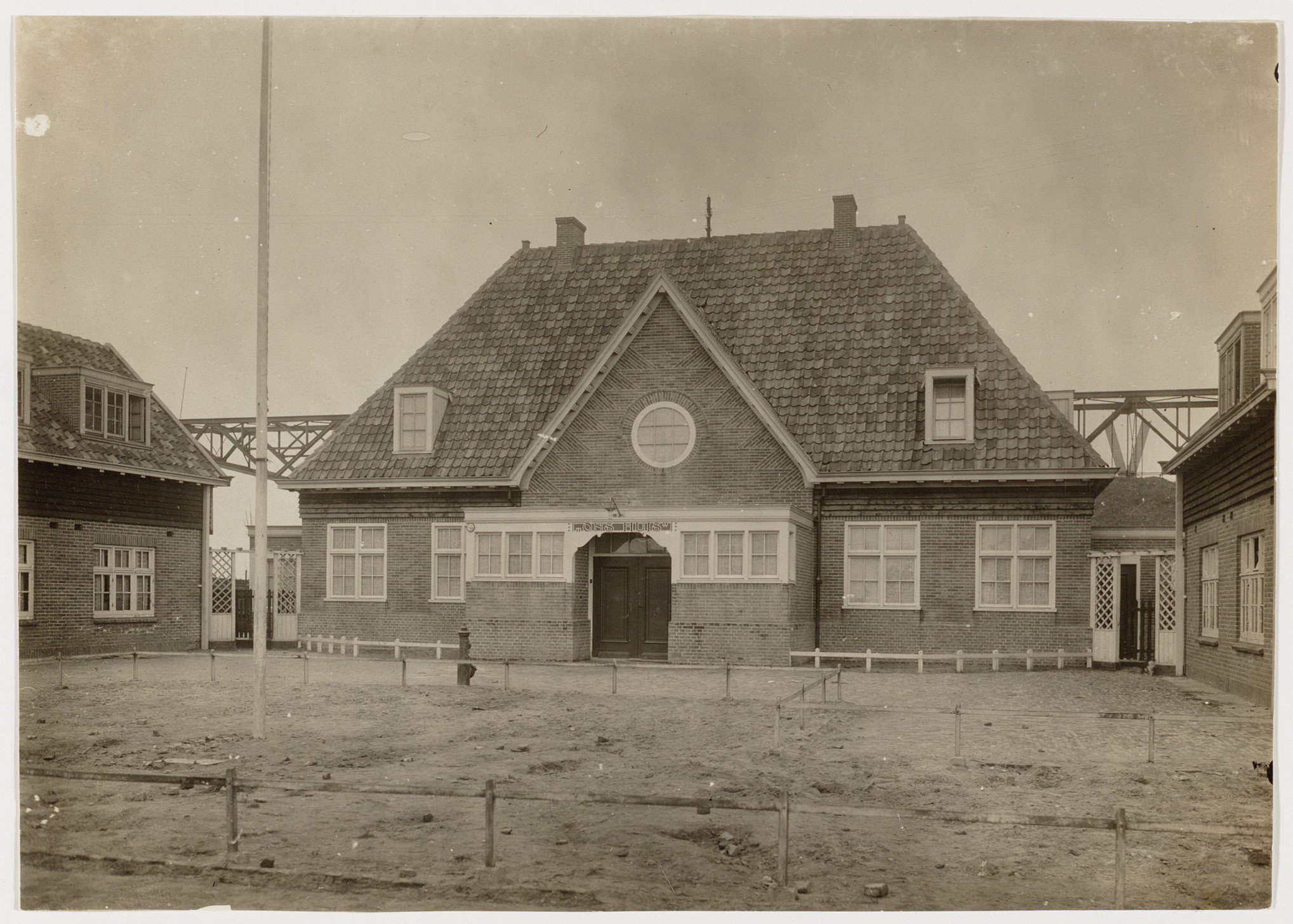
Ons Huis op Vogelplantsoen, ca. 1920.

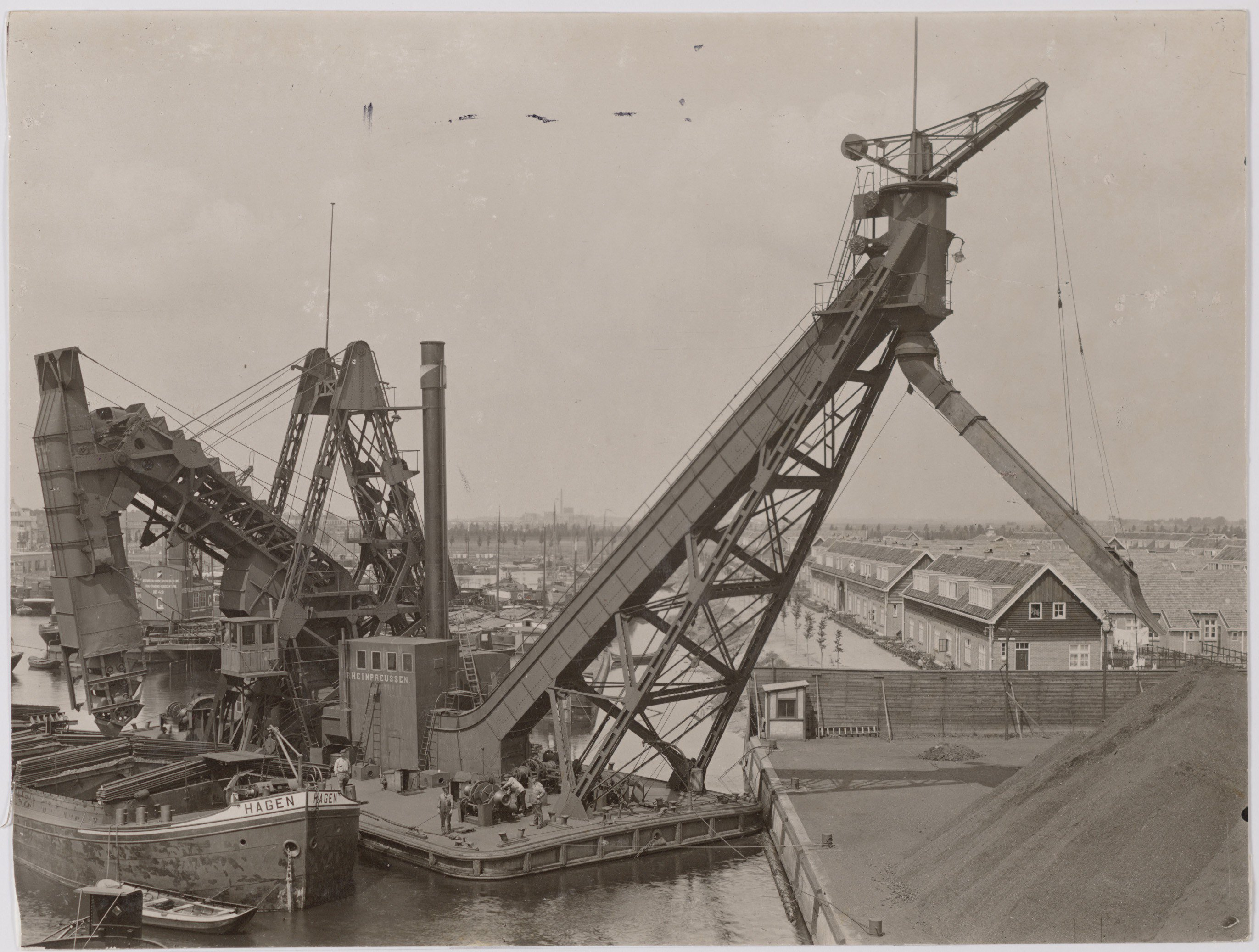
Johan van Hasseltkanaal met rechts Vogelkade.

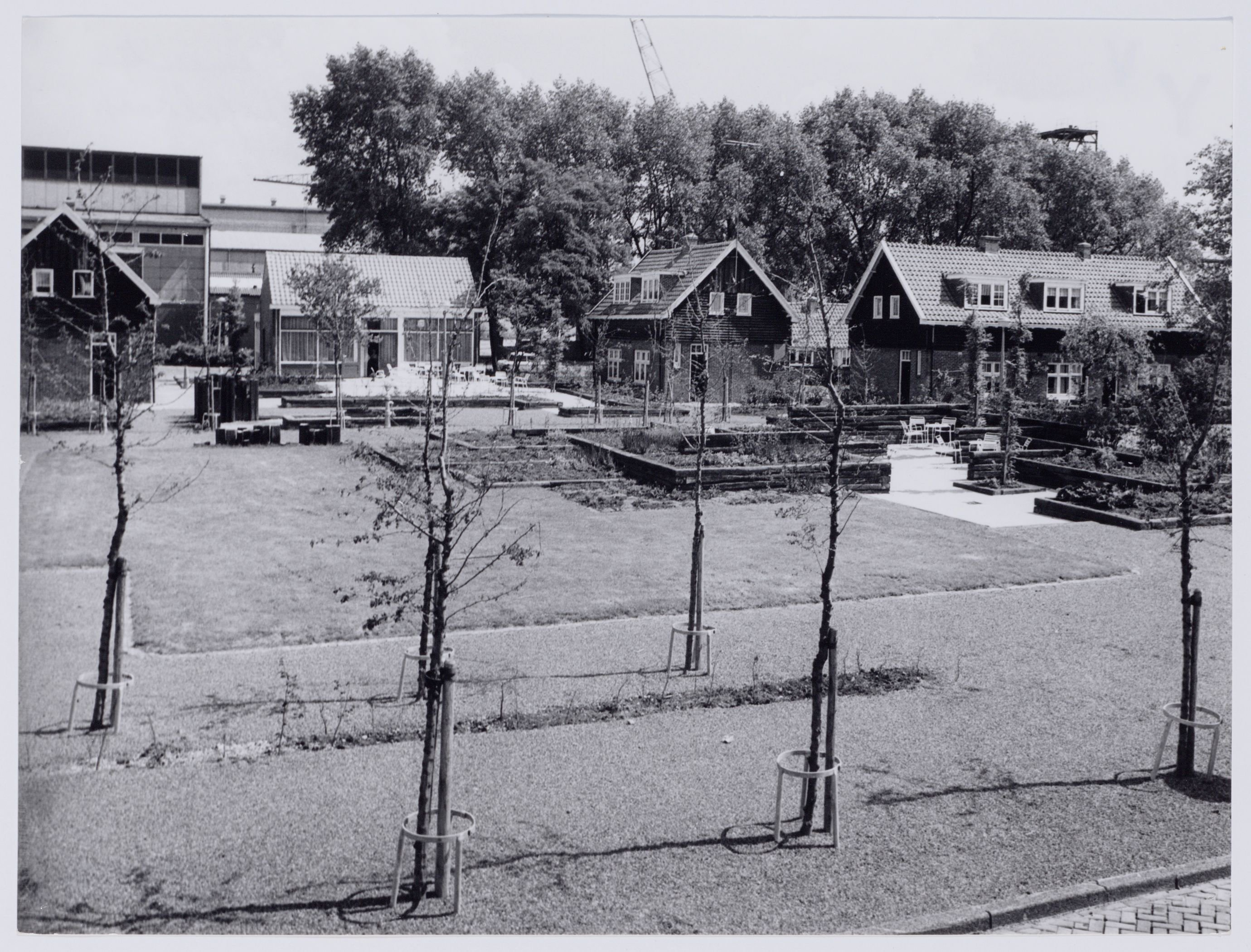
Vogelplantsoen.

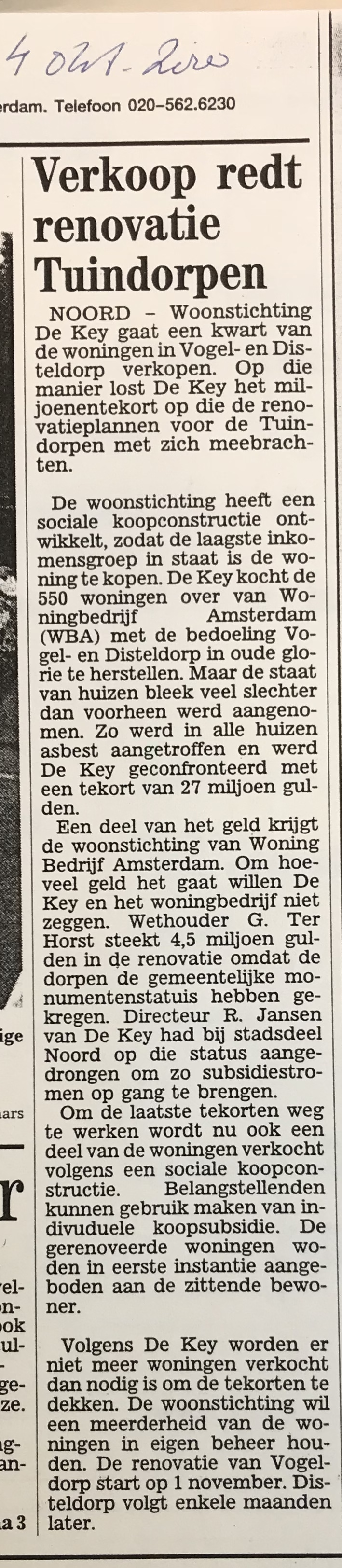
Krantenbericht d.d. 4 oktober 2000.

De eerste ervaringen eind negentiende eeuw met het verhuren van verenigings- en gemeentewoningen lieten huurachterstand, verwaarlozing van de woning en burenruzies zien. Om dat in geval van Vogeldorp te voorkomen, stelde het gemeentebestuur daar (net als op andere plekken) een woningopzichteres aan die de huren inde en bewoners adviseerde over onder andere hygiëne en een goede bewoning van het huis. Louise Went, de vrouw van architect Jan Ernst van der Pek, is - niet specifiek voor Vogeldorp maar in zijn algemeenheid - een wegbereider geweest voor het systeem van woningopzichteressen. In Vogeldorp werd de opzichteres dikwijls te bemoeizuchtig gevonden door de bewoners. Tot in de jaren zeventig is een opzichteres werkzaam geweest in Vogeldorp, al was ze op het laatst slechts een aanspreekpunt voor klachten. Een tweede middel om arbeiders te verheffen en op te voeden tot goede huurders was de Vereniging Ons Huis, opgericht eind negentiende eeuw in de Jordaan, die een vestiging kreeg in Vogeldorp in het clubgebouw aan de oostzijde van het Vogelplantsoen. Tegenwoordig is op die plek een buitenschoolse opvang gevestigd. Het doel van Ons Huis was het bevorderen van de 'volksontwikkeling' door middel van gezellige en leerzame bijeenkomsten en het opheffen van de klassentegenstellingen. In 1931, toen het clubgebouw al nagenoeg onbewoonbaar was geworden, waren de directrice en haar assistente ontslagen vanwege "hun verkeerde seksuele verhouding", terwijl de volgende directrice in 1934 werd ontslagen vanwege haar lidmaatschap van de NSB. Aan het eind van dat jaar werd Ons Huis in Vogeldorp gesloten. Wat zeer gewaardeerd werd (en nog steeds wordt) aan het wonen in de tuindorpen was dat men, hoewel wonend in een grote stad, het gevoel had in een dorp te wonen, waar de mensen op een ‘dorpse’, meer open manier met elkaar omgingen dan in de stad zelf. Het dorpsleven werd echter niet door iedereen op prijs gesteld; sommige nieuwkomers hielden zich bewust afzijdig, deden de boodschappen niet in het dorp, en de kinderen speelden meestal met kinderen uit andere buurten, want de kinderen uit het dorp waren maar ‘schorem’. De kinderen van het Vogeldorp vochten met de kinderen van de ‘elitaire’ Meeuwenlaan. Over het algemeen waren het buitenstaanders die Vogeldorp (en Disteldorp) als een achterbuurt hebben gestigmatiseerd. De mensen die er woonden werden als asociaal beschouwd. Binnen de tuindorpen was de verstandhouding echter goed, in de buurt heerste een grote solidariteit. Keppler zelf merkte dat de bewoners hun eigen voor- en achtertuinen goed onderhielden. In de achtertuinen, die na verloop van tijd deels gemeenschappelijk werden, ontstond echter een wildgroei aan bouwsels die de gemeente eind jaren zestig verbood en verwijderde. Onder de bewoners van het eerste uur waren met name gemeentewerklieden, fabrieksarbeiders en metaalbewerkers. De meeste gezinnen werden geplaatst door de Woningdienst; van een bewuste keuze voor het wonen in Vogeldorp was in de beginjaren niet altijd sprake. Na een aantal jaren, toen de tuindorpen wat meer bekendheid kregen onder de Amsterdammers, waren er gezinnen die bewust om een woning vroegen. Uit een onderzoek uit 1936 bleek dat meer dan de helft van de Vogeldorpse gezinnen afhankelijk was steun, hun economische positie was zwak. Over de huurbetaling door Vogeldorpers heeft de Woningdienst echter nooit geklaagd: zelfs in perioden van grote werkloosheid werd de huur over het algemeen keurig betaald. Omdat er vrijwel alleen maar arbeiders in Vogeldorp, Disteldorp en Tuindorp Oostzaan woonden, hebben er altijd relatief veel socialisten en communisten gezeten; de tuindorpen werden ook wel de 'rode' tuindorpen genoemd. Eind jaren zestig vond de gemeente dat de woningen niet meer geschikt waren voor gezinnen met kinderen en wees daarom leeggekomen woningen toe aan bejaarden; er werd openlijk gesproken van Vogeldorp als bejaardendorp. Eind jaren negentig woonden er nog steeds veel bejaarden in het dorp, maar zij vormden niet langer een overgrote meerderheid. In 1993 verdiende meer dan de helft van de Vogeldorpers het minimumloon of minder. In 1997 schreven onderzoekers dat het gemeenschappelijke kenmerk dat voor de tuindorpelingen het belangrijkst is, het hebben van een laag inkomen is. Dezelfde onderzoekers schreven dat de onderzochte tuindorpen, waaronder Vogeldorp, een prettige woonomgeving bieden aan allerlei mensen, met name ook mensen met een alternatieve levensoriëntatie, bijvoorbeeld kunstenaars. Vooral in Vogeldorp en Disteldorp wonen veel bijzondere mensen, bijvoorbeeld mensen die nog veel affiniteit hebben met het anarchistische of communistische gedachtegoed en vanuit die filosofie met hun buurtgenoten omgaan. 

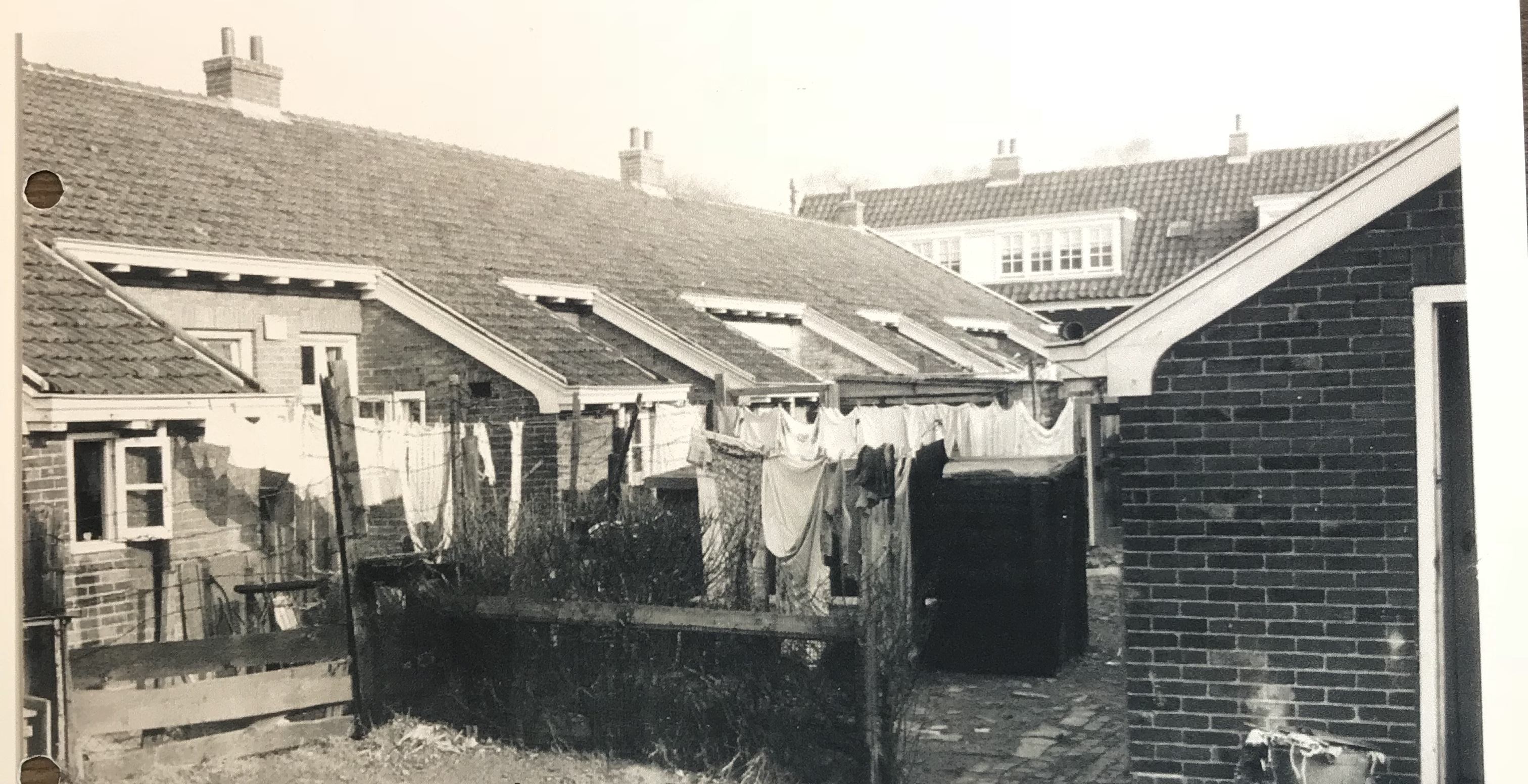
Achtertuinen jaren zestig.
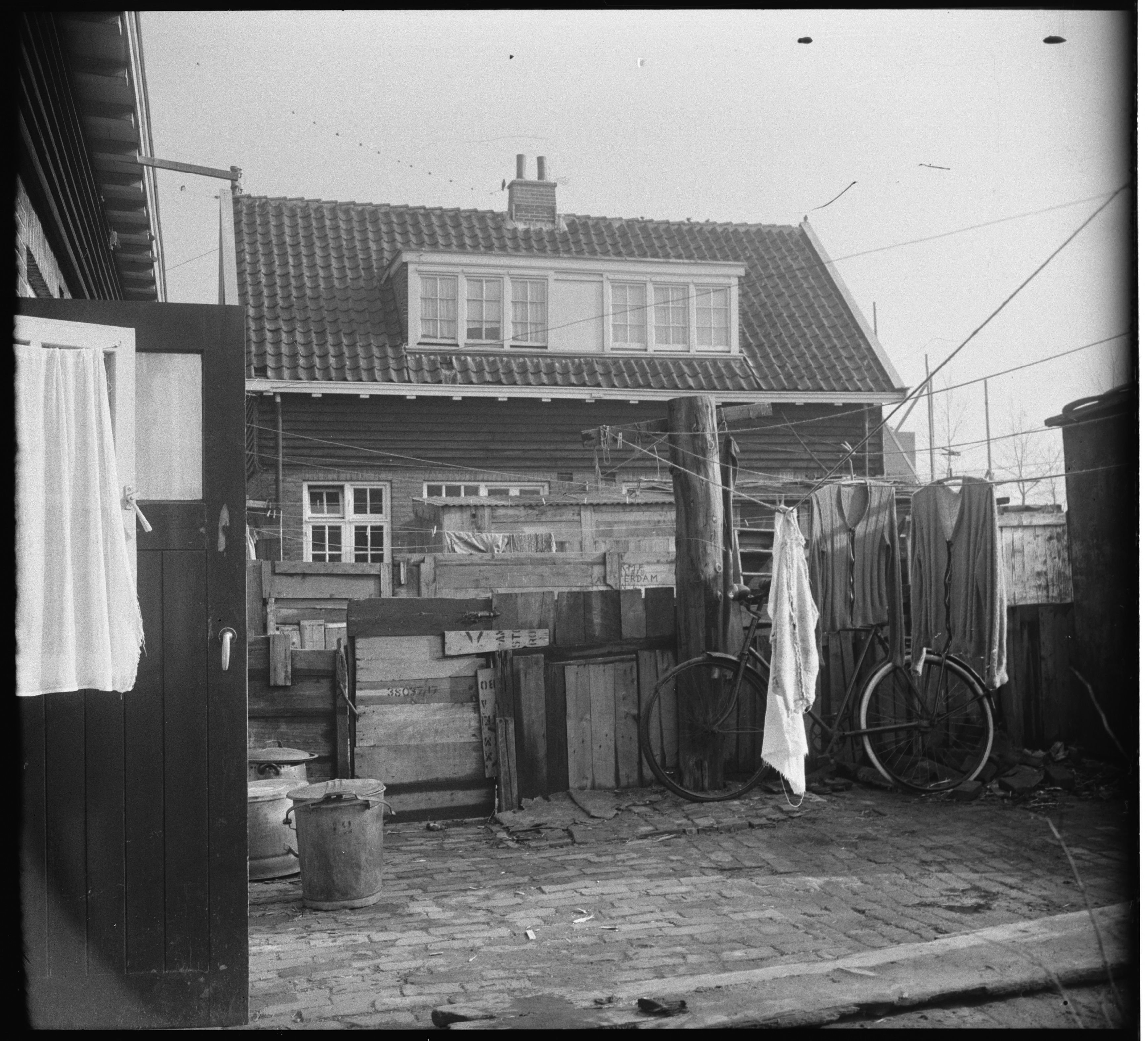
Vierde Vogelstraat achterzijde.
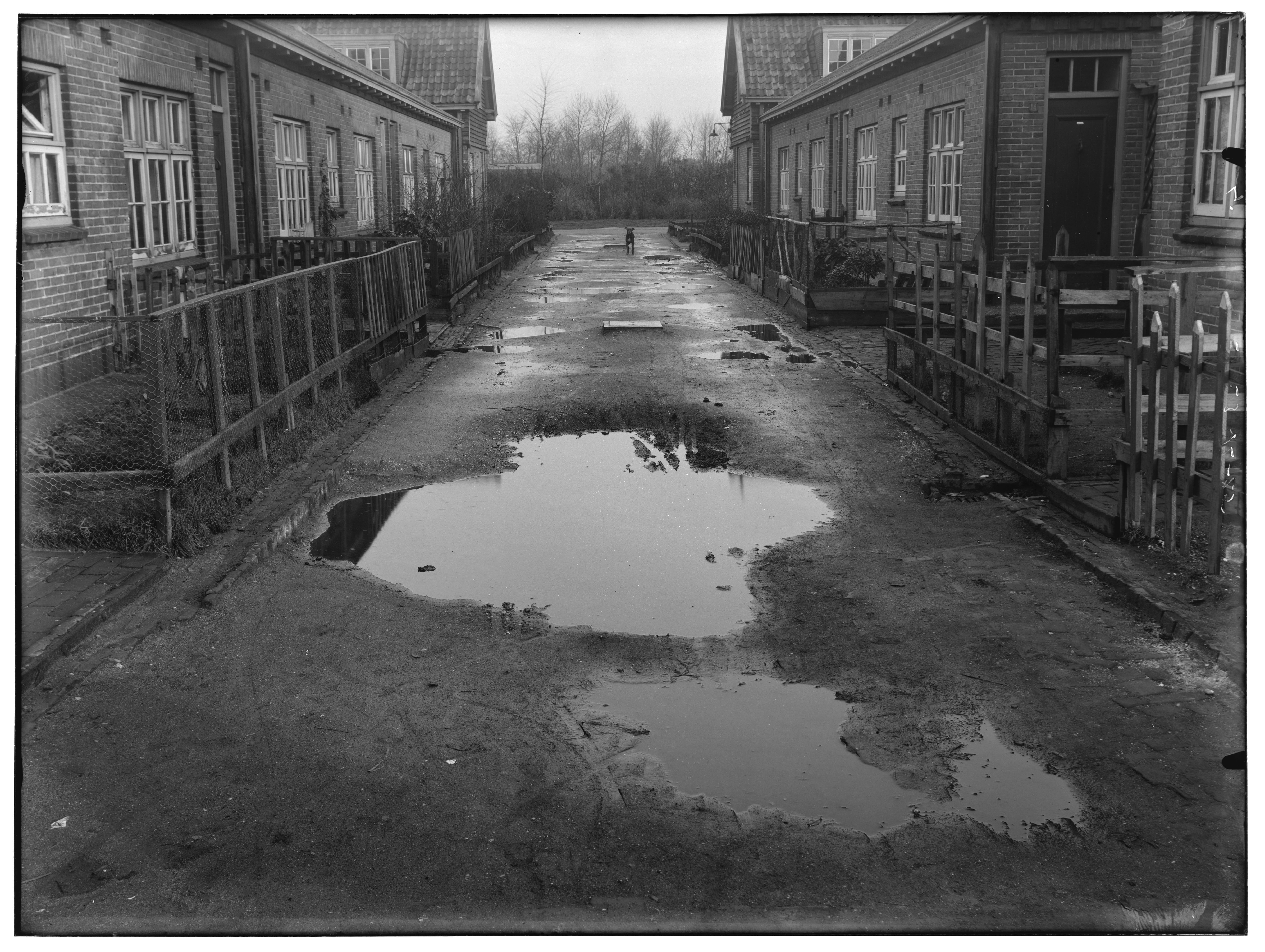
Vierde Vogelstraat.

### Reeks opknapbeurten tot aan 75-jarige bestaan
In 1933 werden Vogel- en Disteldorp met behulp van een woningwetvoorschot van 265.000 gulden opgeknapt, zodat de dorpen tot 1954 geëxploiteerd konden worden. In 1950 kwam opnieuw de discussie op gang over het al dan niet verlengen van de exploitatie. Vogel- en Disteldorp verkeerden toen in slechte staat ten gevolge van de Tweede Wereldoorlog. Sommige huizen hadden niet eens een voordeur meer. Opnieuw werd de exploitatie verlengd, tot 1965, en wederom financierde het rijk een deel van de opknapbeurt. Dit herhaalde zich voor de derde keer in 1963 toen de exploitatie werd verlengd tot 1980. Er vond toen een algehele restauratie van de romp van de woningen plaats en een beperkte inwendige restauratie. In 1979 verscheen een gemeentelijk rapport, waarin werd voorgesteld om Vogeldorp wegens bouwtechnische redenen in 1993 te slopen (en Disteldorp al eerder in 1983). De bewoners hebben zich daartegen met succes verzet. In 1982 besloot de gemeenteraad de dorpen nog vijftien jaar in stand te houden. Op 11 en 12 september 1993 vierden de Vogeldorpers een groot feest inclusief mediabelangstelling ter gelegenheid van het 75-jarig bestaan van Vogeldorp, dat in het teken kwam te staan van de strijd om het dorp te behouden, met name dankzij de actiegroep 'Vrije Vogels'. In datzelfde jaar werd de opvolger van de Gemeentelijke Woningdienst, die Vogeldorp had gebouwd en in eigendom had, geprivatiseerd en zo ontstond Het Woningbedrijf Amsterdam. Het Woningbedrijf Amsterdam presenteerde twee scenario's voor de toekomst van Vogeldorp en Disteldorp, waaronder een sloop(nieuwbouw)scenario.

### Vogeldorp gekocht, gerenoveerd en deels doorverkocht door De Key
Om te onderhandelen over de verschillende toekomstscenario's is op initiatief van het stadsdeel Amsterdam-Noord in januari 1997 het Onderhandelingsteam Tuindorpen (OTT) samengesteld. In datzelfde jaar verscheen een door de bewoners aangevraagd onderzoek, verricht door de Wetenschapswinkel van de Vrije Universiteit, waaruit onder meer bleek dat de sociale cohesie in de dorpen goed was en dat de meeste bewoners een klein eengezinshuis prefereerden boven een grotere flat. Aan het OTT namen vertegenwoordigers van het stadsdeel, Het Woningbedrijf Amsterdam en bewoners deel. Namens Vogeldorp c.q. de Vrije Vogels namen Marijk Spaan, Francoise Geus en Tine Zegel deel. Het leidde tot ondertekening van een 'slotdocument' in februari 1998, maar de onzekerheid bleef voor Vogeldorp en Disteldorp; er moest een koper worden gevonden die bereid was Vogeldorp te renoveren. Woningbouwcorporatie De Key, die strategisch haar positie in Amsterdam-Noord wilde versterken rondom het eerste station van de Noord/Zuidlijn in Amsterdam-Noord, te weten halte Noorderpark, bracht als enige van de ongeveer tien gegadigden een bod uit en kreeg de dorpen in februari 1999 overgedragen. Maar ook de cultuur-historische waarde zou voor De Key een belangrijke reden zijn geweest het complex over te nemen. De Key had de indruk "dat het toch wel hele bijzondere stedenbouwkundige dorpen zijn" die vanwege het behoud van het cultuurhistorische element de moeite waard zouden zijn. De Key wilde weliswaar onrendabel investeren in de dorpen (de zogenaamde 'onrendabele top'), maar de onverwachte financiële tegenvallers overstegen het ingeschatte tekort: de erfpacht verdubbelde, de bouwkosten stegen en de asbestsanering was kostbaar. Daarom heeft De Key verzocht de dorpen met voorrang op de gemeentelijke monumentenlijst te plaatsen, ter verkrijging van een monumentensubsidie. Dat verzocht De Key in brieven gericht aan de gemeente van 24 december 1999 en 26 januari 2000, die de verzoeken inwilligde. In januari 2001 is gestart met de renovatie, waarbij sommige woningen zijn samengetrokken. Renovatiearchitecte Marloes van Haaren was verantwoordelijk voor alle renovatiewerkzaamheden op de funderingsplaat. De Nijl Architecten uit Rotterdam ontwierp de tuinen. Bij de renovatie is de bestaande drainage verwijderd door De Key. Dat zou op last van de gemeente zijn geweest, omdat het licht vervuilde grondwater niet meer op het riool geloosd mocht worden. Mede vanwege personeelsgebrek bij de onderaannemer(s) en capaciteitsgebrek bij de projectorganisatie van De Key, liep de renovatie vertraging op. Begin 2003 zijn de laatste woningen opgeleverd. Ongeveer de helft van de bewoners keerde na de renovatie terug. Op 1 mei 2003 is Vogeldorp kadastraal gesplitst en ontstond een Vereniging van Eigenaars. De Key heeft daarna, ter dekking van de financiële tekorten, uiteindelijk bijna de helft (49%) van de woningen verkocht (door middel van gespikkelde verkoop, dat wil zeggen huur en koop door elkaar). Zodoende is een zogeheten gemengd complex ontstaan met als leden particuliere eigenaren enerzijds en anderzijds de verhurende grooteigenaar De Key met 51% van de appartementsrechten en bijbehorende stemmen. Op de algemene ledenvergadering van VvE Vogeldorp van 29 november 2018 is unaniem besloten dat integrale instandhouding van het dorp het uitgangspunt is voor de toekomst.

## Onderzoek samenwerkingsproces renovatie

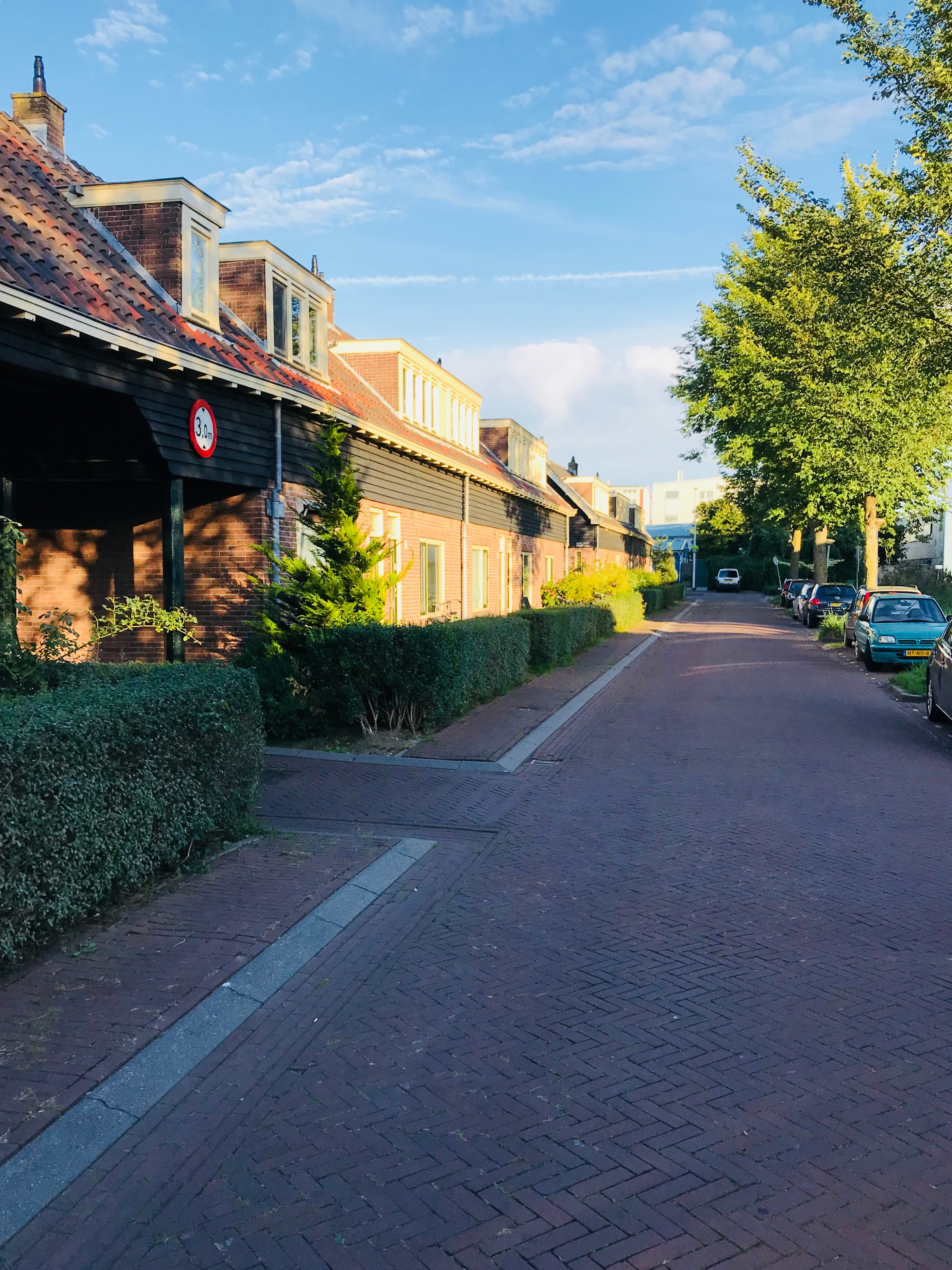
Vogelkade anno 2018 in oostelijke richting.

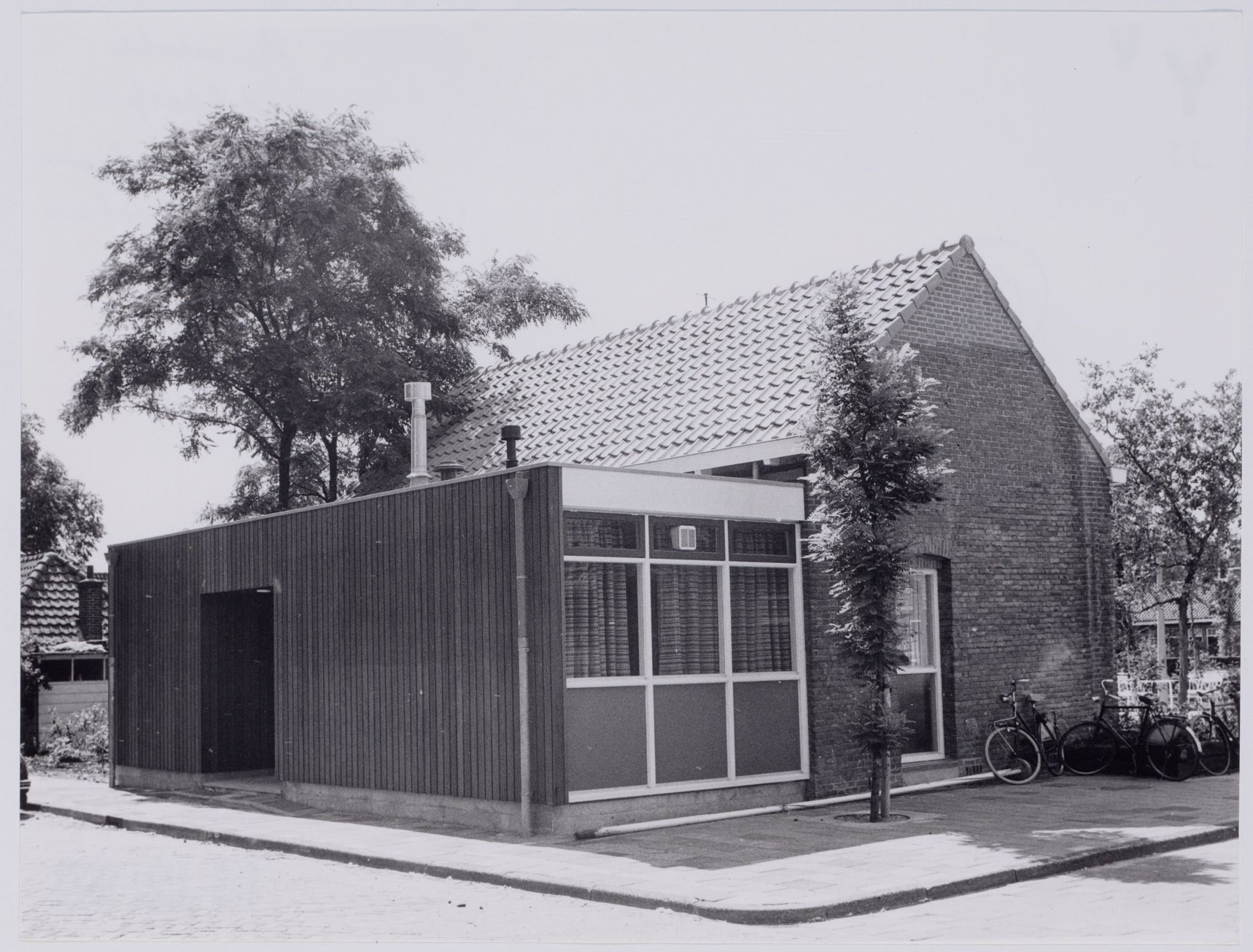
Voormalig buurthuis Vogeldorp genaamd Wiekslag

Naar het onderhandelingstraject en de samenwerking voorafgaand en rondom de renovatie die De Key in 2001-2003 heeft uitgevoerd in Vogeldorp en Disteldorp, is in 2006 een wetenschappelijk onderzoek gepubliceerd door twee onderzoeksters van de Technische Universiteit Delft: 'Dorpspolitiek. Samenwerking renovatie Disteldorp, Tuindorp Oostzaan en Vogeldorp'. Daarin beantwoordden zij de vraag - op basis van (archief)stukken en interviews - hoe het is gekomen dat de dorpen nog steeds staan; hoe het samenwerkingsproces is verlopen. Het stadsdeel wilde dat de huurdersorganisaties vanaf het begin werden berokken bij de overleggen, zodat de onderhandelingspartijen die deelnamen aan het Onderhandelingsteam Tuindorpen (OTT) bestonden uit Het Woningbouwbedrijf Amsterdam, de bewoners en het stadsdeel. Een patstelling ontstond doordat men puur op de inhoud het probleem probeerde op te lossen; het was de ene deskundige tegenover de andere. Dit werd opgelost door het overleg onder leiding te stellen van onafhankelijke voorzitters. Die verlangden van alle partijen de toezegging elkaars belangen en invalshoeken te zullen respecteren en de bereidverklaring een compromis te sluiten. Ook werden gemeenschappelijke doelen geformuleerd. Dit alles heeft als breekijzer gefungeerd om uit de patstelling te komen, tegen de verwachting van de betrokkenen in. Cruciaal volgens de onderzoekers was verder de technische doorbraak om de vochtproblemen op te lossen. Die oplossing combineerde een centrale verwarming met een mechanische ventilatie in een gesloten systeem, waardoor de mogelijkheid ontstond de woningen te laten staan zonder een (te) ingrijpende en dure renovatie. Vogeldorp is na de renovatie evenwel niet verlost van het vochtprobleem, onder andere doordat water op de betonplaat blijft staan. Een sterke kaart van de bewoners tijdens het onderhandelingsproces bleek het creëren van draagvlak via de media.

## Architectuur en tuindorpkarakter

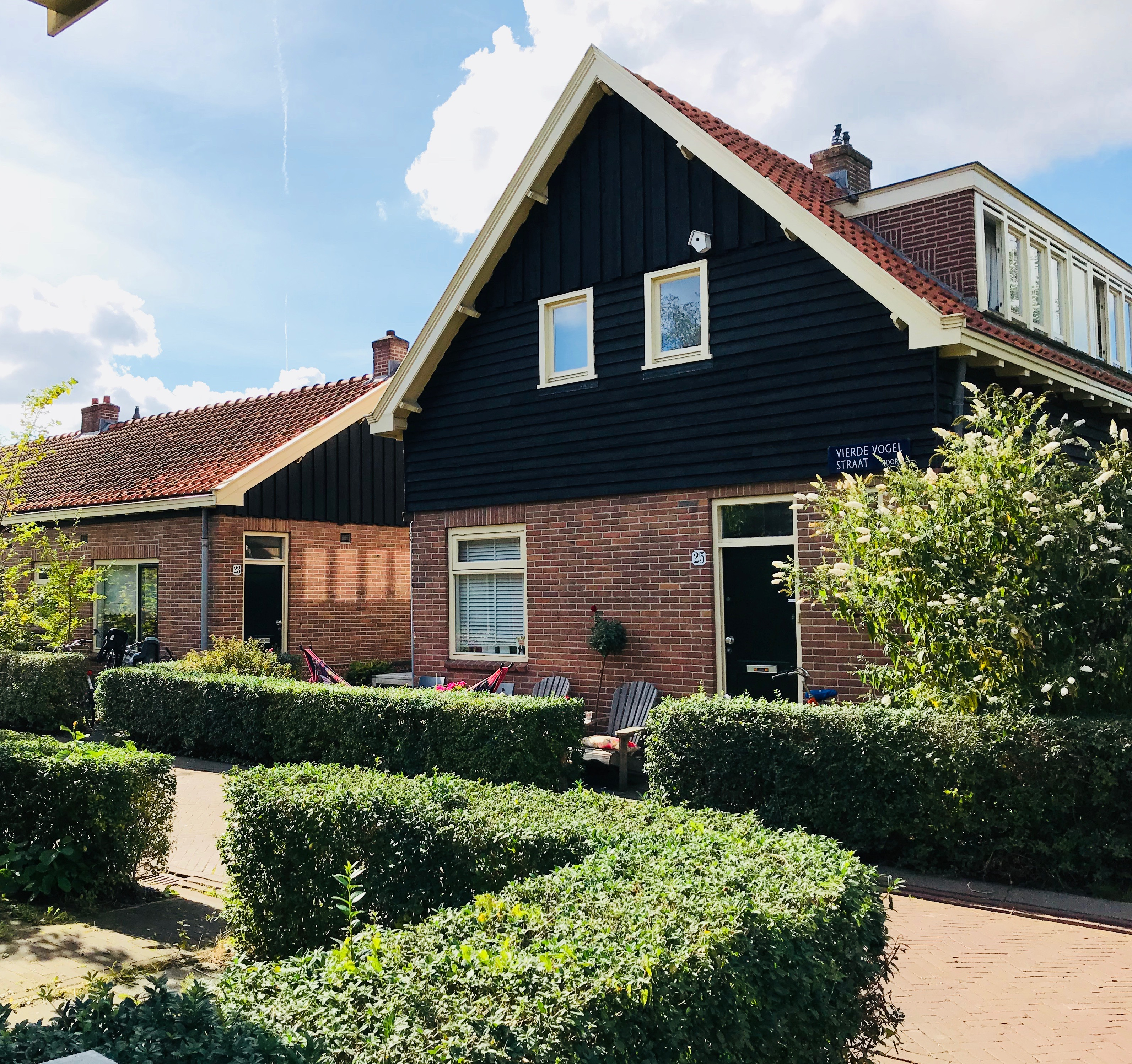
Vierde Vogelstraat anno 2018.

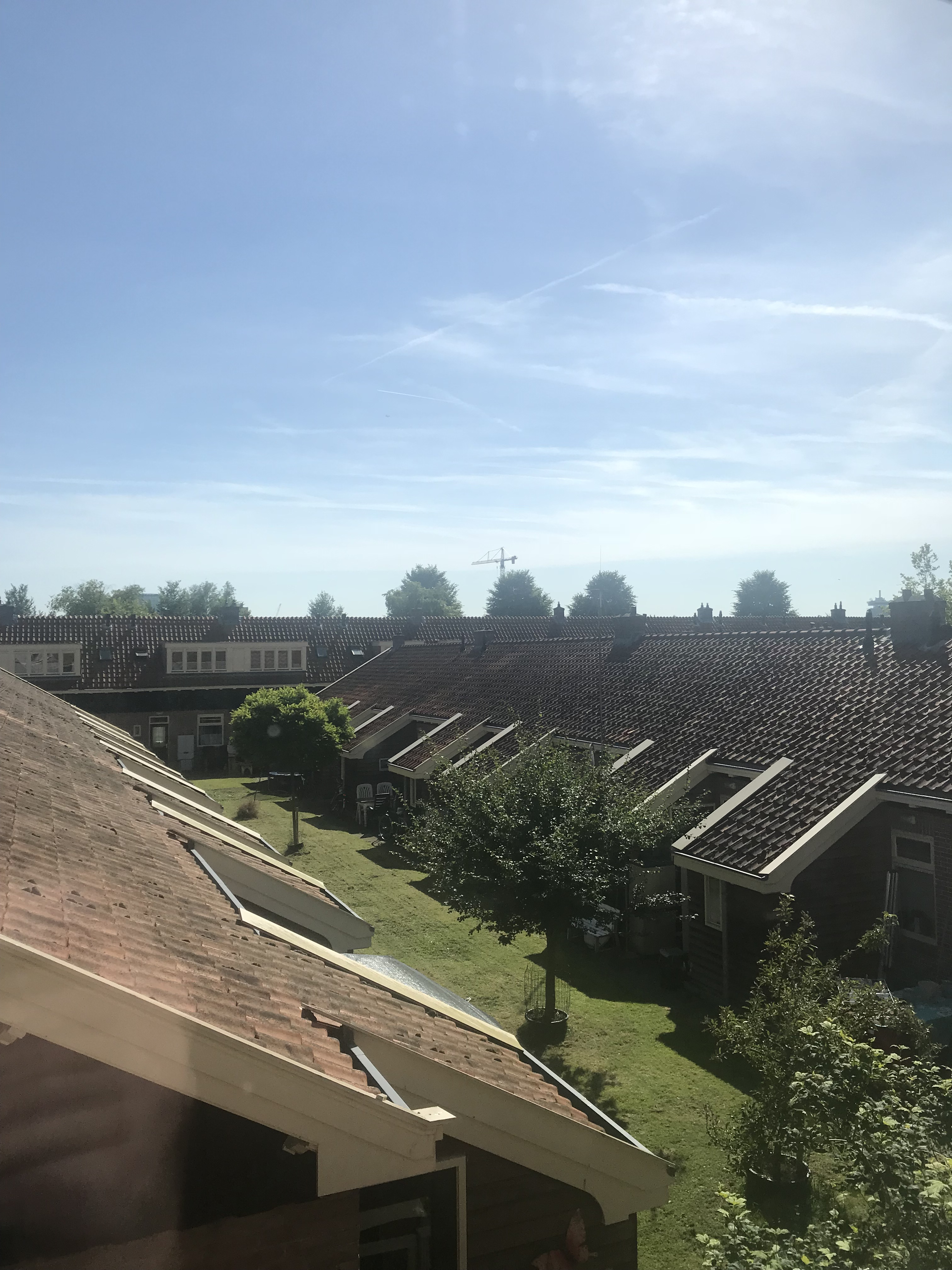
Achtertuin bezien in zuidwestelijke richtin anno 2018.

De periode waarin Vogeldorp is gebouwd, valt samen met de jaren waarin de zorg voor goede volkshuisvesting een breed maatschappelijk draagvlak begon te krijgen. De arbeiderskolonie werd niet langer gezien als een noodzakelijke voorziening voor fabrieksarbeiders, maar als een leefgemeenschap. De architect-stedenbouwkundige ging de plaats innemen van de ingenieur. Inmiddels neemt men aan dat Berend Boeyinga van de Amsterdamse School de (project)architect van Vogeldorp is geweest. Hij ontwierp een orthogonaal en zo veel mogelijk symmetrisch stratenplan met als lengte-as de Lange Vogelstraat. Het dorp kent twee type woningen: het 'bungalowtype' en de eengezinswoning met zolderverdieping. De geringe bouwhoogte, de langwerpige bouwlichamen en de zadeldaken met nokrichtingen evenwijdig aan de straat versterken het open karakter en de regelmatige opzet. De horizontale beplanking, waarbij de planken net als de dakpannen elkaar overlappen, is een typerende betimmeringswijze voor de (dijk)dorpen in Amsterdam-Noord, ook wel 'potdekselen' genoemd. Bijzonder zijn de 'Boeyinga-poorten' waarbij twee woonblokken aan elkaar gekoppeld zijn door de zadeldaken te laten doorlopen. Vogeldorp is gebaseerd op de tuinstadgedachte van de Engelse stenograaf Ebenezer Howard. Howards 'tuinstad' combineert de voordelen van de stad met de aangename omgeving van het platteland. In Nederland is het tuinstad-concept bewerkt tot een tuindorp-concept, dat wil zeggen kleinschalige, groene uitbreidingswijken als onderdeel van de grotere stad. Vogeldorp is bewust excentrisch gesitueerd, als op zichzelf staande nederzetting. Vroeger grensde Vogeldorp aan de zuidkant aan het water (vandaar Vogelkade), namelijk aan het Johan van Hasseltkanaal, waar tot 1989 de jachthaven van Watersportvereniging Aeolus Amsterdam was gevestigd. Inmiddels is de omgeving verstedelijkt en het Johan van Hasseltkanaal gedempt, maar Vogeldorp is nog altijd een duidelijk en herkenbare enclave. Aan de noordzijde wordt Vogeldorp nog steeds begrensd door het oudste stadsbos van Amsterdam, namelijk het Vliegenbos (vroeger het IJbos), en tegenwoordig het grootste nog bestaande iepenbos in Nederland. De Rotterdamse wijk Wielewaal vertoont gelijkenis met Vogeldorp.

## Bouwkundige staat en verbetermogelijkheden

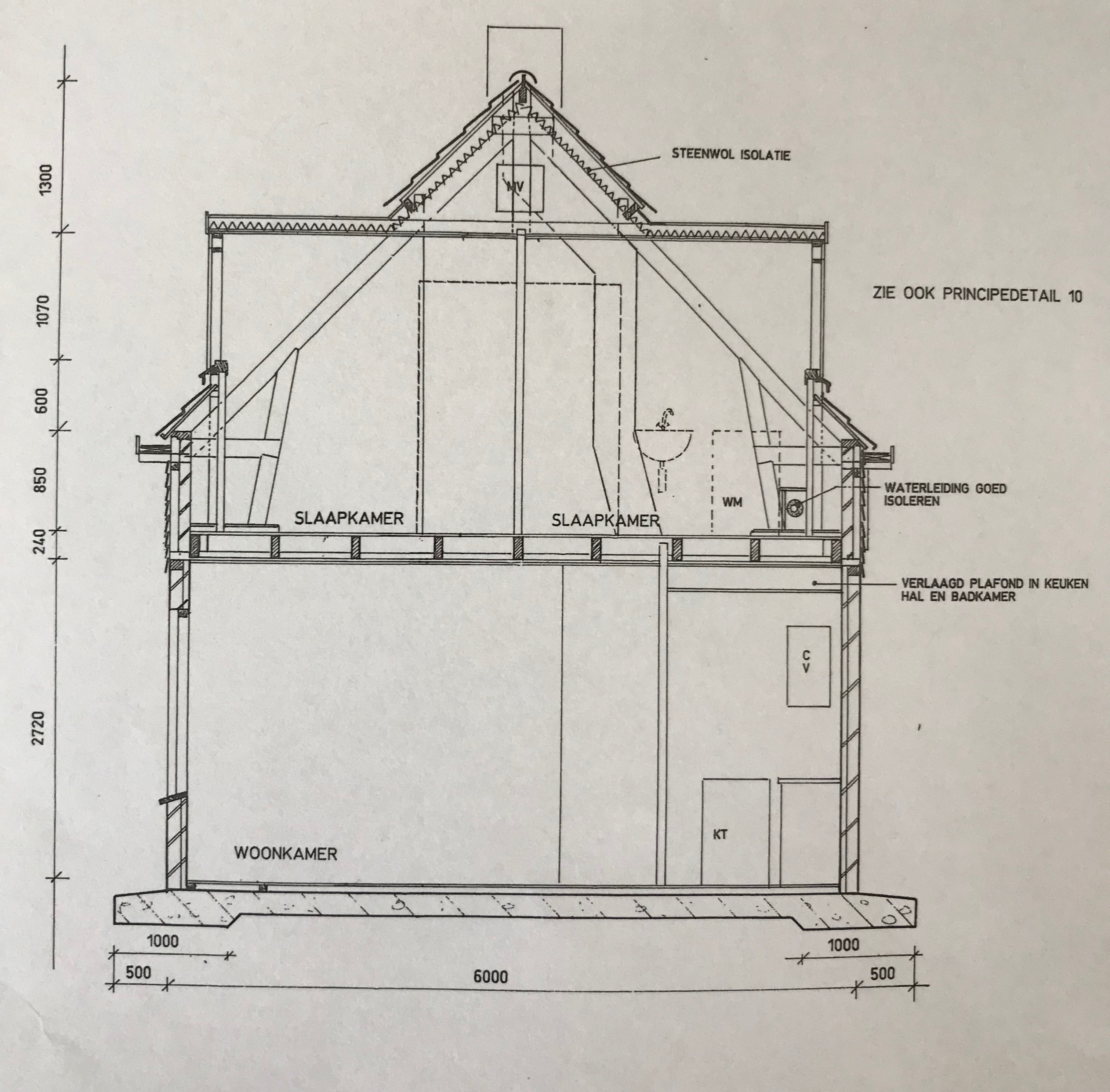
Bouwtekening woningtype A (laagbouw) Vogeldorp, na renovatie.

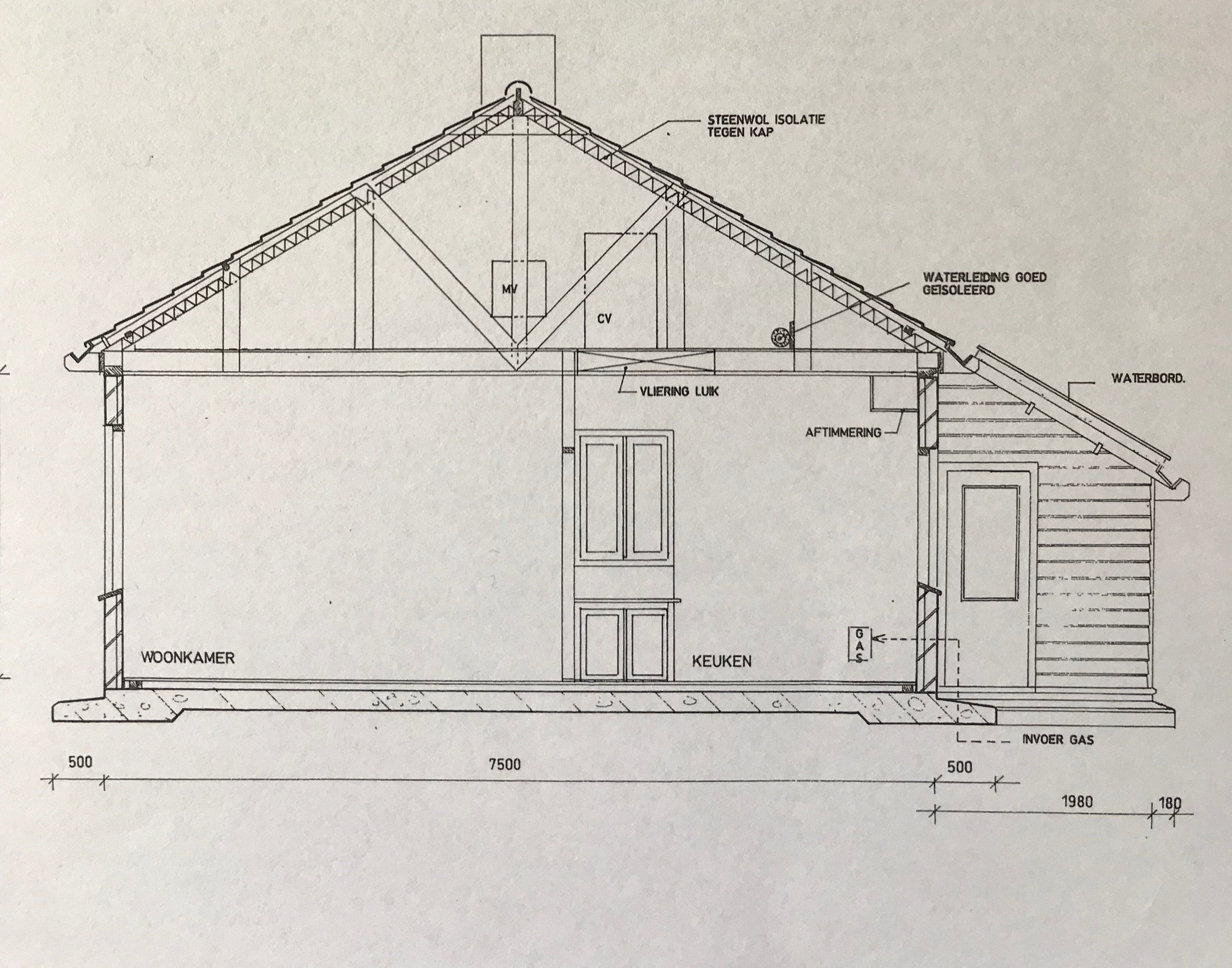
Bouwtekening woningtype B en C laagbouw, na renovatie.

In april 2010 verscheen in opdracht van de besturen van VvE Vogeldorp en VvE Disteldorp, alsmede grooteigenaar De Key, een eerste rapport van TNO Bouw en Ondergrond naar de bouwkundige en bouwfysische staat van de woningen. Daarin wordt ‘de bewezen sterkte van de constructie’ geroemd, “waarmee wordt bedoeld dat de constructie reeds zo’n 90 jaar staat en er in die tijd geen bezwijken is opgetreden, op basis waarvan gesteld kan worden dat de constructie heeft bewezen voldoende sterk te zijn.” In 2014 presenteerde TNO een vervolgrapport over de mogelijkheden tot verbetering van de woningen en woonblokken in Distel- en Vogeldorp. Uitgangspunt van dat rapport is verlenging van de exploitatieperiode dan wel levensduur van de woningen. Er zijn in Vogeldorp twee typen woningen te onderscheiden: woningen mét en zonder verdiepingsvloer. Alle woonblokken zijn op staal gefundeerd, waarbij de fundering bestaat uit een onder de woonblokken uitstekende ongewapende betonnen plaat van 0,2 m dik. De fundering is daarmee bijzonder, omdat Vogeldorp dus niet - zoals gebruikelijk in Amsterdam - op palen is gefundeerd. De gevels van de begane grond zijn opgetrokken uit een bakstenen buitenblad bestaande uit halfsteens metselwerk, met aan de binnenzijde een bakstenen klampmuur. In totaal betreft het een 3/4 steens muur. Tijdens het groot onderhoud in 2002-2003 is het metselwerk gehydrofobeerd, waarmee is beoogd het doorslaan van regenwater te voorkomen. Op verdiepingsniveau (indien aanwezig) zijn de gevels opgetrokken uit een houten skelet met een tufstenen vulling, evenals de woningscheidende wanden. De woningen hebben een houten verdiepingsvloer en een houten kapconstructie. Veel van de bouwtechnische rapportages zijn terug te vinden op de website van Verenigd Vogeldorp. 

## Beschermd cultureel erfgoed van nationaal belang

### Gemeentelijk monument sinds 2000

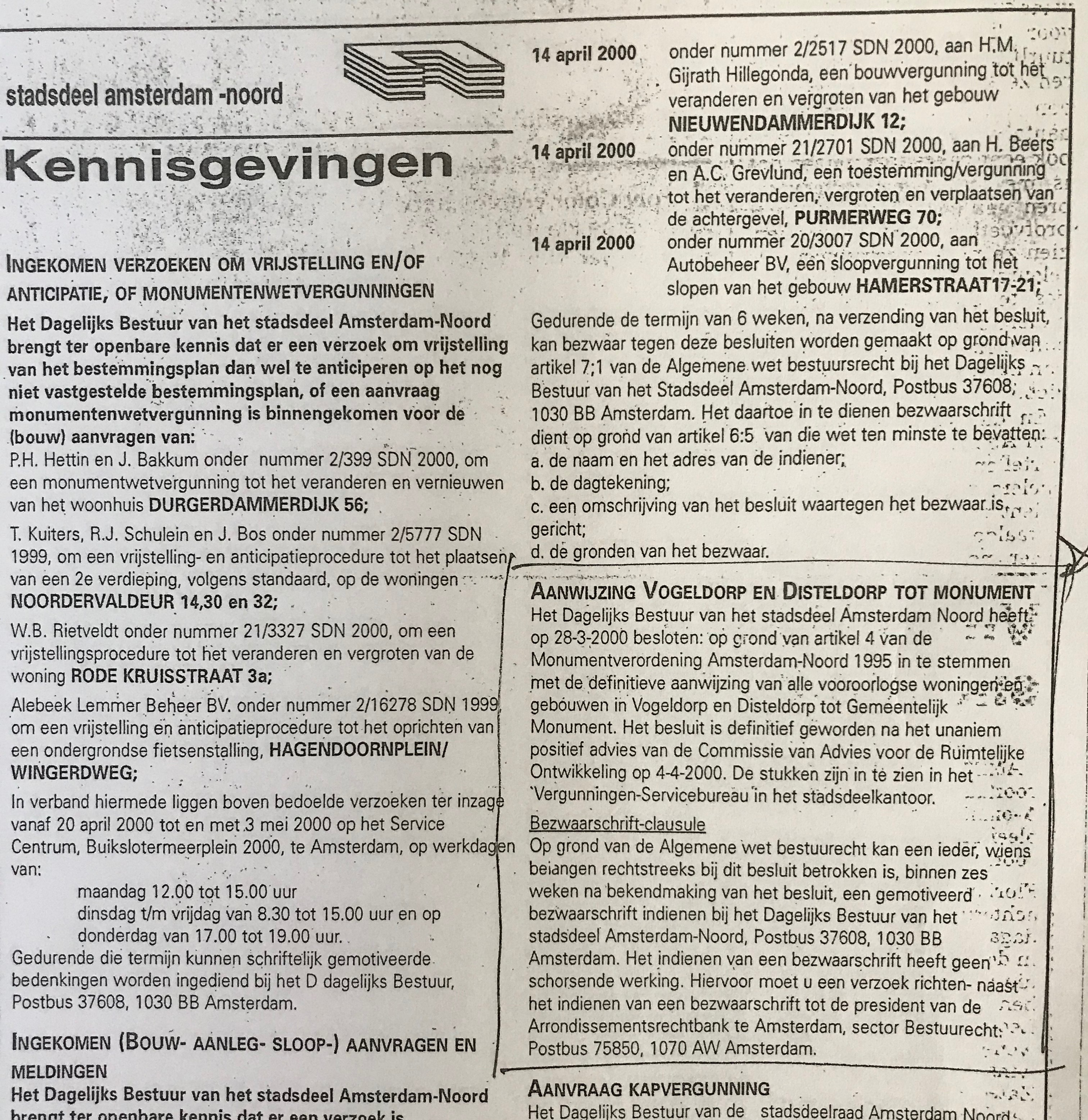
Aanwijzing Vogeldorp als monument in 2000.

Prof. dr. Bock schreef in 1995 dat het Amsterdam-Noord van Keppler, waaronder Vogeldorp, in sociaal-cultureel, stedenbouwkundig en architectonisch opzicht te beschouwen is als een "monument van nationaal belang" dat bescherming verdient op het hoogste niveau. De tuindorpen in Amsterdam-Noord laten in zeldzame volledigheid zien hoe de sociaaldemocratie destijds over de volkshuisvesting dacht, aldus Bock. In maart 2000 zijn Vogeldorp en Disteldorp op verzoek van De Key met spoed als gemeentelijke monument aangewezen. In de zogenaamde redengevende omschrijving daarbij overwoog de gemeente onder meer het volgende:

"Disteldorp en Vogeldorp [zijn] gebieden met bijzondere waarde waarvan het streven naar integrale instandhouding voorop dient te staan. Hierbij moet worden bedacht dat de twee dorpen niet alleen een opmerkelijk onderdeel uitmaken van het op zichzelf al zeer belangrijke complex van tuindorpen dat in de eerste decennia van deze eeuw in Noord werd gebouwd, maar dat zij tevens zeldzaamheidswaarde hebben als een van de weinige, zo niet enige, nog volop functionerende overblijfselen van de diverse nooddorpen die aan het eind van de Eerste Wereldoorlog in ons land werden gebouwd.

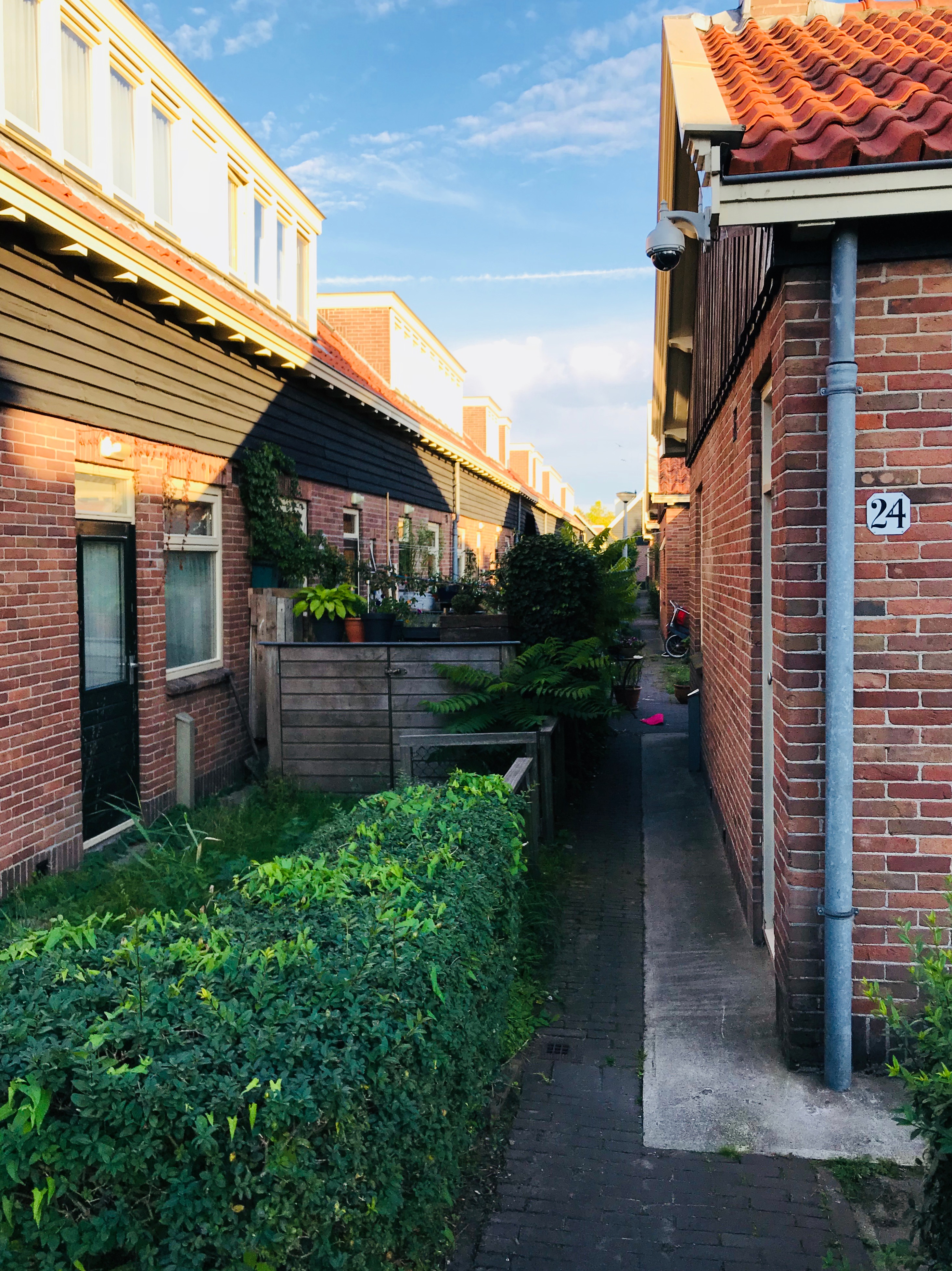
Doorkijkje achtergevel anno 2018.

De enige goede cultuurhistorische referentie is het Witte Dorp in Rotterdam dat in opzet en oorsprong vergelijkbaar is (was) met Vogeldorp en Disteldorp. Witte Dorp overleefde een mislukte renovatie aan het eind van de jaren 90 echter niet; mede daarin is de zeldzaamheid gelegen die in het citaat hiervoor wordt beschreven. De Erfgoedverordening Amsterdam verplicht monumenteigenaren dan ook tot zodanig onderhoud dat instandhouding gewaarborgd is. Behoud van monumentale waarden is ook de grondslag van het gemeentelijke Beleidskader Monumenten. Blijkens de welstandsnota De Schoonheid van Amsterdam uit 2016 valt Vogeldorp – samen met de aangrenzende volkstuinen en het Vliegenbos – in het hoogste welstandsniveau (Beschermd), waarbij behoud van cultuurhistorische waarden en de daarbij behorende kwaliteiten het uitgangspunt is. Volgens de gemeente ligt er voor Vogel- en Disteldorp nog een lange toekomst in het verschiet. In een brief van maart 2000 schrijft een bestuurslid van het toenmalige stadsdeel Noord dat in een later stadium zelfs overwogen dient te worden een rijksmonumentenstatus aan te vragen. Sinds de wijziging van de Monumentenwet 1988 per 2012 is het niet meer mogelijk een aanvraag tot aanwijzing van een rijksmonument formeel in behandeling te nemen, wel kan een ieder een 'suggestie' doen. Een suggestie maakt een kans als het monument past in een aanwijzingsprogramma zoals vastgesteld in de Beleidsregel aanwijzing rijksmonumenten en wijziging rijksmonumentenregister Erfgoedwet en als het kan worden aangemerkt als een monument van nationaal belang.

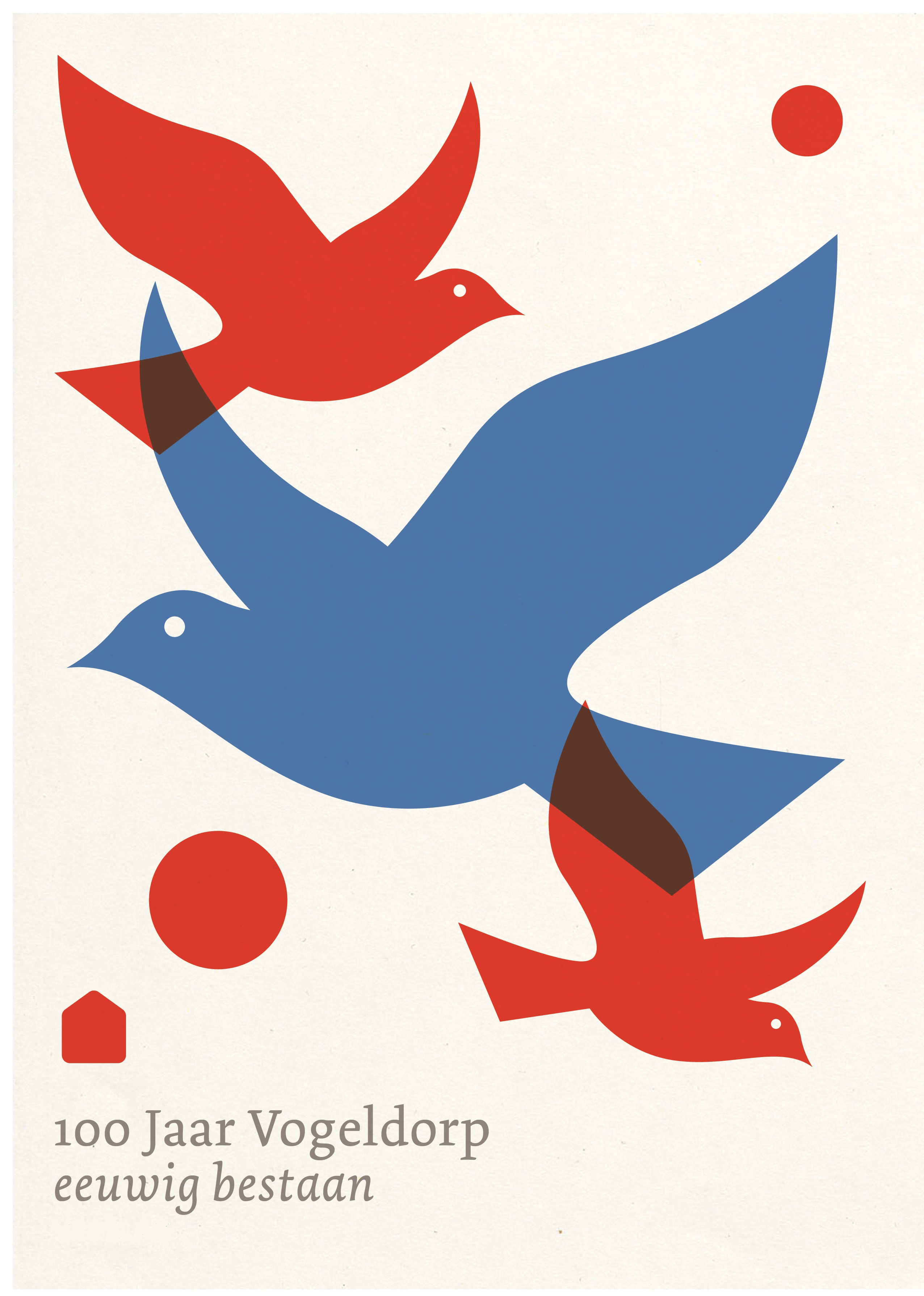
Affiche ter gelegenheid van het 100-jarige bestaan van Vogeldorp in 2018.

### Rijksbeschermd stadsgezicht sinds 2014
Bovenop de gemeentelijke monumentenstatus maakt Vogeldorp – net als Disteldorp, Volkstuinpark Buitenzorg en het aangrenzende Vliegenbos – sinds 2014 onderdeel uit van het rijksbeschermde stadsgezicht Amsterdam-Noord. Volgens de toelichting daarop vormen de zorgvuldig uitgewerkte tuindorpen, ingebed in hun historische omgeving, een voor Nederland uniek complex. Vogeldorp en Disteldorp vormden niet alleen de eerste werkelijke tuinstadbouw in Amsterdam-Noord, maar zouden tevens vingeroefeningen blijken te zijn voor het later gebouwde Tuindorp Oostzaan en Tuindorp Nieuwendam. De toelichting roemt verder de bijzondere plaats die de tuindorpen in Amsterdam-Noord innemen in de geschiedenis van de sociale woningbouw en de emancipatie van de arbeidersklasse, de samenhang tussen stedenbouwkundig ontwerp, bebouwing en inrichting van de openbare ruimte. Uniek voor Nederland is ten slotte de belangrijke rol, die de gemeente als opdrachtgever en bouwer bij de totstandkoming heeft gespeeld. Het rijk wil het aangewezen gebied graag behouden, ook voor toekomstige generaties. Als gevolg van de aanwijzing moet ex artikel 36 Monumentenwet 1988 een beschermend bestemmingplan worden opgesteld dat is gericht op het handhaven van de schaal, sfeer en karakter van het historische geheel.

### Beschermend bestemmingsplan en verdrag van Granada

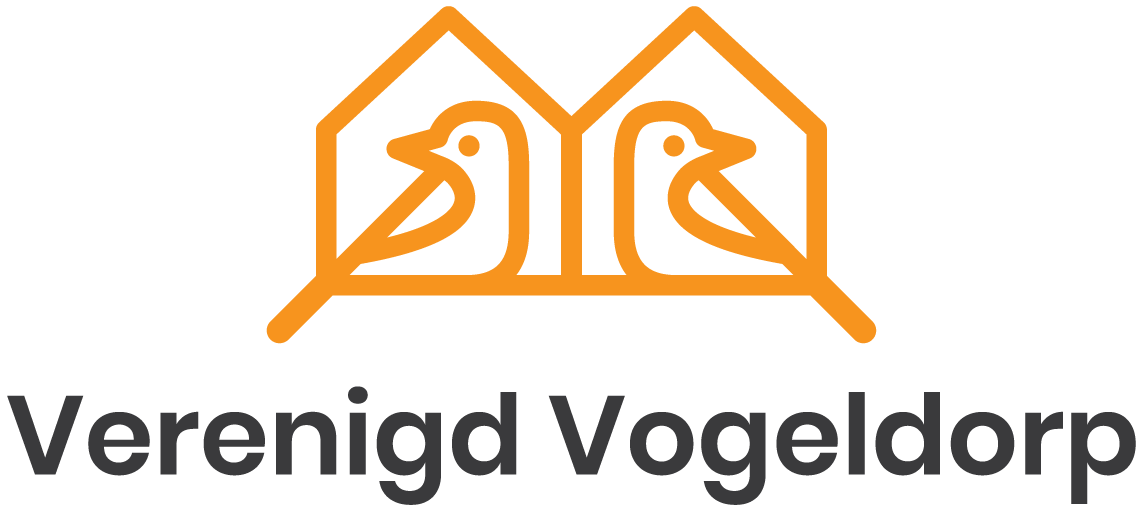
Logo Verenigd Vogeldorp

Vogeldorp valt in het bestemmingsplan Nieuwendam-Zuid II dat in 2013 is vastgesteld. Blijkens de toelichting daarop is  een van de aanleidingen voor de vaststelling het feit dat Vogeldorp een gemeentelijk monument is en op het punt stond als rijksbeschermd stadsgezicht te worden aangewezen; het bestemmingsplan is op die aanwijzing toegesneden. In het bestemmingsplan zijn de cultuurhistorische waarden van onder andere Vogeldorp gedetailleerd beschreven, behoud van die waarden is het uitgangspunt. De woningen in Vogeldorp zijn bestemd als 'Wonen-3', met als verschil ten opzichte van 'Wonen-1' dat het niet mogelijk is de bouwhoogte met 15% te vergroten. In 1994 is voor Nederland de Overeenkomst inzake het behoud van het architectonische erfgoed van Europa in werking getreden, kortweg het verdrag van Granada. Artikel 4, lid 2 verplicht Nederland "te voorkomen dat beschermde goederen worden ontsierd, vernield of afgebroken". Vanwege dat verdrag moet volgens de parlementaire geschiedenis bij de aanstaande Omgevingswet het omgevingsplan onder andere voorzien in een op de karakteristieken van het beschermde stads- of dorpsgezicht afgestemd verbod tot het slopen van bouwwerken. Verder is het verdrag van Granada aanleiding om in de Omgevingswet voor te schrijven dat het bij de belangenafweging omtrent cultureel erfgoed "primair gaat om het behoud van cultureel erfgoed".

## Media
- In het VPRO radioprogramma OVT van 12 oktober 1997 zijn de auteurs geïnterviewd van het onderzoeksrapport 'Grote Stadsmens en niettemin dorpeling. De maatschappelijke en historische betekenissen van de tuindorpen Disteldorp, Vogeldorp en Tuindorp-Oostzaan'.[109]
- Het AT5-programma de Straten van Amsterdam heeft op 11 oktober 2016 een uitzending gemaakt over de Derde Vogelstraat en Vogeldorp, presentatie Cecile van de Grift.[110]
- Ter gelegenheid van het 100-jarige bestaan presenteerde presentator Pieter Hulst een speciaal in juni 2018 opgenomen filmpje 'Vogeldorp 100 jaar'.[111]
- Op 8 september 2018 zond AT5 een op diezelfde dag door Cecile van de Grift opgenomen en gemonteerd nieuwsitem 'Vogeldorp viert 100-jarig bestaan' uit over het feest ter ere van het 100-jarige bestaan. Ook Echo schreef daarover een nieuwsbericht.[112]
- Het Parool noemde in een artikel van 6 september 2016 het oude badhuis van Vogeldorp, waarin nu Museum Amsterdam Noord gevestigd is, een van de vijf parels van Amsterdam-Noord tijdens de Open Monumentendag.[113]
- Op 22 december 2018 werd het in eigen beheer uitgegeven boekje Vogeldorpers. Portretten van Vogeldorpers anno 2018 gepresenteerd. Daarin probeert auteur Gemma Voet via een tiental portretten van oude en nieuwe Vogeldorpers de geest en het eigenzinnige karakter van Vogeldorp en zijn bewoners te vangen, en te bewaren voor de toekomst.

## Trivia
- Vogeldorp is vergelijkbaar in opzet en oorsprong met het Witte Dorp in Rotterdam zoals dat vroeger was; eveneens een nooddorp gebouwd kort na de Eerste Wereldoorlog, dat helaas - sinds een mislukte renovatie eind jaren 90 - niet meer in oorspronkelijke vorm bestaat.
- Vogeldorp en zijn inwoners zijn, in vergelijking met zusterdorp Disteldorp, omschreven als 'artistiekeriger' en anarchistischer,[114] strijdbaarder en als een kunstenaarsdorp.[115] Vanwege de cultuurverschillen tussen de twee dorpen voerde De Key tijdens het renovatietraject apart overleg met de dorpen.
- Dichter Simon Vinkenoog verbleef vaak op zijn tuinhuis in het aan Vogeldorp grenzende volkstuincomplex Buitenzorg.
- De Zamenhofstraat begon oorspronkelijk met huisnummer 2, waar toen een administratiekantoor was gevestigd waar de huur aan de opzichteres betaald diende te worden.
- Vogeldorper Toon Eekels was een nationaal honkballer.
- In Vogeldorp liep ooit een hangbuikzwijntje rond genaamd Gerda, de eigenaar was Theo.
- Op de Zesde Vogelstraat zat ooit een grote kolenopslag van de Steenkolen Handels Vereniging.
- Nabij de Zamenhofstraat, ten oosten van Vogeldorp, zit de chemische fabriek Albemarle (voorheen AkzoNobel en nog eerder Ketjen), waar met name katalysatoren worden vervaardigd.[116]
- Sinds juli 2018 geldt er betaald parkeren in Vogeldorp in verband met het openen van de Noord/Zuidlijn.[117]
- Het Oostveer van het GVB vaart van het Azartplein in Amsterdam-Oost naar de Zamenhofstraat.
- Vogeldorp grenst aan het projectgebied Hamerkwartier maar valt daar niet in.[118][119]
- In november 2018 lanceerden bewoners de website www.verenigdvogeldorp.nl, waarmee de op datzelfde moment opgerichte huurderscommissie Vogeldorp en de dorpsraad Vogeldorp de bewoners informeren. De huurderscommissie en dorpsraad hebben zich ook aangesloten bij het Bewonersplatform Vogelbuurt-IJplein.

## Fotogalerij

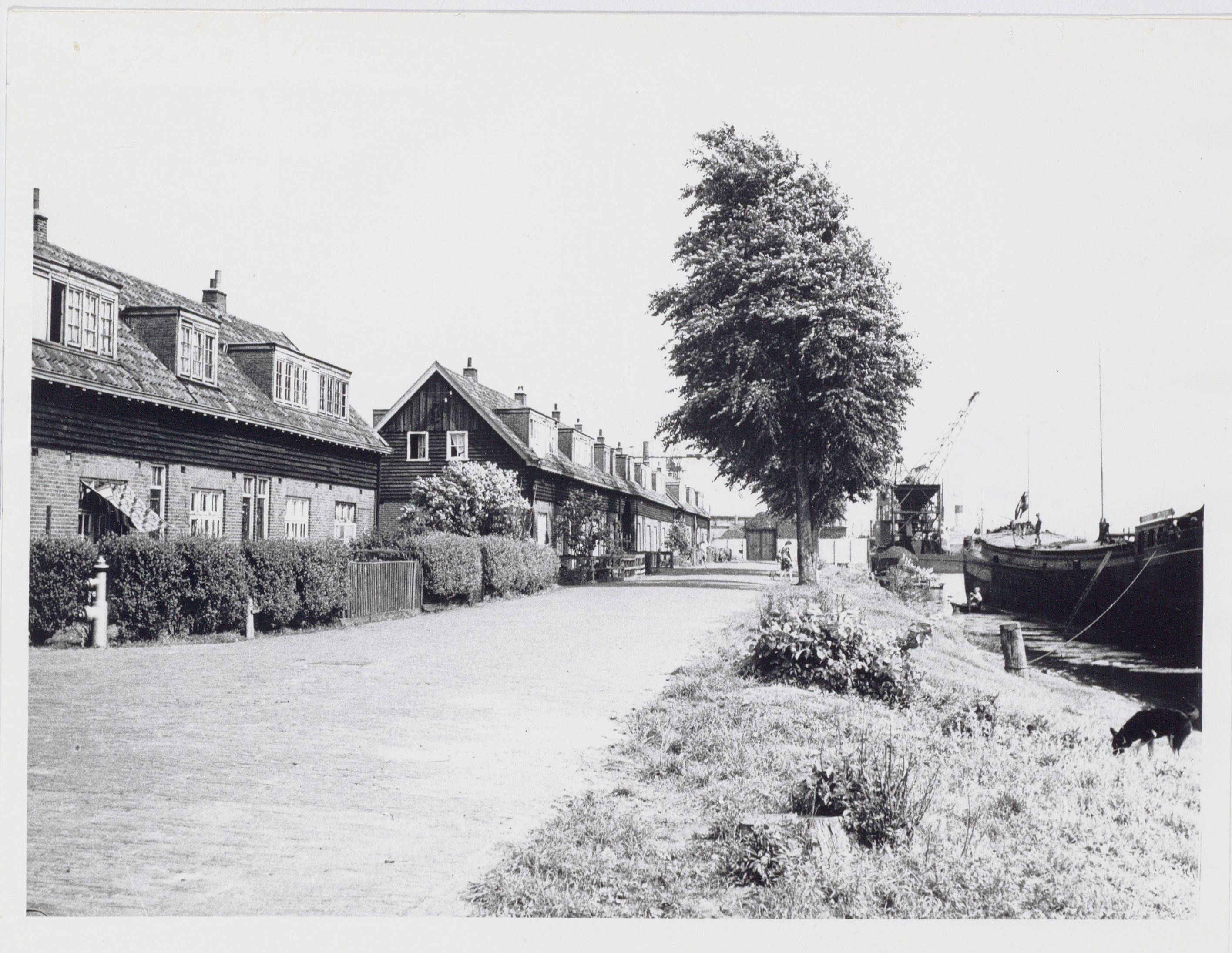
Vogeldorp, Vogelkade (voor de demping van het Johan van Hasseltkanaal).
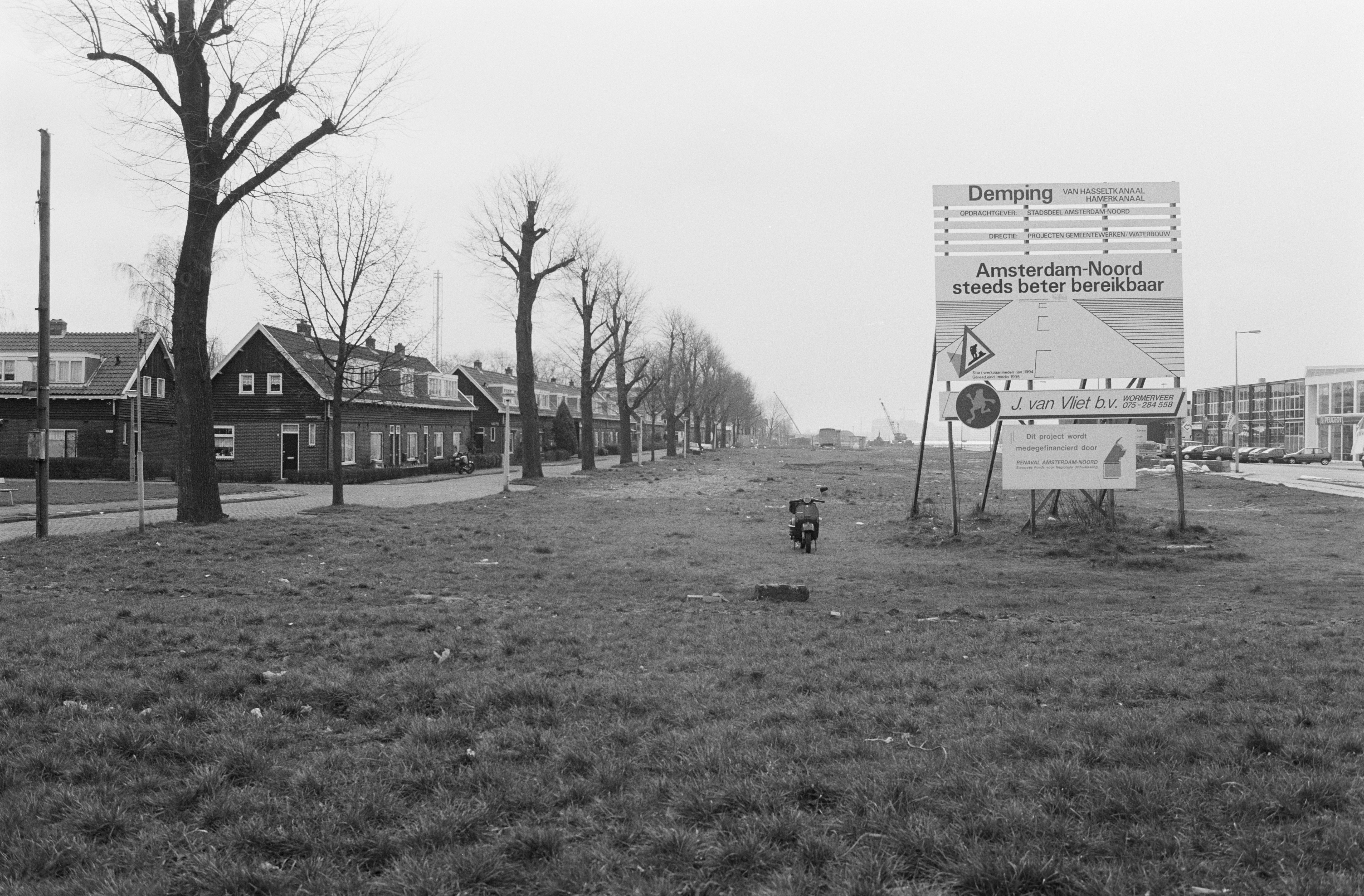
Vogelkade na demping Johan van Hasseltkanaal.
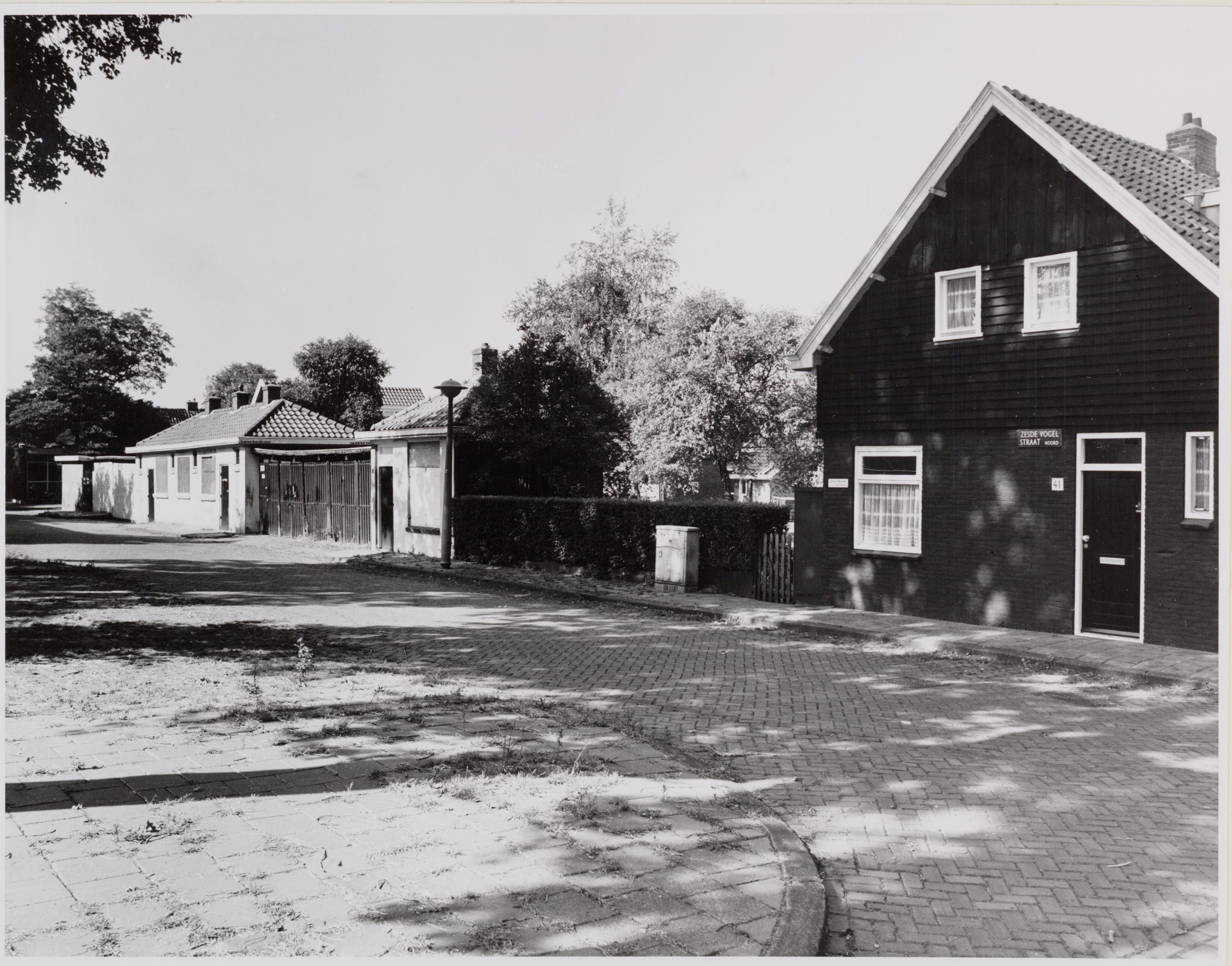
Zesde Vogelstraat.
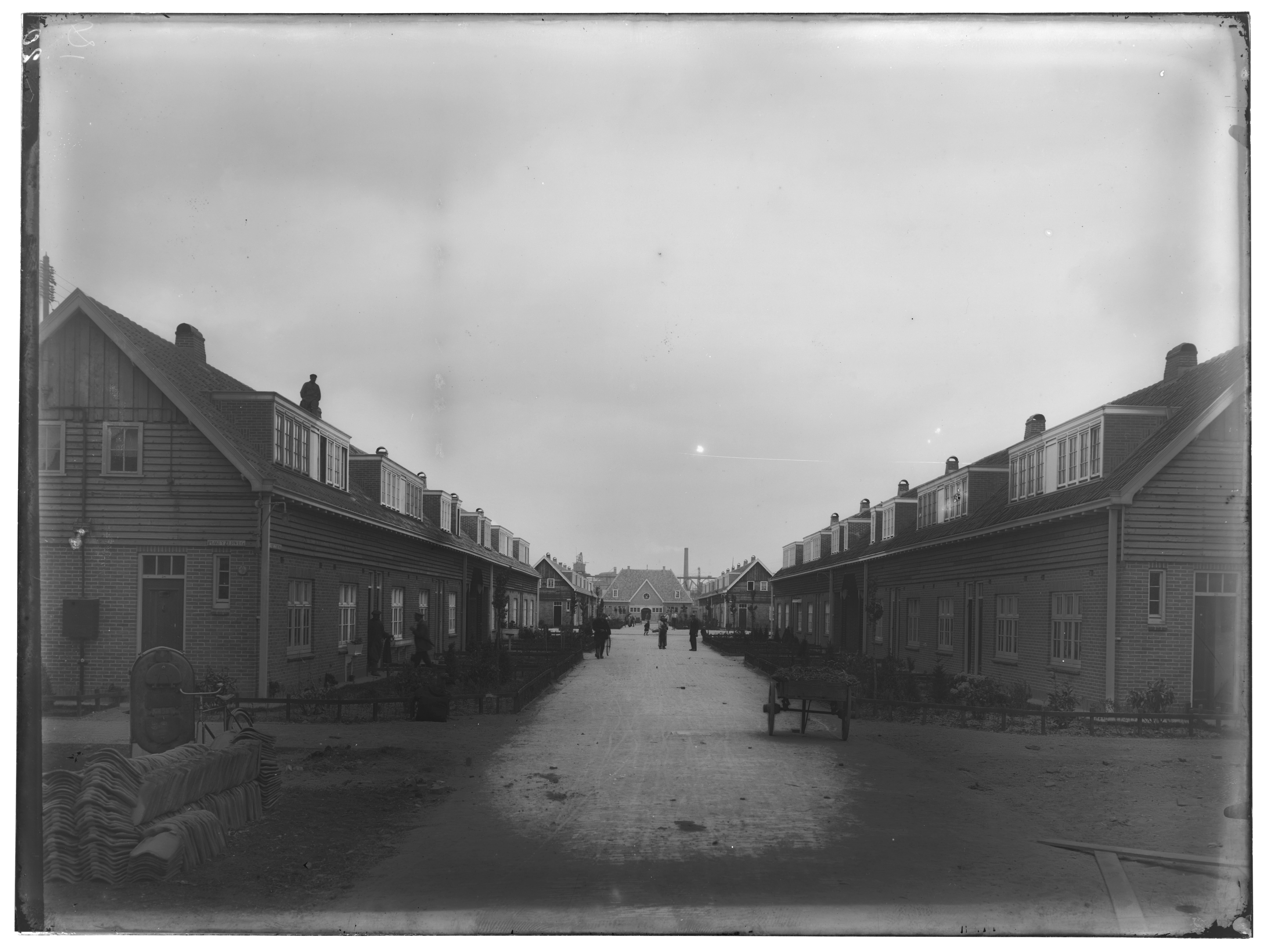
Lange Vogelstraat.
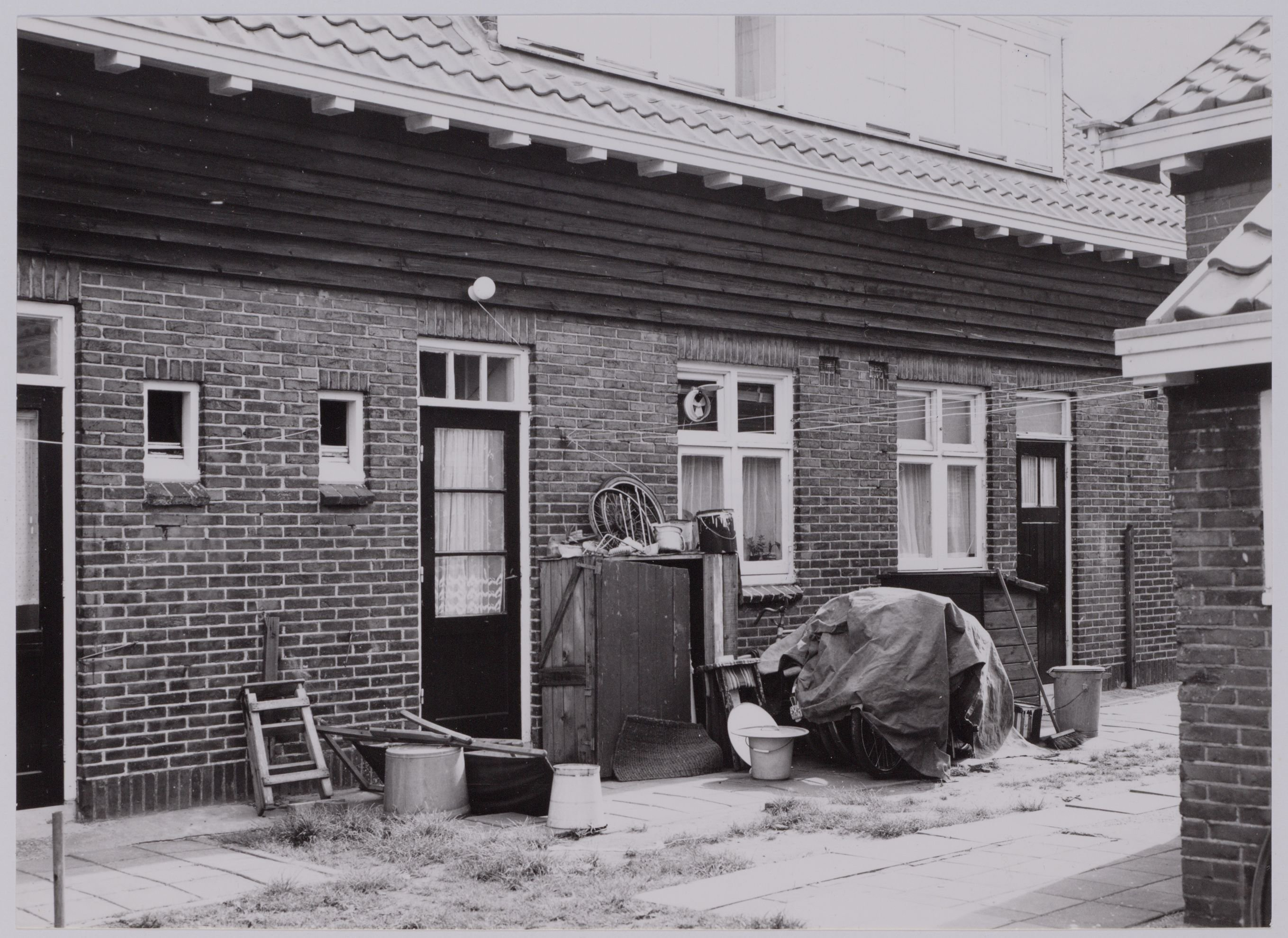
Achterzijde Lange Vogelstraat.
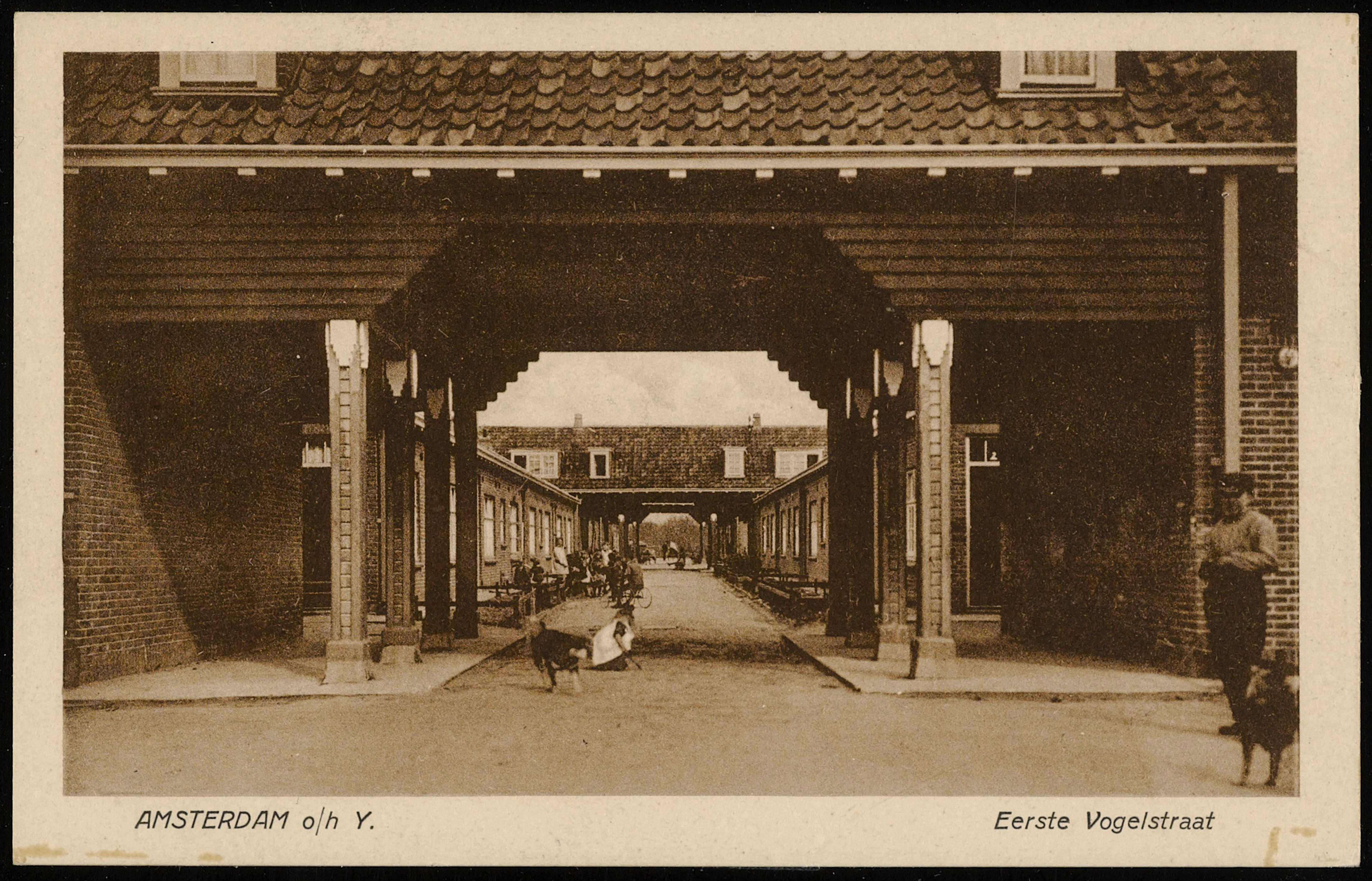
Prentbriefkaart Eerste Vogelstraat.
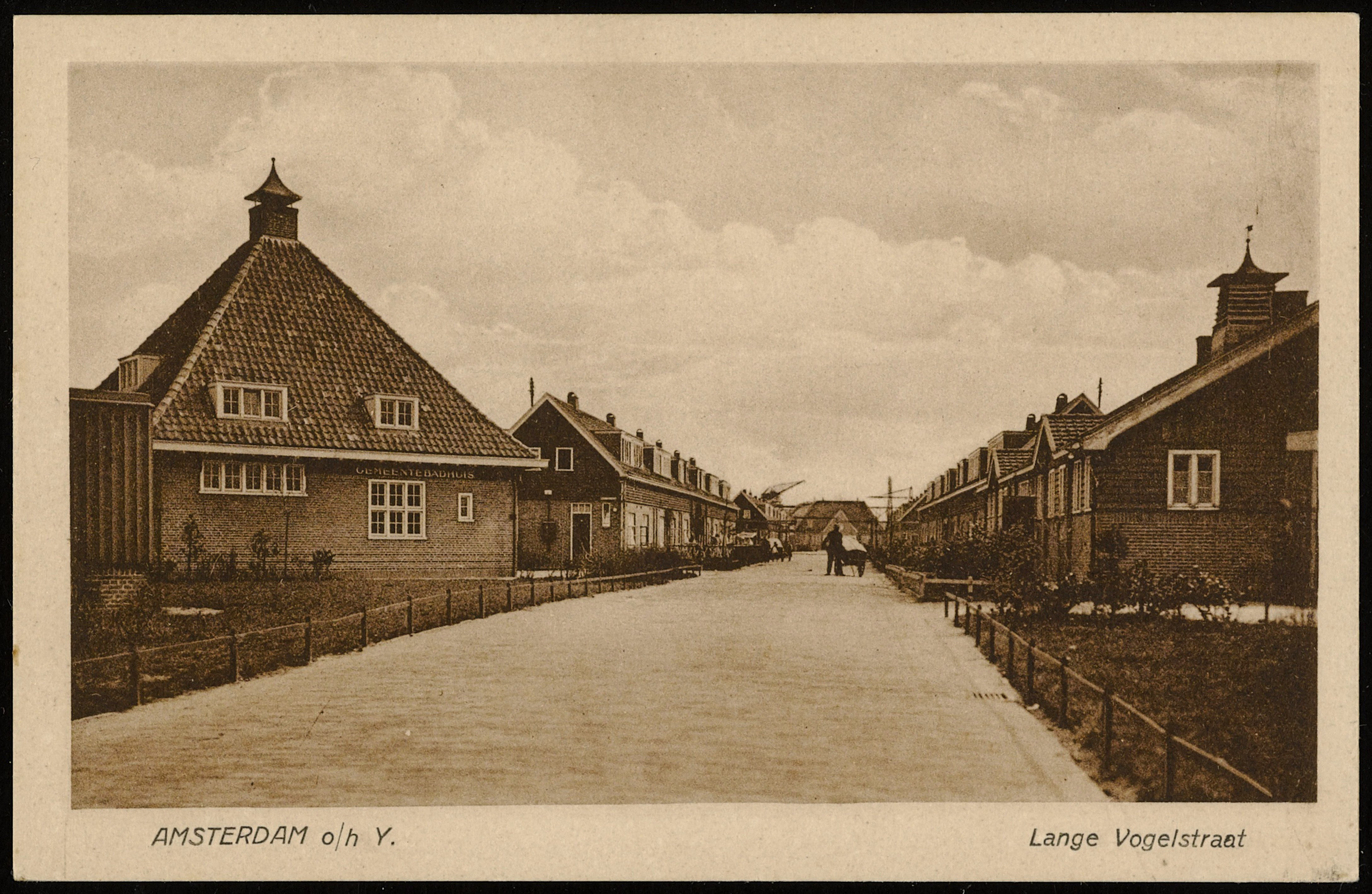
Prentbriefkaart Lange Vogelstraat.
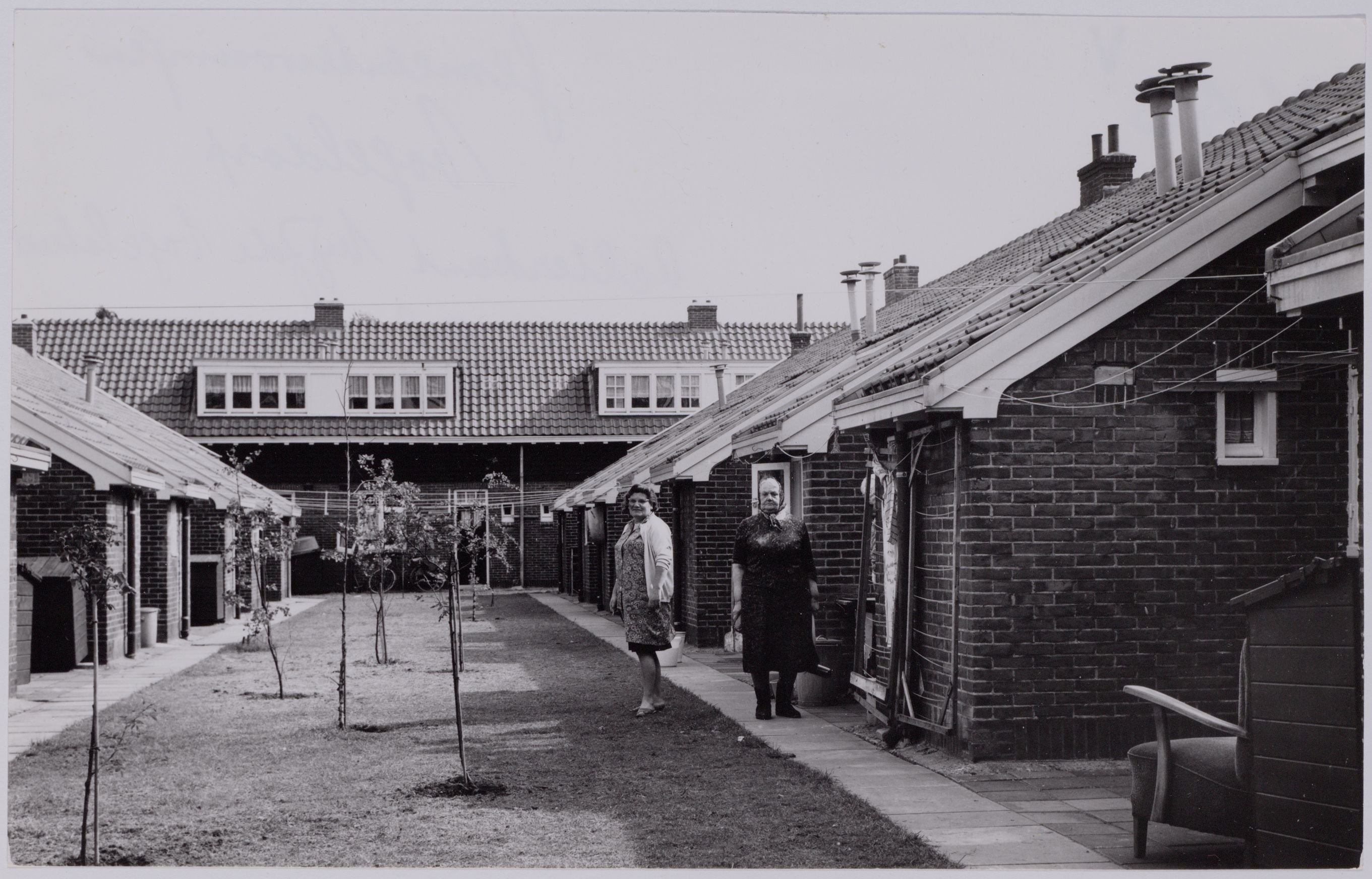
Achterzijde Vijfde Vogelstraat.
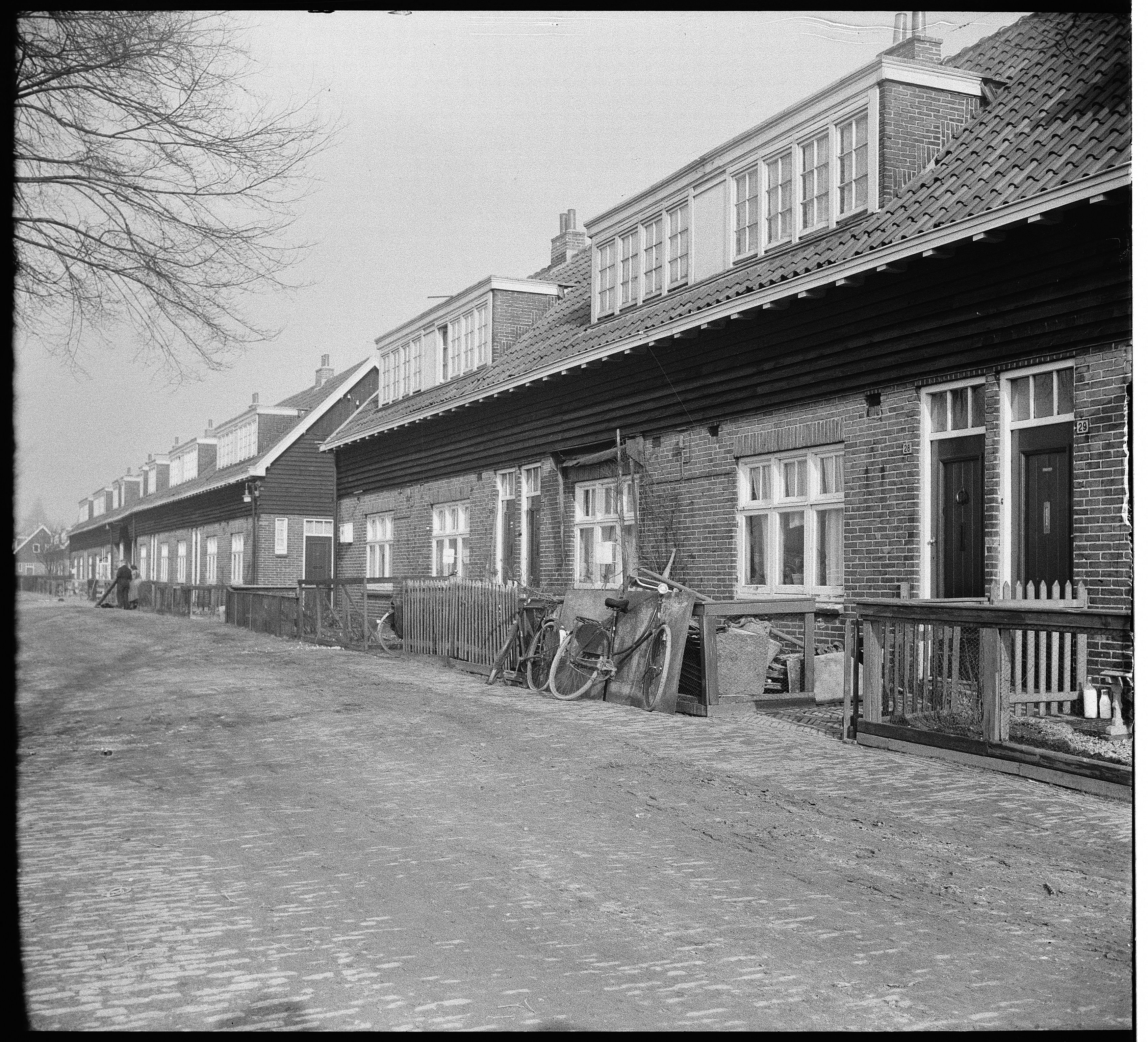
Vogelkade 10 maart 1954.
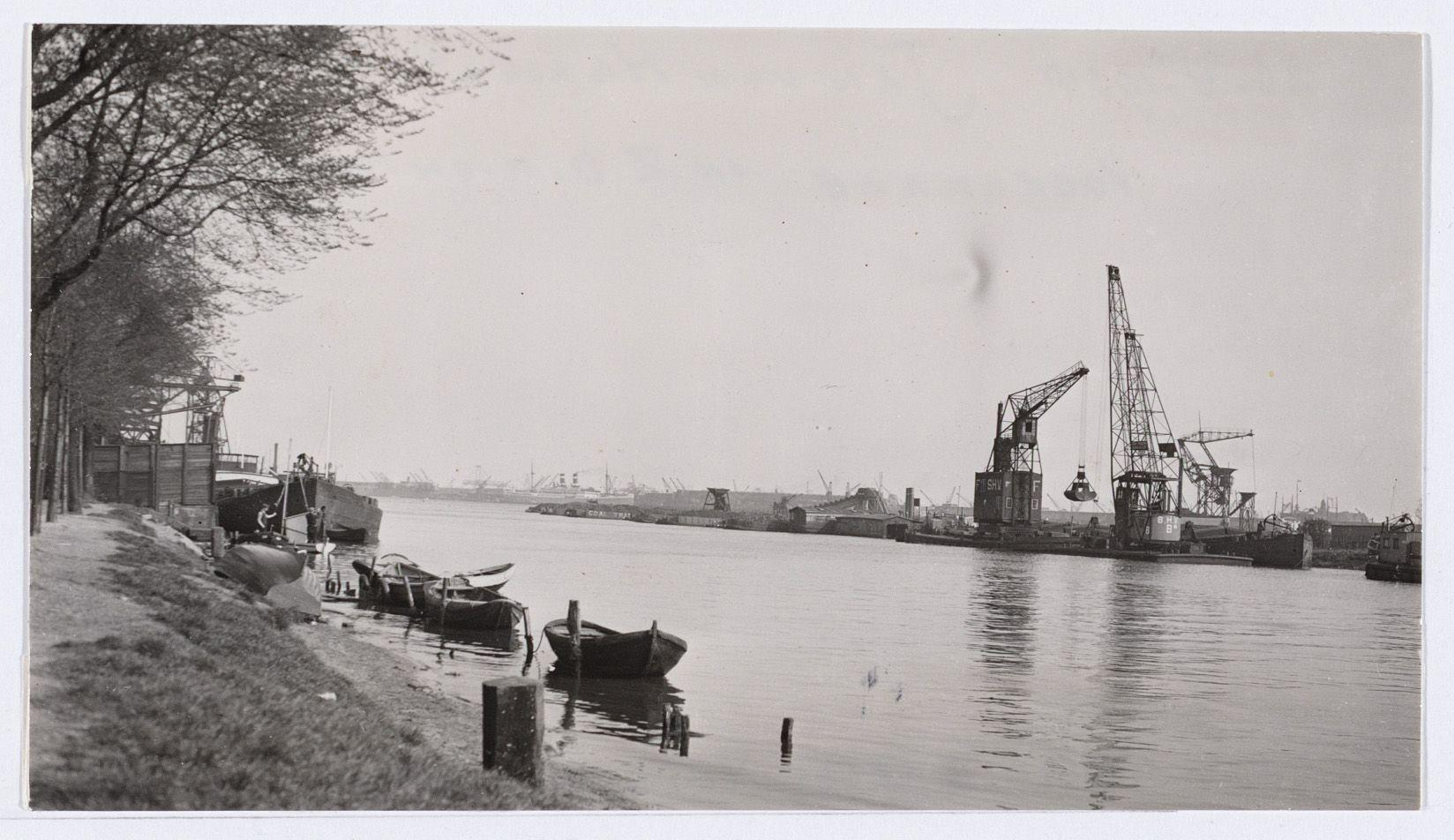
Vogelkade.
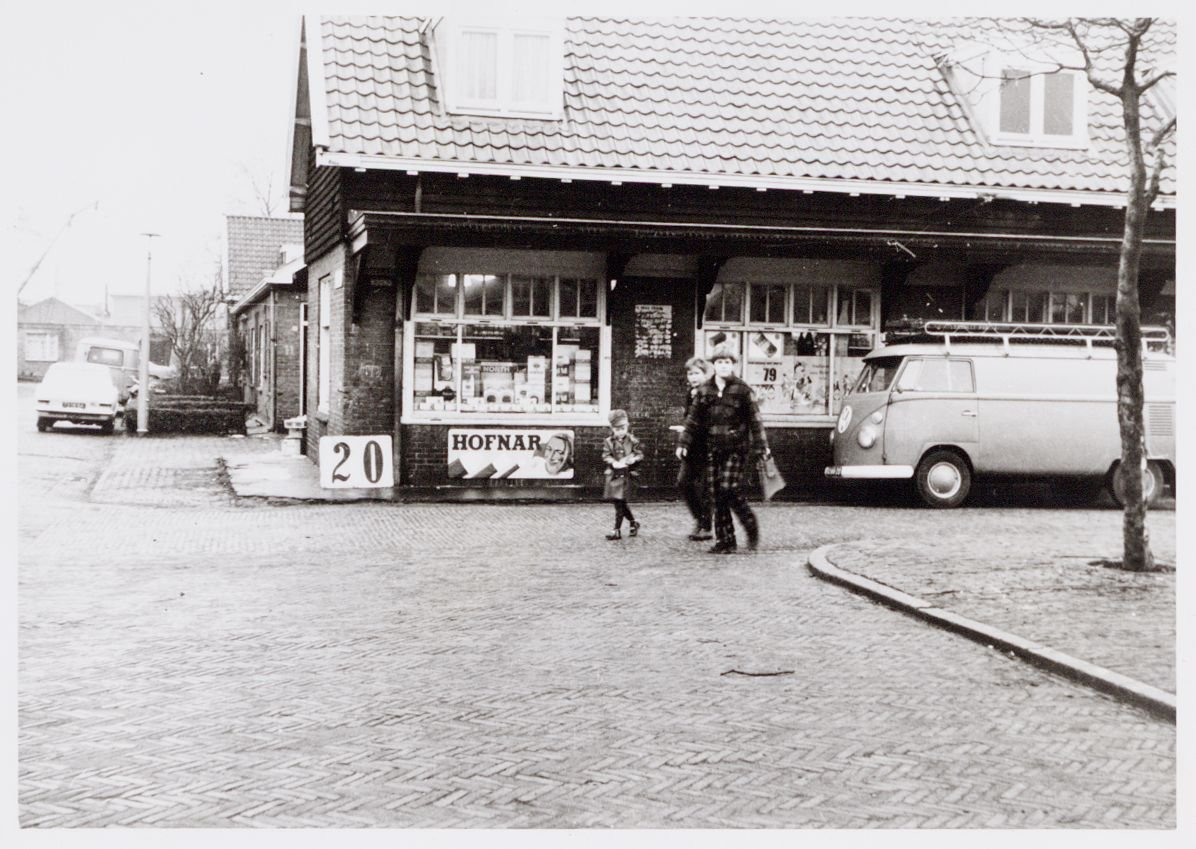
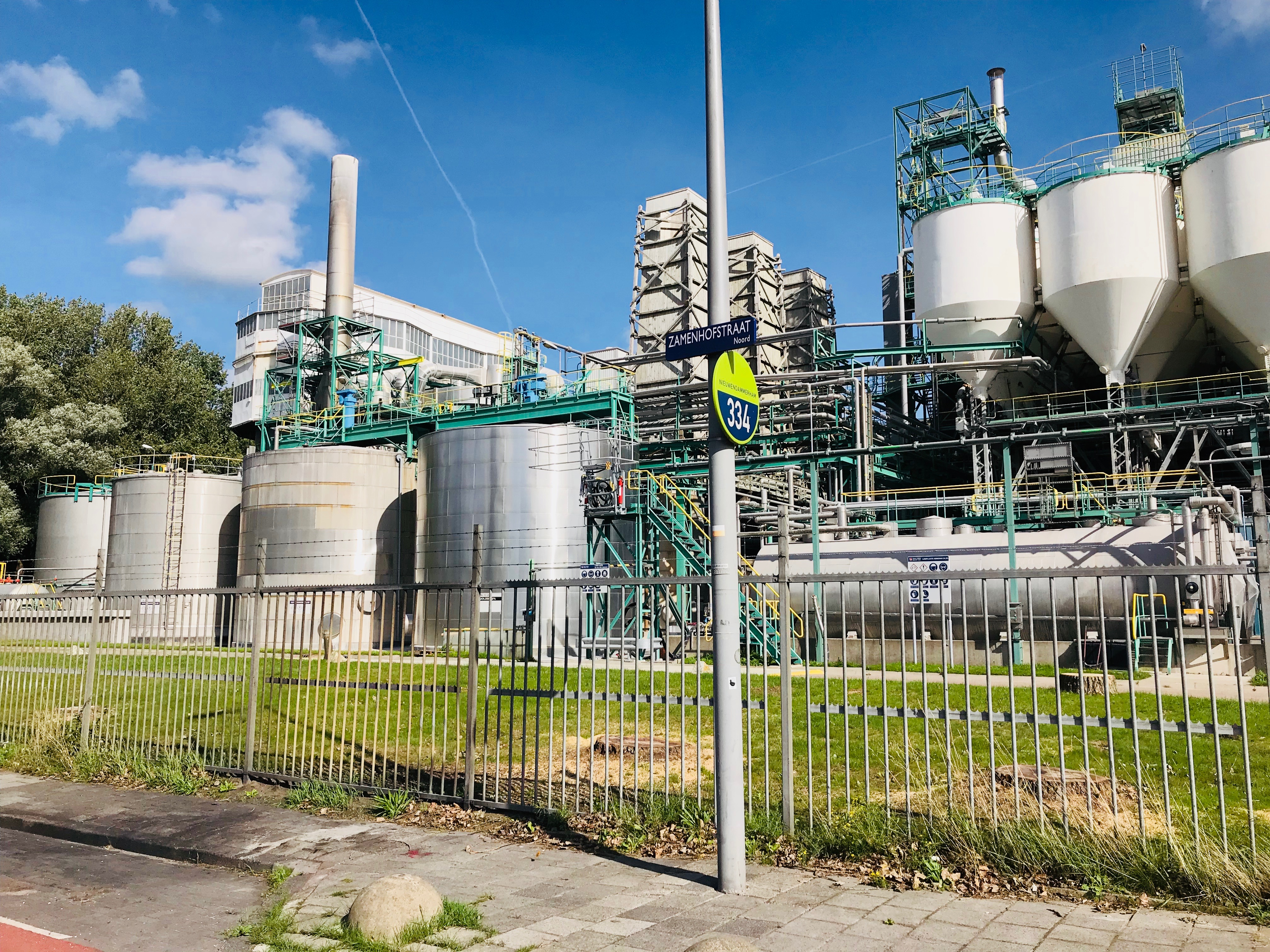
Zamenhofstraat met chemische fabriek op achtergrond.

## Voetnoten
1. ↑  Vliegenbos. Geraadpleegd op 14 september 2018. “Het W.H. Vliegenbos is al meer dan een eeuw oud. Voordat het aangelegd kon worden, moest initiatiefnemer Willem Hubert Vliegen al zijn overtuigingskracht gebruiken. In de ruim honderd jaar dat het Vliegenbos bestaat, heeft het de nodige bedreigingen weerstaan. Reden te meer, om dit bijzondere bos te koesteren en te beschermen als waardevol erfgoed!”
2. ↑  Tuinpark Buitenzorg (15 september 2018). “Tuinpark Buitenzorg is hét oudste volkstuinpark van Amsterdam. Sinds 2017 bestaat Buitenzorg zelfs honderd jaar. Het kleine tuinpark wordt gekenmerkt door volgroeide bomen, heesters en fruitbomen.”
3. ↑  Maartje van der Eem en Clementine van Vooren (1997). Grote stadsmens en niettemin dorpeling. Maatschappelijke en historische betekenissen van de tuindorpen Disteldorp, Vogeldorp en tuindorp Oostzaan. Vrije Universiteit, p. 10. "Wie verantwoordelijk is geweest voor de architectuur is niet met zekerheid te zeggen. De these van Frank Smit dat het waarschijnlijk is dat B.T. Boeyinga de architectuur van de dorpjes heeft verzorgd, lijkt zeer aannemelijk. Boeyinga was op dat moment weliswaar nog niet werkzaam bij de Woningdienst; hij was als opzichter in dienst bij de architect Michel de Klerk. De overeenkomsten tussen de architectuur van Vogel- en Disteldorp aan de ene kant en Tuindorp Oostzaan, waarvoor Boeyinga een van de verantwoordelijkheden was, aan de andere kant zijn echter wel frappant. Het lijkt Smit dan ook voor de hand liggend dat Keppler Boeyinga, hoewel nog in dienst bij De Klerk, heeft gevraagd de vormgeving van de twee complexen te verzorgen."
4. 1 2  Prof. dr. Bock, Advies Begeleidingscommissie MSP (Monumenten Selectie Project) Amsterdam-Noord, 10 januari 1995, p. 5. Dit advies is o.a. terug te vinden als bijlage 1 bij de Cultuurhistorische verkenning Tuindorp Nieuwendam en Buiksloot, C 13-005 Amsterdam 2014.
5. ↑  Erfgoed van de Week - Tijdelijk duurt het langst[dode link], amsterdam.nl; 27 september 2018
6. 1 2  Toelichting bij het besluit tot aanwijzing van het beschermd stadsgezicht Amsterdam-Noord, Rijksdienst voor het Cultureel Erfgoed, Amersfoort, 2012, p. 4 en 15.
7. 1 2 3 4  Wil Swart (2002). Amsterdam-Noord 1850 – 1930. De geschiedenis achter de feiten. Boekenplan, p. 15.
8. ↑  Museum Het Schip, Expositie Van krot tot Woningwet. Gearchiveerd op 27 juni 2018. Geraadpleegd op 14 september 2018.
9. ↑  Wet van 22 juni 1901 houdende wettelijke bepalingen betreffende de volkshuisvesting, Staatsblad 158.
10. ↑  Jos van der Lans, Canon Volkshuisvesting Nederland. 1901 De Woningwet. Zaak van het rijk, taak van gemeenten (1 februari 2013). Geraadpleegd op 14 september 2018.
11. ↑  Erik Willems, Wie bouwt? Wibaut!. Andere Tijden. Geraadpleegd op 14 september 2018. “Hij gold als de onderkoning van Amsterdam: Floor Wibaut, de Machtige. Als eerste socialistische wethouder in de hoofdstad liet hij krotten en kelderwoningen opruimen. Hij bouwde er nette én mooie arbeiderswoningen voor in de plaats. Amsterdam werd het mekka van de volkshuisvesting en sommige oud-bewoners van de Jordaan zijn Wibaut er nog steeds dankbaar voor.”
12. ↑  F.M. (Floor) Wibaut (1936). Levensbouw. Memoires. Querido, p. 133-138.
13. ↑  Wil Swart (1992). Van sinaasappelkistje tot kangoeroewoning. Het Amsterdam-Noord van Arie Keppler. Wijkopbouworgaan Midden-Noord, Amsterdam, p. 86. ISBN 978-90-8008-901-3.
14. ↑  E. Slot en H. Moor (2009). Wibaut: onderkoning van Amsterdam. Bakker, Amsterdam, p. 96. ISBN 9035135237.
15. ↑  Maartje van der Eem en Clémentine Vooren (oktober 1997). Grote stadsmens en niettemin dorpeling. Maatschappelijke en historische betekenissen van de tuindorpen Disteldorp, Vogeldorp en tuindorp Oostzaan.. Vrije Universiteit, p. 6.
16. ↑  Maartje van der Eem en Clémentine Vooren (oktober 1997). Grote Stadsmens en niettemin dorpeling. Maatschappelijke en historische betekenissen van de tuindorpen Disteldorp, Vogeldorp en tuindorp Oostzaan. Vrije Universiteit, p. 8.
17. ↑  De Bouwverordening was door de gemeente ingesteld, omdat de Woningwet daartoe verplichtte. Tellegen was verantwoordelijk voor het opstellen van de eerste Bouwverordening van Amsterdam.
18. ↑  Ook wel genoemd: 'de sinaasappelkistjes van Wibaut'. Het dorp was gelegen nabij het badhuis Obelt, ongeveer op de plek van de tegenwoordige Tolhuistuin. De laatste bewoners vertrokken er in augustus 1929 waarna de woningen zijn gesloopt.
19. 1 2  Maartje van der Eem en Clémentine van Vooren (oktober 1997). Grote Stadsmens en niettemin dorpeling. Maatschappelijke en historische betekenissen van de tuindorpen Disteldorp, Vogeldorp en tuindorp Oostzaan. Vrije Universiteit, p. 12.
20. ↑  Maartje van der Eem en Clémentine Vooren (oktober 1997). Grote Stadsmens en niettemin dorpeling. Maatschappelijke en historische betekenissen van de tuindorpen Disteldorp, Vogeldorp en tuindorp Oostzaan. Vrije Universiteit, p. 9-10. "Een tweetal gebieden was al in oktober 1997, dus voordat de gemeenteraad haar verzoek indiende alsnog tot noodwoningbouw over te gaan, als bouwterrein aangewezen: een terrein in de Buiksloterham (waar Disteldorp zou verrijzen) en één in de Uitbreiding Zuid. Dit laatste terrein werd al spoedig vervangen door een gebied in de Nieuwendammerham (waar Vogeldorp gebouwd zou worden), omdat gevreesd werd dat tijdelijke woningen in de Uitbreiding Zuid de bouw van permanente woningen op die plaats zou belemmeren."
21. ↑  Kamerstukken II 1917-1918, 363, nr. 1.
22. ↑  Maartje van der Eem en Clémentine Vooren (oktober 1997). Grote Stadsmens en niettemin dorpeling. Maatschappelijke en historische betekenissen van de tuindorpen Disteldorp, Vogeldorp en tuindorp Oostzaan. Vrije Universiteit, p. 13. "In de dienstverslagen van de Woningdienst werden de woningen vanaf het begin, zoals we hebben gezien, semi-permanent genoemd. De benaming 'noodwoning' werd in verband met de twee complexen door de Woningdienst niet gebruikt. In de voordrachten van B&W werd sinds het totstandkomen van de dorpjes altijd over semi-permanente woningen gesproken. In de spreektaal echter bleef men, bijvoorbeeld in de gemeenteraad, veelal gebruikmaken van het woord noodwoning. Ook op bijvoorbeeld de huurbriefjes heeft nog lang 'nw' (noodwoning) gestaan, en op een huurcontract uit 1943 voor een woning in Vogeldorp stond het complex ook omschreven als 'nw'."
23. ↑  Maartje van der Eem en Clémentine Vooren (oktober 1997). Grote Stadsmens en niettemin dorpeling. Maatschappelijke en historische betekenissen van de tuindorpen Disteldorp, Vogeldorp en tuindorp Oostzaan. Vrije Universiteit, p. 10. "De totale kosten van de complexen bedroegen 2.029.000 gulden, per woning was dat 3780 gulden. De woningen werden gebouwd met steun van het rijk in het kader van de in 1918 in werking getreden Woningnoodwet. Deze, tijdelijke, wet regelde het verlenen, onder bepaalde voorwaarden, van voorschotten door het rijk aan gemeenten, die noodwoningen of semi-permanente woningen neerzetten om in de ergste woningnood te kunnen voorzien."
24. ↑  Maartje van der Eem en Clémentine Vooren (oktober 1997). Grote Stadsmens en niettemin dorpeling. Maatschappelijke en historische betekenissen van de tuindorpen Disteldorp, Vogeldorp en tuindorp Oostzaan. Vrije Universiteit, p. 25.
25. ↑  Maartje van der Eem en Clémentine Vooren (oktober 1997). Grote Stadsmens en niettemin dorpeling. Maatschappelijke en historische betekenissen van de tuindorpen Disteldorp, Vogeldorp en tuindorp Oostzaan. Vrije Universiteit, p. 10.
26. ↑  Maartje van der Eem en Clémentine Vooren (oktober 1997). Grote Stadsmens en niettemin dorpeling. Maatschappelijke en historische betekenissen van de tuindorpen Disteldorp, Vogeldorp en tuindorp Oostzaan. Vrije Universiteit, p. 12. "Aan de woningen, het interieur en de woonomgeving werd veel aandacht geschonken. Alle woningen waren voorzien van een stookgelegenheid in de woonkamer en in de keuken, er was elektrische verlichting, een closet met waterdoorspoeling en de woningen waren voorzien van waterleiding en kookgas. Ook over de inrichting van de woningen was nagedacht. Zo werden bijvoorbeeld loze ruimten als kast gebruikt, hetgeen in die tijd nog niet gebruikelijk was. Tegenstanders van de noodwoningen vonden de woningen te luxe, met als gevolg dat de woningen waarschijnlijk, naar zij vreesden, langer zouden blijven staan dan de bedoeling was."
27. ↑  Maartje van der Eem en Clémentine Vooren (oktober 1997). Grote Stadsmens en niettemin dorpeling. Maatschappelijke en historische betekenissen van de tuindorpen Disteldorp, Vogeldorp en tuindorp Oostzaan. Vrije Universiteit, p. 39 en 57. "De bewoners waren voor het grootste deel afkomstig uit oude arbeiderswijken als de Jordaan en de Nieuwmarktbuurt. Daar hadden ze veelal geen eigen woning gehad, maar waren inwonend geweest, hadden op een (deel van een) etage gewoond, of in een krotwoning geleefd."
28. ↑  Keppler, 'Amsterdamsche noodwoningen tweede complex', Tijdschrift voor volkshuisvesting 1, 89-91.
29. ↑  Maartje van der Eem en Clémentine Vooren (oktober 1997). Grote Stadsmens en niettemin dorpeling. Maatschappelijke en historische betekenissen van de tuindorpen Disteldorp, Vogeldorp en tuindorp Oostzaan. Vrije Universiteit, p. 27.
30. ↑  Maartje van der Eem en Clémentine Vooren (oktober 1997). Grote Stadsmens en niettemin dorpeling. Maatschappelijke en historische betekenissen van de tuindorpen Disteldorp, Vogeldorp en tuindorp Oostzaan. Vrije Universiteit, p. 28.
31. ↑  Maartje van der Eem en Clémentine Vooren (oktober 1997). Grote Stadsmens en niettemin dorpeling. Maatschappelijke en historische betekenissen van de tuindorpen Disteldorp, Vogeldorp en tuindorp Oostzaan. Vrije Universiteit, p. 29.
32. ↑  Maartje van der Eem en Clémentine Vooren (oktober 1997). Grote Stadsmens en niettemin dorpeling. Maatschappelijke en historische betekenissen van de tuindorpen Disteldorp, Vogeldorp en tuindorp Oostzaan. Vrije Universiteit, p. 30.
33. ↑  BSO Amsterdam Noord. Kids Planet. Gearchiveerd op 15 september 2018. Geraadpleegd op 15 september 2018. “De nieuwste locatie van Kids Planet is onze locatie in Amsterdam Noord: een vrijstaand pandje in het Vogeldorp.”
34. ↑  Maartje van der Eem en Clémentine Vooren (oktober 1997). Grote Stadsmens en niettemin dorpeling. Maatschappelijke en historische betekenissen van de tuindorpen Disteldorp, Vogeldorp en tuindorp Oostzaan. Vrije Universiteit, p. 31.
35. ↑  Maartje van der Eem en Clémentine Vooren (oktober 1997). Grote Stadsmens en niettemin dorpeling. Maatschappelijke en historische betekenissen van de tuindorpen Disteldorp, Vogeldorp en tuindorp Oostzaan. Vrije Universiteit, p. 32.
36. ↑  Maartje van der Eem en Clémentine Vooren (oktober 1997). Grote Stadsmens en niettemin dorpeling. Maatschappelijke en historische betekenissen van de tuindorpen Disteldorp, Vogeldorp en tuindorp Oostzaan. Vrije Universiteit, p. 50.
37. 1 2 3 4 5  Maartje van der Eem en Clémentine Vooren (oktober 1997). Grote Stadsmens en niettemin dorpeling. Maatschappelijke en historische betekenissen van de tuindorpen Disteldorp, Vogeldorp en tuindorp Oostzaan. Vrije Universiteit, p. 51.
38. ↑  Maartje van der Eem en Clémentine Vooren (oktober 1997). Grote Stadsmens en niettemin dorpeling. Maatschappelijke en historische betekenissen van de tuindorpen Disteldorp, Vogeldorp en tuindorp Oostzaan. Vrije Universiteit, p. 33. "Keppler: De vrees, dat de bewoners, ontwend aan bloemen en groen, geen liefde meer zouden kunnen hebben voor bloemen en planten, is volkomen gelogenstraft. De verzorging van de tuinen is goed en binnen enkele jaren zal het een lust zijn de resultaten van een goede plantenverzorging te mogen waarnemen."
39. ↑  Maartje van der Eem en Clémentine Vooren (oktober 1997). Grote Stadsmens en niettemin dorpeling. Maatschappelijke en historische betekenissen van de tuindorpen Disteldorp, Vogeldorp en tuindorp Oostzaan. Vrije Universiteit, p. 33-34.
40. 1 2  Maartje van der Eem en Clémentine Vooren (oktober 1997). Grote Stadsmens en niettemin dorpeling. Maatschappelijke en historische betekenissen van de tuindorpen Disteldorp, Vogeldorp en tuindorp Oostzaan. Vrije Universiteit, p. 43.
41. ↑  Maartje van der Eem en Clémentine Vooren (oktober 1997). Grote Stadsmens en niettemin dorpeling. Maatschappelijke en historische betekenissen van de tuindorpen Disteldorp, Vogeldorp en tuindorp Oostzaan. Vrije Universiteit, p. 40. "Volgens Keppler zorgde de woningnood ervoor dat de afstand tot de stad door bewoners niet te bezwaarlijk werd geacht. Sommige mensen hadden hier wel bezwaar tegen en wezen om deze reden de woning af."
42. ↑  Maartje van der Eem en Clémentine Vooren (oktober 1997). Grote Stadsmens en niettemin dorpeling. Maatschappelijke en historische betekenissen van de tuindorpen Disteldorp, Vogeldorp en tuindorp Oostzaan. Vrije Universiteit, p. 57.
43. ↑  Maartje van der Eem en Clémentine Vooren (oktober 1997). Grote Stadsmens en niettemin dorpeling. Maatschappelijke en historische betekenissen van de tuindorpen Disteldorp, Vogeldorp en tuindorp Oostzaan. Vrije Universiteit, p. 43-44..
44. ↑  Maartje van der Eem en Clémentine Vooren (oktober 1997). Grote Stadsmens en niettemin dorpeling. Maatschappelijke en historische betekenissen van de tuindorpen Disteldorp, Vogeldorp en tuindorp Oostzaan. Vrije Universiteit, p. 44.
45. ↑  Maartje van der Eem en Clémentine Vooren (oktober 1997). Grote Stadsmens en niettemin dorpeling. Maatschappelijke en historische betekenissen van de tuindorpen Disteldorp, Vogeldorp en tuindorp Oostzaan. Vrije Universiteit, p. 45. "Met name in Vogeldorp leidde die concentratie van bejaarde bewoners nog wel eens tot moeilijkheden, vanwege het gebrek aan voorzieningen voor bejaarde mensen in de buurt. Sommige bewoners zeggen blij te zijn geweest met dit plaatsingsbeleid. Het werd namelijk lekker rustig op het dorp."
46. 1 2  Maartje van der Eem en Clémentine Vooren (oktober 1997). Grote Stadsmens en niettemin dorpeling. Maatschappelijke en historische betekenissen van de tuindorpen Disteldorp, Vogeldorp en tuindorp Oostzaan. Vrije Universiteit, p. 46.
47. ↑  Maartje van der Eem en Clémentine Vooren (oktober 1997). Grote Stadsmens en niettemin dorpeling. Maatschappelijke en historische betekenissen van de tuindorpen Disteldorp, Vogeldorp en tuindorp Oostzaan. Vrije Universiteit, p. 92.
48. 1 2  Maartje van der Eem en Clémentine Vooren (oktober 1997). Grote Stadsmens en niettemin dorpeling. Maatschappelijke en historische betekenissen van de tuindorpen Disteldorp, Vogeldorp en tuindorp Oostzaan. Vrije Universiteit, p. 93.
49. ↑  Maartje van der Eem en Clementine van Vooren (oktober 1997). Grote stadsmens en niettemin dorpeling. De maatschappelijke en historische betekenissen van de tuindorpen Disteldorp, Vogeldorp en tuindorp Oostzaan. Vrije Universiteit, p. 34.
50. 1 2  Maartje van der Eem en Clémentine Vooren (oktober 1997). Grote stadsmens en niettemin dorpeling. De maatschappelijke en historische betekenissen van de tuindorpen Disteldorp, Vogeldorp en tuindorp Oostzaan. Vrije Universiteit, p. 35.
51. ↑  Maartje van der Eem en Clémentine Vooren (oktober 1997). Grote Stadsmens en niettemin dorpeling. De maatschappelijke en historische betekenissen van de tuindorpen Disteldorp, Vogeldorp en tuindorp Oostzaan. Vrije Universiteit, p. 36-37. "Hierbij speelde ook mee dat op de plaats van Vogeldorp vervangende nieuwbouw moeilijk te realiseren zou zijn, vanwege milieuproblemen in verband met de chemische industrie in de buurt van het dorp."
52. ↑  Marietta Haffner en Marja Elsinga, Dorpspolitiek. Samenwerking renovatie Disteldorp, Tuindorp Oostzaan en Vogeldorp p. 49. Habiforum (september 2006). Geraadpleegd op 16 september 2018. “In feite probeerden de bewoners van Vogeldorp te anticiperen op het aflopen van de laatste exploitatieperiode en de verwachte sloop van hun dorp. Men probeerde het onderwerp op de agenda te krijgen. Men vierde in 1993 de 75ste verjaardag van het dorp mede om voor Vogeldorp mediabelangstelling te creëren.”
53. ↑  Maartje van der Eem en Clémentine Vooren (oktober 1997). Grote Stadsmens en niettemin dorpeling. De maatschappelijke en historische betekenissen van de tuindorpen Disteldorp, Vogeldorp en tuindorp Oostzaan. Vrije Universiteit, p. 59.
54. ↑  Marietta Haffner en Marja Elsinga (2006). Dorpspolitiek. Samenwerking renovatie Disteldorp, Tuindorp Oostzaan en Vogeldorp.. Habiforum, Gouda, p. 31.
55. ↑  Maartje van der Eem en Clémentine Vooren (oktober 1997). Grote Stadsmens en niettemin dorpeling. Maatschappelijke en historische betekenissen van de tuindorpen Disteldorp, Vogeldorp en tuindorp Oostzaan. Vrije Universiteit.
56. ↑  Marietta Haffner en Marja Elsinga (2006). Dorpspolitiek. Samenwerking renovatie Disteldorp, Tuindorp Oostzaan en Vogeldorp.. Habiforum, Gouda, p. 34.
57. 1 2 3  Marietta Haffner en Marja Elsinga (2006). Dorpspolitiek. Samenwerking renovatie Disteldorp, Tuindorp Oostzaan en Vogeldorp.. Habiforum, Gouda, p. 38.
58. ↑  Marietta Haffner en Marja Elsinga (2006). Dorpspolitiek. Samenwerking renovatie Disteldorp, Tuindorp Oostzaan en Vogeldorp.. Habiforum, Gouda, p. 65.
59. ↑  Ing. G.J. Beckman, Het Dagelijks Bestuurslid van het Stadsdeel Amsterdam-Noord voor Volkshuisvesting, Ruimtelijke Ordening, Milieu en Sport, schrijft in een brief van maart 2000 gericht aan mede-bestuursleden: "De Key wil graag aandacht besteden aan de cultuur-historische waarde, dat was een belangrijke reden om het complex over te nemen." Deze brief is in september 2018 aangetroffen in gemeentelijke bouwarchiefstukken betreffende Vogeldorp.
60. ↑  Marietta Haffner en Marja Elsinga, Dorpspolitiek. Samenwerking renovatie Disteldorp, Tuindorp Oostzaan en Vogeldorp p. 65. Habiforum (september 2006). Geraadpleegd op 16 september 2018.
61. ↑  Marietta Haffner en Marja Elsinga (2006). Dorpspolitiek. Samenwerking renovatie Disteldorp, Tuindorp Oostzaan en Vogeldorp.. Habiforum, Gouda, p. 39.
62. ↑  Dat schrijft de voorzitter de heer P.W.J. Veldhuisen van de Commissie Beroep- en Bezwaarschriften in een brief d.d. 25 augustus 2000 inzake het bezwaarschrift van de heer Karreman. Deze brief is in september 2018 aangetroffen in de bouwarchiefstukken betreffende Vogeldorp. De betreffende brieven van De Key zelf zijn niet aangetroffen.
63. ↑  Notulen vergadering VvE Vogeldorp d.d. 10 november 2014, blz. 2: "Uit de vergadering komt de vraag: Is de drainage indertijd niet weggehaald door De Key? Ja, dit was op last van de Gemeente Amsterdam. In verband met lichte vervuiling van de grond waarop het dorp is gebouwd heeft de Gemeente Amsterdam geen toestemming verleend om de drainage aan te sluiten op het gemeentelijk riool."
64. ↑  Marietta Haffner en Marja Elsinga, Dorpspolitiek. Samenwerking renovatie Disteldorp, Tuindorp Oostzaan en Vogeldorp p. 40. Habiforum (september 2006). Geraadpleegd op 16 september 2018. “Uit stukken van De Key (ook uit interviews) blijkt dat het renovatieproces niet altijd even soepel is verlopen. Er bleken vertragingen te ontstaan onder andere vanwege personeelsgebrek bij de onderaannemer(s). Ook bij De Key trad capaciteitsgebrek op bij de projectorganisatie en bij de afdeling verantwoordelijk voor het bedrijfsonroerend goed. Verder werd de bouwroute door de dorpen niet als efficiënt ervaren. Ook liepen de contacten niet naar wens, mede omdat er besluiten werden genomen die niet altijd werden teruggekoppeld. Naast het aanpassen van de werkafspraken, is er in de zomer van 2001 een nieuwe planning gemaakt die door alle actoren is geaccepteerd.”
65. ↑  Marietta Haffner en Marja Elsinga, Dorpspolitiek. Samenwerking renovatie Disteldorp, Tuindorp Oostzaan en Vogeldorp p. 40. Habiforum (september 2006). Geraadpleegd op 16 september 2018.
66. ↑  Marietta Haffner en Marja Elsinga (2006). Dorpspolitiek. Samenwerking renovatie Disteldorp, Tuindorp Oostzaan en Vogeldorp.. Habiforum, Gouda, p. 67.
67. ↑  Zie over gemengde complexen M.C.E. van der Vleuten, Gemengde complexen. Een onderzoek naar de juridische knelpunten in woongebouwen met zowel huurders als eigenaar-bewoners, Nexus, Maastricht, 2017 (proefschrift).
68. ↑  Marietta Haffner en Marja Elsinga, Dorpspolitiek. Samenwerking renovatie Disteldorp, Tuindorp Oostzaan en Vogeldorp. Habiforum (september 2006). Geraadpleegd op 16 september 2018.
69. ↑  Marietta Haffner en Marja Elsinga, Dorpspolitiek. Samenwerking renovatie Disteldorp, Tuindorp Oostzaan en Vogeldorp p. 42. Habiforum (september 2006). Geraadpleegd op 16 oktober 2018.
70. ↑  Marietta Haffner en Marja Elsinga, Dorpspolitiek. Samenwerking renovatie Disteldorp, Tuindorp Oostzaan en Vogeldorp p. 34. Habiforum (september 2006). Geraadpleegd op 16 september 2018.
71. ↑  Marietta Haffner en Marja Elsinga, Dorpspolitiek. Samenwerking renovatie Disteldorp, Tuindorp Oostzaan en Vogeldorp p. 50. Habiforum (september 2006). Geraadpleegd op 16 september 2018.
72. ↑  Marietta Haffner en Marja Elsinga, Dorpspolitiek. Samenwerking renovatie Disteldorp, Tuindorp Oostzaan en Vogeldorp p. 53. Habiforum (september 2006). Geraadpleegd op 16 september 2018.
73. 1 2  Marietta Haffner en Marja Elsinga, Dorpspolitiek. Samenwerking renovatie Disteldorp, Tuindorp Oostzaan en Vogeldorp p. 55. Habiforum (september 2006). Geraadpleegd op 16 september 2018.
74. ↑  Marietta Haffner en Marja Elsinga, Dorpspolitiek. Samenwerking renovatie Disteldorp, Tuindorp Oostzaan en Vogeldorp p. 70, 72.. Habiforum (september 2006). Geraadpleegd op 16 september 2018.
75. ↑  Marietta Haffner en Marja Elsinga, Dorpspolitiek. Samenwerking renovatie Disteldorp, Tuindorp Oostzaan en Vogeldorp p. 60. Habiforum (september 2006). Geraadpleegd op 16 september 2018.
76. ↑  Marietta Haffner en Marja Elsinga, Dorpspolitiek. Samenwerking renovatie Disteldorp, Tuindorp Oostzaan en Vogeldorp p. 59. Habiforum (september 2006). Geraadpleegd op 16 september 2018.
77. ↑  Dorpspolitiek. Samenwerking renovatie Disteldorp, Tuindorp Oostzaan en Vogeldorp p. 68. Habiforum (september 2006). Geraadpleegd op 16 september 2018.
78. ↑  Marietta Haffner en Marja Elsinga, Dorpspolitiek. Samenwerking renovatie Disteldorp, Tuindorp Oostzaan en Vogeldorp p. 80. Habiforum (september 2006). Geraadpleegd op 16 september 2018.
79. 1 2  Toelichting bij het besluit tot aanwijzing van het beschermd stadsgezicht Amsterdam-Noord, Rijksdienst voor het Cultureel Erfgoed, Amersfoort, 2012, p. 3.
80. ↑  Toelichting bij het besluit tot aanwijzing van het beschermd stadsgezicht Amsterdam-Noord, Rijksdienst voor het Cultureel Erfgoed, Amersfoort, 2012, p. 23.
81. ↑  Wsv Aeolus, Geschiedenis. Gearchiveerd op 14 september 2018. Geraadpleegd op 16 september 2018. “Op 5 juli 1918 werd besloten tot de oprichting van 'Zeilvereeniging Aeolus'. Na enig gesteggel met de gemeente Amsterdam kreeg de vereniging een locatie voor de haven in het Hoofdkanaal Oost, later (in 1919) omgedoopt tot het Johan van Hasseltkanaal, in Amsterdam-Noord. Aeolus telde na de eerste aanleg in 1919 circa 40 ligplaatsen.”
82. ↑  Toelichting bij het besluit tot aanwijzing van het beschermd stadsgezicht Amsterdam-Noord, Rijksdienst voor het Cultureel Erfgoed, Amersfoort, 2012, p. 33.
83. ↑  ir. A.C. Westerlaken, C.J.J. Castenmiller, ir. L.M. Abspoel-Bukman (april 2010). Ontwikkeling toekomstscenario’s Vogeldorp en Disteldorp Amsterdam-Noord, fase 1: Onderzoek naar de bouwkundige en bouwfysische staat van de woningen.
84. ↑  ir. A.C. Westerlaken en ir. L.M. Abspoel (september 2014). Ontwikkeling toekomstscenario's Vogeldorp en Disteldorp Amsterdam-Noord, Fase 3. Onderzoek naar de mogelijkheden van verbetermethoden. TNO.
85. ↑  ir. A.C. Westerlaken en ir. L.M. Abspoel (september 2014). Ontwikkeling toekomstscenario's Vogeldorp en Disteldorp Amsterdam-Noord, Fase 3. Onderzoek naar de mogelijkheden van verbetermethoden. TNO, p. 3.
86. 1 2 3 4 5  ir. A.C. Westerlaken en ir. L.M. Abspoel (september 2014). Ontwikkeling toekomstscenario's Vogeldorp en Disteldorp Amsterdam-Noord, Fase 3. Onderzoek naar de mogelijkheden van verbetermethoden. TNO, p. 6.
87. ↑  De exacte datum van de aanwijzing is volgens informatie van de gemeente 28 maart 2000. De zgn. redengevende omschrijving die ten grondslag ligt aan de aanwijzing is op te vragen bij de gemeente.
88. ↑  Erfgoedverordening Amsterdam[dode link], Gemeenteblad 18 december 2015, nr. 301/1388, i.h.b. art. 10, lid 1. Het betreffende artikellid is geformuleerd als een verbodsbepaling. De op dezelfde plaats en datum gepubliceerde Toelichting Erfgoedverordening Amsterdam[dode link] vermeldt op dit punt: "Analoog aan de Erfgoedwet die medio 2016 van kracht wordt heeft ook een eigenaar van een gemeentelijk monument de plicht om een monument zodanig te onderhouden dat instandhouding gewaarborgd is."
89. ↑  Beleidskader toetsing ingrepen en/of herstel van monumenten, Gemeenteblad 14 oktober 2016, nr. 142283. In de paragraaf Werkwijze Monumenten en Archeologie staat te lezen: "Bij de toetsing van bouwplannen wordt gekeken naar de mogelijkheden voor nieuwe ontwikkelingen, terwijl tegelijkertijd de doelstelling is om alle monumentale waarden zo veel mogelijk te behouden."
90. ↑  De Schoonheid van Amsterdam 2016, Gemeenteblad 16 september 2016, nr. 133999, p. 23 i.c.m. hoofdstuk 5. Vogeldorp valt in de Waarderingskaart Gordel '20-'40.
91. ↑  Internetbericht 'Tijdelijk duur het langst' in de reeks Erfgoed van de Week in het kader van het Europees Jaar van het Cultureel Erfgoed (2018) op de website van de gemeente Amsterdam.
92. ↑  Ing. G.J. Beckman, Het Dagelijks Bestuurslid van het Stadsdeel Amsterdam-Noord voor Volkshuisvesting, Ruimtelijke Ordening, Milieu en Sport, schrijft in een brief van maart 2000 gericht aan mede-bestuursleden: "Op grond hiervan is het zelfs te overwegen om in een later stadium de status van Rijksmonument aan te vragen" Deze brief is in september 2018 aangetroffen in gemeentelijke bouwarchiefstukken betreffende Vogeldorp.
93. 1 2  Tekst & Commentaar Ruimtelijk bestuursrecht, commentaar op art. 3.1 Erfgoedwet, 'Suggesties voor aanwijzing'.
94. ↑  Deze beleidsregel is bekendgemaakt in Stcrt. 2016, 33906.
95. ↑  Besluit van 3 maart 2014, Staatscourant 2014 nr. 6120. Zie ook het bericht 'Amsterdam-Noord aangewezen als beschermd stadsgezicht[dode link]' d.d. 4 maart 2014 op de website van de Rijksdienst voor het Cultureel Erfgoed.
96. ↑  Toelichting bij het besluit tot aanwijzing van het beschermd stadsgezicht Amsterdam-Noord, Rijksdienst voor het Cultureel Erfgoed, Amersfoort, 2012, p. 32-33.
97. 1 2  Toelichting bij het besluit tot aanwijzing van het beschermd stadsgezicht Amsterdam-Noord, Rijksdienst voor het Cultureel Erfgoed, Amersfoort, 2012, p. 43.
98. ↑  Brochure 'Een toekomst als beschermd stadsgezicht', uitgave Rijksdienst voor het Cultureel Erfgoed met medewerking van Bureau Monumenten & Archeologie, Amsterdam, mei 2013, p. 3.
99. ↑  De Monumentenwet 1988 is vervangen door de Erfgoedwet van 9 december 2015, gepubliceerd in Staatsblad 2015, 511, in werking getreden op 1 juli 2016. Blijkens de parlementaire geschiedenis bij de Erfgoedwet (Kamerstukken II, 2014-2015, 34 109, nr. 3, p. 20) gaat de aanwijzing en bescherming van dorpsgezichten over naar de Omgevingswet (Staatsblad 2016, 156) die naar verwachting omstreeks 2021 in werking zal treden.
100. ↑  Ruimtelijk Bestuursrecht, Wolters Kluwer, commentaar op artikel 36 Monumentenwet 1988, aant. 1.2. Vgl. Kamerstukken II, 2014-2015, 34 109, nr. 3, p. 20 (Memorie van Toelichting op de Erfgoedwet): "Na aanwijzing moet de gemeente vervolgens een beschermend bestemmingsplan opstellen om cultuurhistorische waarden van die gezichten te behouden."
101. ↑  Staatscourant 20 augustus 2013, nr. 22940. Op de website ruimtelijkeplannen.nl is het bestemmingsplan inclusief bijlagen terug te vinden.
102. ↑  Toelichting Bestemmingsplan Nieuwendam-Zuid II, p. 1. Terug te vinden op ruimtelijkeplannen.nl.
103. ↑  Toelichting Bestemmingsplan Nieuwendam-Zuid II, p. 24. Terug te vinden op ruimtelijkeplannen.nl.
104. ↑  Toelichting Bestemmingsplan Nieuwendam-Zuid II, p. 96. Terug te vinden op ruimtelijkeplannen.nl.
105. ↑  Tractatenblad 1985, nr. 163 en Tractatenblad 1994, nr. 59.
106. ↑  De Omgevingswet introduceert het omgevingsplan ter vervanging van het bestemmingsplan.
107. ↑  Kamerstukken II 2013-2014, 33 962, nr. 3, p. 112.
108. ↑  Kamerstukken II 2013-2014, 33 962, nr. 3, p. 499.
109. ↑  OVT uitzending 12 oktober 1997. VPRO. Geraadpleegd op 14 juni 2018.
110. ↑  Straten van Amsterdam van 11 oktober 2016. AT5. Gearchiveerd op 15 september 2018. Geraadpleegd op 14 juni 2018.
111. ↑  AT5, Vogeldorp 100 jaar. YouTube. Geraadpleegd op 26 juni 2018.
112. ↑  Maureen Weijzig, Vogeldorp viert 100-jarig bestaan. Echo (6 september 2018). Gearchiveerd op 15 september 2018. Geraadpleegd op 14 september 2019.
113. ↑  Parels van Amsterdam-Noord tijdens Open Monumentendag. Het Parool. Geraadpleegd op 14 juni 2018.
114. ↑  Marietta Haffner en Marja Elsinga, Dorpspolitiek. Samenwerking renovatie Disteldorp, Tuindorp Oostzaan en Vogeldorp p. 31. Habiforum (september 2006). Geraadpleegd op 15 september 2018.
115. ↑  Marietta Haffner en Marja Elsinga, Dorpspolitiek. Samenwerking renovatie Disteldorp, Tuindorp Oostzaan en Vogeldorp p. 45. Habiforum (september 2006). Geraadpleegd op 16 september 2018.
116. ↑  (en) Albemarle. Gearchiveerd op 15 september 2018. Geraadpleegd op 15 september 2018. “The Albemarle Catalysts production site in Amsterdam which began its operations around 1900 under the name "Ketjen." Since then the Ketjen factory has expanded to a large Catalysts production site.The main activity of the site is production and research of Catalysts for the petro-chemical industry. These Catalysts are used for the production of high quality fuels such as gas, petrol, diesel and kerosene from crude oil. On the Amsterdam site, three plants are in operation; an FCC plant, producing Fluid Cracking Catalysts (since 1953), a HPC plant, producing Hydro Processing Catalysts (since 1956) and a multi-purpose plant, producing Isomerization, Methyl Chloride, Methyl Amine, Melamine and Oxychlorination Catalysts. A research center and several supporting departments are also located on the Amsterdam site.”
117. ↑  Bewoners Noord snappen niks meer van het parkeren: 'Ik heb nu al tien boetes'. AT5 (12 augustus 2018). Geraadpleegd op 15 september 2018. “Sindsdien is er niet veel veranderd. Met de tijd lijken er juist méér onduidelijke situaties te ontstaan. Zo ontvangen bewoners van de Zesde Vogelstraat boetes omdat het voor hen niet duidelijk is waar nou wel of niet geparkeerd mag worden met een vergunning. 'We mogen wel aan de ene kant van de straat parkeren, maar aan de andere kant krijgen we boetes', vertelt Jolanda Bakker, bewoner van de Vogelbuurt.”
118. ↑  Gemeente Amsterdam, Hamerkwartier: van bedrijventerrein naar woon-, werk- en leefgebied. Geraadpleegd op 16 september 2018. “Het Hamerkwartier wordt begrensd door de IJpleinbuurt, de Vogelbuurt, Vogeldorp, het W.H. Vliegenbos en het voormalige Akzo-terrein, tegenwoordig Albemarle, en het IJ. Het Hamerkwartier heeft een oppervlakte van ongeveer 40 hectare.”
119. ↑  Bewoners en ondernemers toekomstig Hamerkwartier in onzekerheid: 'Straks komt de bulldozer'. AT5 (16 november 2017). Geraadpleegd op 16 september 2018. “Een van die bewoners is Henk Eskes, die al sinds zijn geboorte in 1928 in de naastgelegen buurt Vogeldorp woont. 'Ik ben bang dat ze de grens nu verleggen tot aan de volkstuinen, en dit er bij betrekken als woningbouw. Het zou jammer wezen als dit afgebroken wordt voordat ik dood ga.'”

 Abberdaan · Admiralenbuurt · Amstel III · Amsteldorp · Amstelkwartier · Andreas Ensemble · Apollobuurt · ArenAPoort · Bajeskwartier · Banne Buiksloot · Bedrijventerrein Sloterdijk · Bellamybuurt · Betondorp · Bijlmer · Binnenstad · Bloemenbuurt · Borgerbuurt · Borneo · Bos en Lommer · Buiksloot · Buiksloterham · Buikslotermeer · Buiteneiland · Buitenveldert · Bullewijk · Burgwallen Oude Zijde · Burgwallen Nieuwe Zijde · Centrum Amsterdam Noord · Centrumeiland · Chassébuurt · Chinatown · Cremerbuurt (Amsterdam) · Cruquius · Czaar Peterbuurt · Da Costabuurt · Dapperbuurt · De Aker · De Baarsjes · De Bongerd · De Eendracht · De Heining · De Krommert · De 9 Straatjes · De Omval · De Pijp · Diamantbuurt · Driemond · Disteldorp · Dubbele Buurt · Duivelseiland · Duvelshoek · Elzenhagen · Erasmusparkbuurt · Floradorp · Frederik Hendrikbuurt · Funenpark · Gaasperdam · Gein · Geuzenveld · Gibraltarbuurt · Gouden Reael · Gulden Winckelbuurt · Grachtengordel · Haarlemmerbuurt · Hallenkwartier · Haven-Stad · Haveneiland · Havenstraatterrein · Helmersbuurt · Het Funen · Holendrecht · Hoofddorppleinbuurt · Houthaven · IJ-oevers · IJburg · IJdock · IJplein · Indische Buurt · Jan Maijenbuurt · Java-eiland · Jeruzalem · Jeugdland ·Jodenbuurt · Jordaan · Julianapark · Kadijken · Kadoelen · Kattenburg · Kinkerbuurt · KNSM-eiland · Kolenkitbuurt · Kop van Jut · Van der Kunbuurt · Laan van Spartaan · Landlust · Landstrekenbuurt · Lastage · Leidsebuurt · Lutkemeer · Marathonbuurt · Marineterrein · Marken · Marktkwartier · Medisch Centrum Slotervaart · Mercatorbuurt · Middelveldsche Akerpolder · Molenwijk · Museumkwartier · Nellestein · Nieuw Sloten · Amsterdam Nieuw-West · Nieuwe Pijp · Nieuwendam · Nieuwendammerdijk en Buiksloterdijk · Nieuwendammerham · Nieuwezijde · Nieuwmarkt · Noorderhof · Noordoever Sloterplas · Noordse Bos · Olympisch Kwartier · Omval · Ookmeer · Oostelijk Havengebied · Oostelijke Eilanden · Oostelijke Handelskade · Oostenburg · Oosterdokseiland · Oosterparkbuurt · Oostoever Sloterplas · Oostpoort · Oostzanerwerf · Osdorp · Oud Osdorp · Oud-Oost · Oud-West · Oud-Zuid · Oude Pijp · Oudezijde · Overamstel · Overhoeks · Overtoombuurt · Overtoomse Buurt · Overtoomse Veld · Park Haagseweg · Park de Meer · Plan van Gool · Plan West · Plan Zuid · Planciusbuurt · Plantagebuurt · Postjesbuurt · Prinses Irenebuurt · Rapenburg · Reigersbos · Riekerpolder · Rieteilanden · Rietlanden · Rivierenbuurt · Robert Scottbuurt · Roeterseiland · Ruigoord · Schinkel (bedrijventerrein) · Schinkelbuurt · Science Park · Sloten · Sloterdijk · Sloterdijk-Centrum · Slotermeer · Slotervaart · Sluisbuurt · Spaarndammerbuurt · Spieringhorn · Sporenburg · Sportheldenbuurt · Staatsliedenbuurt · Stadionbuurt · Steigereiland · Strandeiland · Teleport · Transvaalbuurt · Trompbuurt · Tuindorp Buiksloot · Tuindorp Buiksloterham · Tuindorp Nieuwendam · Tuindorp Oostzaan · Tuttifruttidorp · Van Tijenbuurt · Uilenburg · Universiteitskwartier · Valkenburg · Van der Kunbuurt · Van der Pekbuurt · Van Lennepbuurt · Venserpolder · Vlooienburg · Vogelbuurt · Vogeldorp · Vogeltjeswei · Volewijck · Vondelparkbuurt · Vrije Geer · Waalseiland · Watergraafsmeer · Waterlandpleinbuurt · Waterwijk · Weesp · Weesperbuurt · Weespertrekvaartbuurt · Weesperzijde · Westelijke Eilanden · Westelijke Tuinsteden · Westerdokseiland · Westerpark · Westpoort · Willemspark · Wittenburg · Zeeburg · Zeeburgereiland · Zeeheldenbuurt · Zuidas · Zuideramstel